# Großherzogtum Hessen
Das Großherzogtum Hessen bestand von 1806 bis 1918. Es ging aus dem Reichsfürstentum der Landgrafschaft Hessen-Darmstadt hervor. Die regierenden Fürsten entstammten dem Haus Hessen und führten nach der Erweiterung ihres Herrschaftsgebietes um die linksrheinischen Gebiete in Anlehnung an die ehemalige Pfalzgrafschaft bei Rhein den Titel Großherzog von Hessen und bei Rhein. Haupt- und Residenzstadt war Darmstadt; andere wichtige Städte waren Mainz, Offenbach, Worms und Gießen.
Das Großherzogtum war von 1815 bis 1866 ein Mitgliedstaat des Deutschen Bundes. Mit seinen nördlich des Mains gelegenen Gebieten gehörte es von 1867 bis 1870 dem Norddeutschen Bund an und war von 1871 bis 1918 ein Gliedstaat des Deutschen Kaiserreichs. Nach dem Ende der Monarchie blieb es als Volksstaat Hessen während der Weimarer Republik Teil des Deutschen Reiches und ging dann in den heutigen Bundesländern Hessen und Rheinland-Pfalz auf.

## Geographie
Der rechtsrheinische Teil des Großherzogtums erstreckte sich vom Süden und der Mitte des heutigen Landes Hessen bis fast nach Frankenberg in Nordhessen, der linksrheinische im heutigen Land Rheinland-Pfalz. Neben den großen Ebenen von Rhein (Hessisches Ried), Main und Wetterau gehörten auch Mittelgebirge wie der Vogelsberg, das sogenannte Hessische Hinterland und der Odenwald zum Staatsgebiet. Im Süden reichte das Land mit den Exklaven des Kreises Wimpfen ins Badische hinein.

### Physische Geografie und Bevölkerungsentwicklung
Das Staatsgebiet bestand – abgesehen von einer Reihe kleinerer Exklaven – aus zwei großen Gebietsblöcken: Im Norden der Provinz Oberhessen, im Süden aus den Provinzen Starkenburg und Rheinhessen. Diese beiden Gebietsblöcke waren durch einen schmalen Landstreifen getrennt, der nach 1866 zu Preußen gehörte, zuvor zu Nassau, Frankfurt und dem Kurfürstentum Hessen. Etwa 25 % der Landesfläche waren mit Wald bedeckt. Der Charakter der beiden Landesteile war sehr unterschiedlich:
Oberhessen
war die flächenmäßig größte der drei Provinzen und bestand zum überwiegenden Teil aus Gebieten, die im Vogelsberg lagen. Hinzu kam das Hessische Hinterland. Nur ein kleinerer Teil gehörte zur fruchtbaren Wetterau, wo es zudem noch abbauwürdige Braunkohlevorkommen gab. In dem Gebiet gab es zahlreiche, aber keine größeren Gewässer, die als Transportwege in Frage kamen. Landwirtschaft brachte im Vogelsberg nur geringe Erträge, aber auch Industrie siedelte sich hier nicht an. Das führte zunehmend zu Verarmung im Laufe des 19. Jahrhunderts und massiver Abwanderung, sowohl in die entstehenden industriellen Zentren als auch nach Übersee. Während Oberhessen auch von seiner Bevölkerung her am Anfang des 19. Jahrhunderts die größte Provinz war, war es am Ende des Bestehens des Großherzogtums die bevölkerungsärmste. Die einzige landesweit bedeutende Einrichtung, die hier ihren Sitz hatte, war die Landesuniversität Gießen.
Starkenburg und Rheinhessen
waren dagegen ganz anders strukturiert. Sie lagen überwiegend in der Rheinebene – abgesehen vom Odenwald, der ähnliche Strukturprobleme wie der Vogelsberg aufwies. In den Ebenen war in großem Umfang Landwirtschaft möglich, auch sehr ertragreiche, wie der Obstbau an der Bergstraße und der Weinbau in Rheinhessen. Es gab mit Rhein und Main zwei große, schiffbare Flüsse, die vor der Entwicklung der Eisenbahn schon bedeutende Verkehrswege darstellten. Die aufkommende Industrie siedelte sich hier an, die Zentren des Landes lagen hier: die Residenzstadt Darmstadt, die größte Industriestadt Offenbach am Main und als größte Stadt und bedeutender Handelsplatz Mainz.

### Politische Geografie und Gebietsentwicklung
Das Staatsgebiet grenzte
- im Westen an die preußische Rheinprovinz, an das Herzogtum Nassau (ab 1866 zum Königreich Preußen), und die Provinz Westfalen,
- im Norden und Nordosten an das Kurfürstentum Hessen, ab 1866 zum Königreich Preußen,
- mit Exklaven im Norden: Kreis Vöhl gelegen zwischen dem Kurfürstentum Hessen und dem Fürstentum Waldeck und
- Eimelrod und Höringhausen, umschlossen vom Fürstentum Waldeck
- im Osten an das Königreich Bayern,
- an die kurhessische Exklave Amt Dorheim, die 1866 an das Großherzogtum angegliedert wurde.
- im Süden an Baden,
- mit der Exklave Wimpfen an Württemberg und Baden,
- mit einer Exklave, die aus der Hälfte des Dorfes Helmhof bestand, an Baden,
- mit dem mit Baden gemeinsamen Kondominat Kürnbach (bis 1905),
- sowie die ebenfalls zum Königreich Bayern gehörende Pfalz (Bayern).
- Zwischen den mittleren und südlichen Gebietsteilen lagen die Freie Stadt Frankfurt und das Kurfürstentum Hessen, beide ab 1866 zum Königreich Preußen.
- Das nördliche (Landkreis Biedenkopf, genannt Hessisches Hinterland) und mittlere Gebiet (das hessen-darmstädtische Oberhessen) waren nur durch einen ca. 500 m breiten hessischen Gebietskorridor bei Heuchelheim mit dem Raum Gießen verbunden, umgeben von dem Kreis Wetzlar, einer Exklave der preußischen Rheinprovinz.

Hessen-Homburg fiel 1866 als Erbe an das Großherzogtum Hessen-Darmstadt, musste aber noch im gleichen Jahr an Preußen abgetreten werden. Ebenso wurden der Kreis Biedenkopf und das Hessische Hinterland von Preußen annektiert. Zusammen mit den ebenfalls 1866 von Preußen kassierten Staaten Kurhessen, Herzogtum Nassau und der Freien Stadt Frankfurt bildeten diese Gebiete ab 1868 die neue preußische Provinz Hessen-Nassau.

## Geschichte

### Gründung 1806

Wappen des Großherzogtums 1806–1808

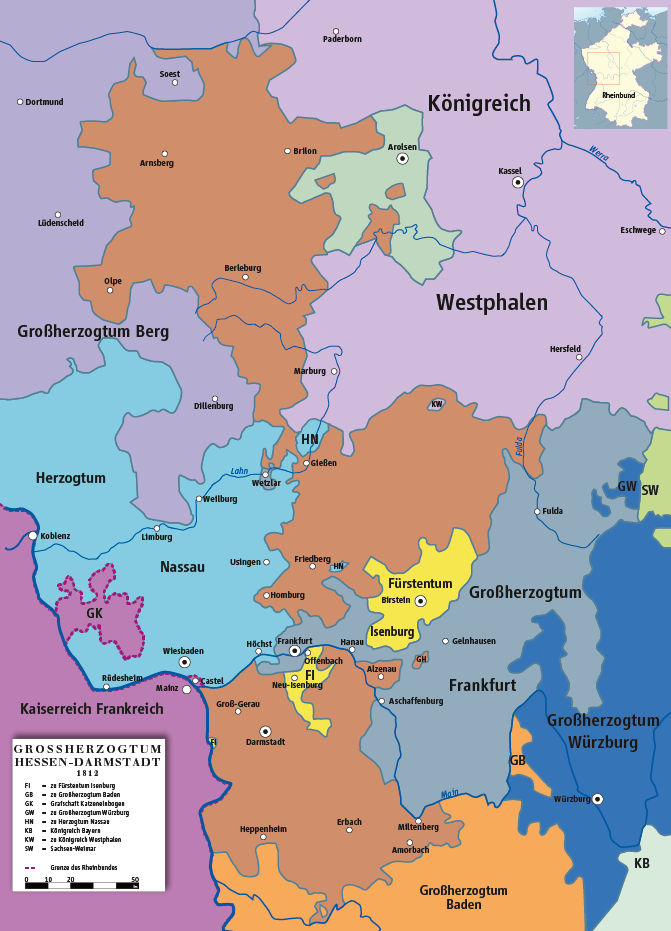
Großherzogtum Hessen 1812

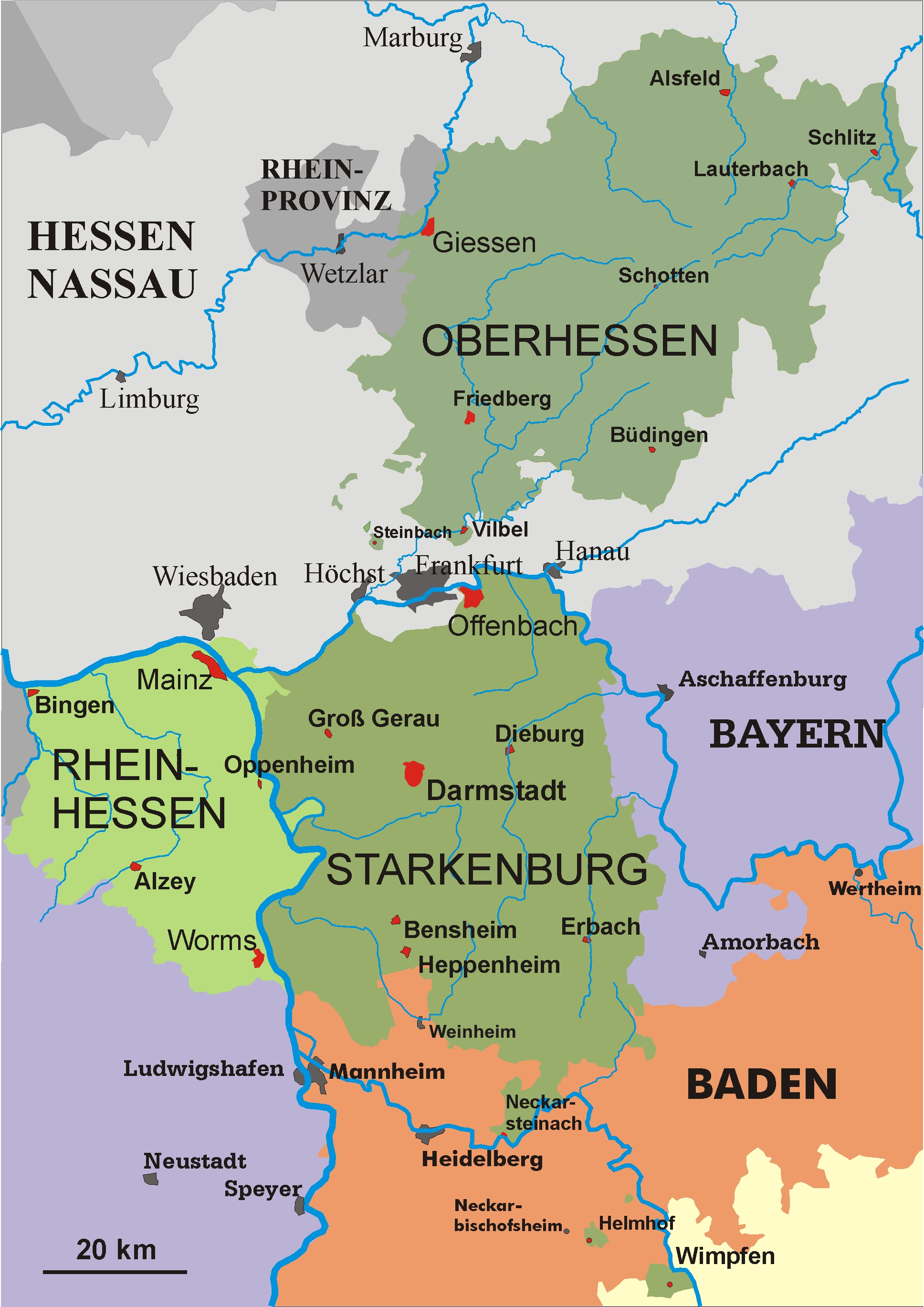
Großherzogtum Hessen ab 1866

Die Landgrafschaft Hessen-Darmstadt wurde von Napoleon zum Großherzogtum erhoben. Landgraf Ludwig X. von Hessen-Darmstadt stilisierte sich nun Großherzog Ludewig I. (mit einem extra „e“) und verkündete mit einem Erlass vom 13. August 1806 nicht nur das für ihn erfreuliche Ereignis, sondern auch welche Territorien er aufgrund der Rheinbundakte eingesammelt hatte. Hintergrund war, dass der nunmehrige Großherzog – noch als Landgraf – versucht hatte, sich unter dem Schutz Preußens von Frankreich abzuwenden, eine Politik, die aber spätestens nach der Schlacht bei Austerlitz auf den Untergang der Landgrafschaft zusteuerte. In letzter Minute konnte der Landgraf sich Napoleon noch als Truppenlieferant andienen. Zusammen mit 15 anderen Staaten trat die Landgrafschaft aus dem Heiligen Römischen Reich Deutscher Nation aus und dem Rheinbund bei. Neben der Rangerhöhung zum Großherzogtum wurde der Großherzog mit Gebietsgewinnen belohnt. Dabei ist aber zu beachten, dass alle jetzt gewonnenen Gebiete zwar seiner staatlichen Hoheit unterlagen, aber die Souveränitätsrechte der bisherigen Landesherren, die größeren nun Standesherren, zu einem erheblichen Teil weiter erhalten blieben. Zu den Erwerbungen im Einzelnen siehe: 
Während die Landgrafschaft Hessen-Darmstadt vor den Gebietsgewinnen noch in ihren rechtsrheinischen Gebieten etwa 210.000 Einwohner gehabt hatte, waren es nach 1806 etwa 546.000. Zugleich erreichte das Großherzogtum damals seine flächenmäßig größte Ausdehnung mit etwa 9.300 km² (166 Quadratmeilen). Fast gleichzeitig kam es auch innenpolitisch zu einem radikalen Umbruch: Mit zwei Edikten vom 1. Oktober 1806 wurden – vor allem finanzielle – Privilegien des landständischen Adels in großem Umfang aufgehoben (der landständische Adel wurde steuerpflichtig) und die Landstände wurden beseitigt.

### Entwicklung nach 1806
Am 24. April 1809 verfügte Napoléon die Auflösung des Deutschen Ordens. Zu den Erwerbungen im Einzelnen siehe: 
1808 bis 1810 wurde erwogen, den Code civil als im ganzen Großherzogtum Hessen einheitlich geltendes Recht einzuführen. Dann wurde die Diskussion aber von der konservativen, gesellschaftliche Änderungen ablehnenden Regierung unter Friedrich August von Lichtenberg unterbunden.
Am 11. Mai 1810 schlossen das Großherzogtum und das Kaiserreich Frankreich einen Staatsvertrag, mit dem Frankreich Gebiete, die es 1806 Kurhessen abgenommen hatte, an das Großherzogtum weitergab. Der im Mai geschlossene Vertrag wurde von Napoléon aber erst am 17. Oktober 1810 unterschrieben. Das hessische Besitzergreifungspatent datiert vom 10. November 1810. Das Amt Babenhausen wurde dem Fürstentum Starkenburg, alles Andere dem Fürstentum Oberhessen zugeordnet.

Im Herbst 1810 kam es zu einem Dreiecksgeschäft zwischen Frankreich, Hessen und dem Großherzogtum Baden. Baden stellte eigene Gebietsteile zur Disposition von Frankreich, das diese dann mit einem Staatsvertrag vom 11. November 1810 an das Großherzogtum Hessen weitergab. Das hessische Besitzergreifungspatent datiert auf den 13. November 1810. Zu den Erwerbungen im Einzelnen siehe: 
Nach der Schlacht bei Hanau schloss der großherzogliche Hofmarschall Karl du Thil eine Militärkonvention mit dem österreichischen Oberkommandierenden Feldmarschall-Lieutenant Johann Karl Peter Graf Hennequin von Fresnel und Cure im österreichischen Hauptquartier in Dörnigheim. Damit verließ das Großherzogtum den Rheinbund. Die großherzogliche Armee wurde in den österreichisch-bayrischen Verband eingereiht.

### Wiener Kongress und Folgezeit
1815 trat das Großherzogtum dem Deutschen Bund bei.

Auf dem Wiener Kongress (1815) wurde dem Großherzog von Hessen als Entschädigung für das an Preußen abgetretene Herzogtum Westfalen eine Fläche des ehemaligen Departements Donnersberg mit 140.000 Seelen zugesprochen. Durch die von der Herrschaft der Hundert Tage, der Rückkehr Napoleons aus dem Exil, ausgelösten Turbulenzen schlossen Österreich, Preußen und das Großherzogtum Hessen erst am 30. Juni 1816 den Staatsvertrag, der das Nähere regelte. Inhaltlich war er umfangreicher als das in Wien im Vorjahr Beschlossene. Es kam zu weiteren Grenzberichtigungen und dem Tausch kleinerer Gebiete mit Nachbarstaaten, so mit dem Kurfürstentum Hessen und dem Königreich Bayern. Die Besitzergreifungspatente sind auf den 8. Juli 1816 datiert, wurden aber erst am 11. Juli 1816 veröffentlicht. Zu den Gebietsveränderungen im Einzelnen siehe: 
Nach dieser Konsolidierung hatte das Großherzogtum etwa 630.000 Einwohner.
Hinsichtlich der großherzoglichen Titel versuchte Ludewig I., nachdem sein kurfürstlich-hessischer „Vetter“, Wilhelm I., sich auch zum „Großherzog von Fulda“ stilisiert hatte, aufzuholen. Die angestrebten Titel „Kurfürst von Mainz und Herzog von Worms“ wurden ihm jedoch von Österreich und Preußen verweigert. So dekorierte er sich mit dem historisierenden „... und bei Rhein“.

### Verfassung von 1820 und Auswirkungen

#### Verfassung
Das Großherzogtum bestand durch die vorausgegangenen Gebietsgewinne aus zahlreichen, unterschiedlich verfassten Gebietsteilen. Eine Verfassung, die den neuen Staat einheitlicher gestaltete, war dringend erforderlich, um die unterschiedlichen Landesteile zu integrieren. Darüber hinaus forderte Art. 13 Deutsche Bundesakte eine „Landständische Verfassung“. Der Großherzog, Ludewig I., sträubte sich und wird mit den Worten zitiert, dass Landstände (also ein Parlament) „in einem souveränen Staate […] unnötig, unnütz und in mancher Hinsicht gefährlich“ seien. Allerdings scheint der – berühmt gewordene – Ausspruch nicht von Ludewig I. selbst zu stammen, sondern findet sich in einem für ihn erarbeiteten Gutachten des Gießener Regierungsdirektors Ludwig Adolf von Grolmann – wie überhaupt der nun vollzogene Reformprozess weniger vom Großherzog persönlich als aus der Beamtenschaft heraus gestaltet wurde.
1816 wurde eine dreiköpfige Gesetzgebungskommission damit beauftragt, eine Verfassung und weitergehende Gesetze auszuarbeiten, der Peter Joseph Floret und Karl Ludwig Wilhelm von Grolman angehörten.
Die im März 1820 als großherzogliches Edikt veröffentlichte Verfassung sah zwar Landstände vor, diesen wurde darin aber keinerlei Befugnis gegeben. Das führte zwar zur Wahl eines ersten Landtags, andererseits aber auch zu massiven Protesten, Steuerverweigerung und in einigen Landesteilen zu bewaffnetem Widerstand gegen die Staatsgewalt. In dieser Situation gaben der Großherzog und seine Verwaltung nach und am 17. Dezember 1820 wurde eine neue Verfassung erlassen. Die Stände wahrten ihr Gesicht, indem sie sich mit ihren Forderungen weitgehend durchsetzten, der Großherzog wahrte sein Gesicht, indem er die Verfassung formal oktroyieren durfte. Im Nachhinein wurde daraus Ludewig I. als der große Verfassungsgeber, der mit der Ludwigssäule in Darmstadt für „seine“ Verfassungsgebung geehrt wurde.
In der Folge der Verfassungsgebung kam es zu einer ganzen Reihe von Reformen im Großherzogtum:

#### Justiz- und Verwaltungsreform
Die Verwaltung des Landes beruhte auf unterer Ebene nach wie vor auf der aus den vorherigen Jahrhunderten überkommenen Ämterstruktur. Ämter waren sowohl die unterste staatliche Verwaltungsebene als auch die Gerichte der ersten Instanz. Nach Vorarbeiten, die bis mindestens 1816 zurückreichen, trennte das Großherzogtum Hessen ab 1821 auch in seinen rechtsrheinischen Provinzen auf der unteren Ebene die Rechtsprechung von der Verwaltung. In der Provinz Rheinhessen war das schon zwanzig Jahre früher geschehen, als das Gebiet zu Frankreich gehörte. 
 Die bisher von den Ämtern wahrgenommenen Aufgaben wurden Landräten (zuständig für die Verwaltung) und Landgerichten (zuständig für die Rechtsprechung) übertragen. Der Prozess zog sich über mehrere Jahre hin, da der Staat zunächst Justiz und Verwaltung ausschließlich dort neu regeln konnte, wo er über sie uneingeschränkt verfügte. Die Gebiete, in denen die staatliche Souveränität entsprechend weit reichte, wurden als Dominiallande bezeichnet. In den Gebieten, in denen Standesherren und anderer Adel weiterhin eigene Verwaltungs- und Gerichtshoheit ausübten, den Souveränitätslanden, musste der Staat zunächst mit jedem der einzelnen Gerichtsherren vertragliche Vereinbarungen treffen, um die von diesen bis dahin ausgeübte Gerichtshoheit in die staatliche Rechtsprechung einzugliedern. Das zog sich in einigen Fällen bis Mitte der 1820er Jahre hin. Den Rahmen dafür gab das Edict, die standesherrlichen Rechts-Verhältnisse im Großherzogthum Hessen betreffend vom 27. März 1820 vor. Danach verblieb in Landratsbezirken und Landgerichten, die aus standesherrlichen Gebieten errichtet wurden, den jeweiligen Standesherren (bei Vorbehalt staatlicher Zustimmung) die Personalhoheit: Landrat und Richter wurden also vom Standesherren bestimmt. Die Reste dieser nicht-staatlichen Verwaltung und Gerichtsbarkeit wurden erst mit der Revolution 1848/1849 beseitigt.
Aus den bisher über 50 Ämtern wurden 24 Landrats- und 27 Landgerichtsbezirke neu gebildet. Die neuen Landgerichte erhielten Gerichtsbezirke, die nahezu flächengleich mit denen der Landratsbezirke waren. So blieb den alten Amtssitzen in der Regel entweder der Sitz des Landrats oder des Landgerichts erhalten. Im Laufe der folgenden Jahre kamen – nachdem entsprechende Abmachungen zwischen Staat und Standesherren über deren Gerichts- und Verwaltungshoheit getroffen worden waren – noch fünf Landrats- und sechs Landgerichtsbezirke hinzu.

#### Kommunalverfassung
Auch eine moderne Kommunalverfassung wurde 1821 eingeführt, die sich am französischen Modell orientierte. Der überkommene genossenschaftliche Gemeindeverband wurde durch ein Gemeinde- und Einwohner-Bürgerrecht ersetzt.
Bürgermeistereien wurden für einzelne Orte oder Gemeindeverbände eingerichtet, die immer mindestens 400 bis 500 Einwohner stark sein sollten. 1831 bestanden im Großherzogtum 1092 Gemeinden, die in 732 Bürgermeistereien zusammengefasst waren.
An der Spitze der Bürgermeisterei stand ein gewählter Ortsvorstand, der sich aus Bürgermeister, Beigeordneten und Gemeinderat zusammensetzte. Die Einwohner wählten drei Männer, aus denen die jeweilige Ortsobrigkeit den Bürgermeister auswählte:
- In den staatlichen Gebieten (Dominiallande) geschah das durch den Staat.
- In Gebieten der Standesherren oder der Patrimonialgerichtsherren entschieden diese.

Dieses System führte dazu, dass der Obrigkeit nicht genehme Kandidaten nicht zum Zug kamen. So erhielt etwa der Unternehmer Ernst Emil Hoffmann in Darmstadt zwei Mal die meisten Stimmen, zum Bürgermeister, berufen wurde aber der Zweit- oder Drittplatzierte.
Die Aufsicht über die Bürgermeister führte in den Provinzen Oberhessen und Starkenburg der Landrat, in Rheinhessen gab es diese Verwaltungsebene nicht und die Bürgermeister waren direkt der Provinzialregierung nachgeordnet.

#### Wehrpflicht
Eine weitere Reform von 1821 war die Reform der Wehrpflicht, die verkürzt (von zehn auf acht Jahre) und neu geordnet wurde.

#### Bauernbefreiung
Der Staat war weiter daran interessiert, die alten – oft ertragsabhängigen – Grundabgaben durch ein modernes Steuersystem abzulösen. Planungen dazu gab es seit 1816/17. Umgesetzt wurde das in einem ersten Schritt ebenfalls in der Reform-Welle 1821. Das funktionierte aber nur begrenzt: Zum einen waren nur die staatlichen Grundrenten ablösbar – die Ablösung auch der „privaten“ – und dazu zählten auch die der Kirchen, Stiftungen und Standesherren – scheiterte am Einspruch der ersten Kammer der Landstände. Zum anderen hatten die Bauern nicht genügend Geld, um die zunächst auf den 18fachen Jahresbetrag festgelegte Ablösungssumme zu zahlen. So zog sich diese Ablösung bis weit in die zweite Hälfte des 19. Jahrhunderts hinein.

#### Wirtschaftsreformen
Die Verfassung zielte auch auf eine Wirtschaftsordnung auf liberaler Grundlage. Die Gewerbefreiheit durchzusetzen – der auf der anderen Seite die Aufhebung des Zunftzwanges entsprach –, erwies sich als schwierig, wegen der „Verletzung vielfacher Interessen“. Auch hier war das Land wieder zweigeteilt: In Rheinhessen gab es, seit es zu Frankreich gehört hatte, keine Zünfte mehr. In den rechtsrheinischen Provinzen war der Zunftzwang dagegen nur an wenigen Orten und für wenige Gewerbe aufgehoben. Das wurde erweitert, aber der Zunftzwang zunächst nicht grundsätzlich beseitigt.

### Umfeld der Juli-Revolution 1830

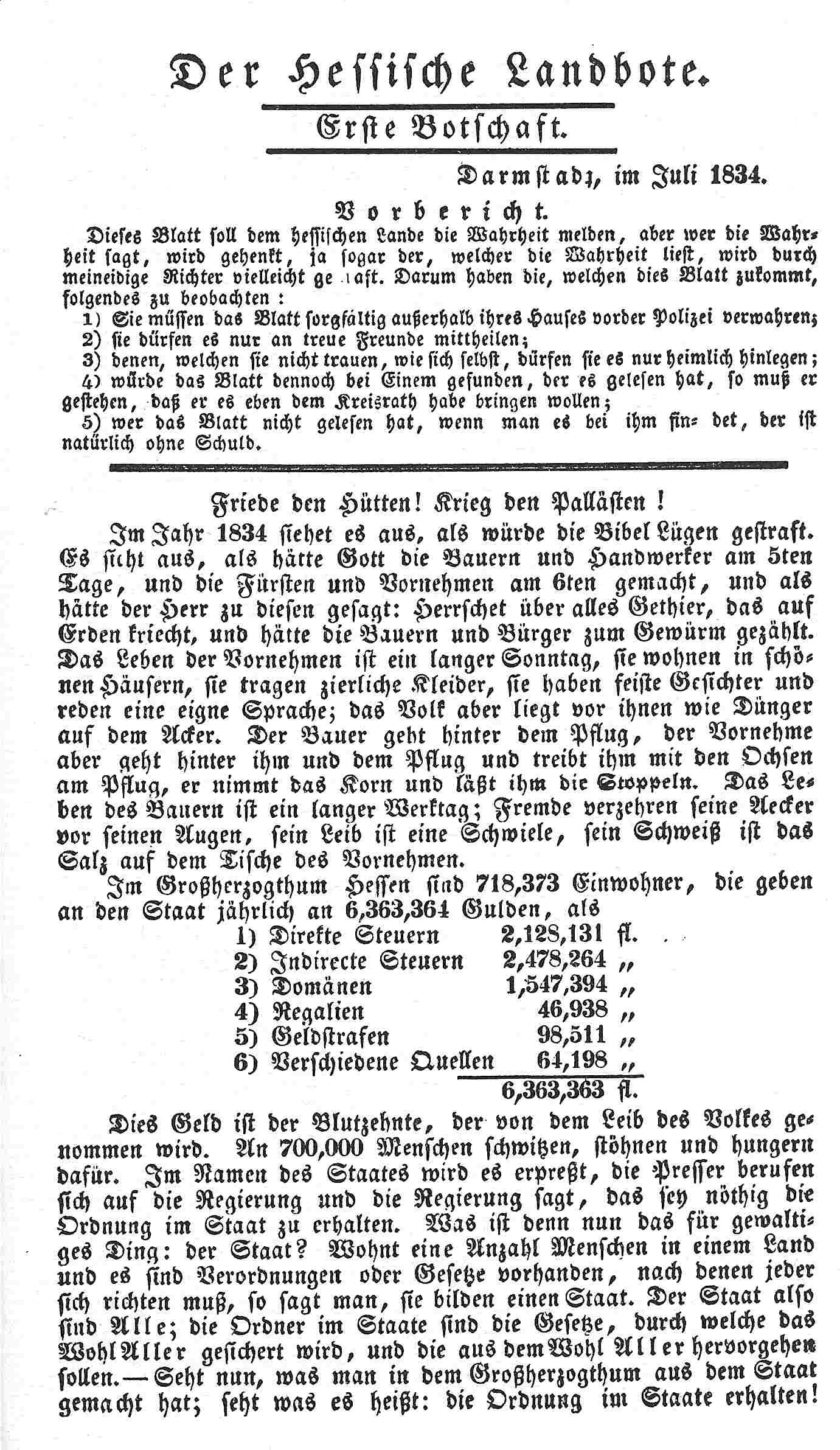
Titelblatt des „Hessischen Landboten“

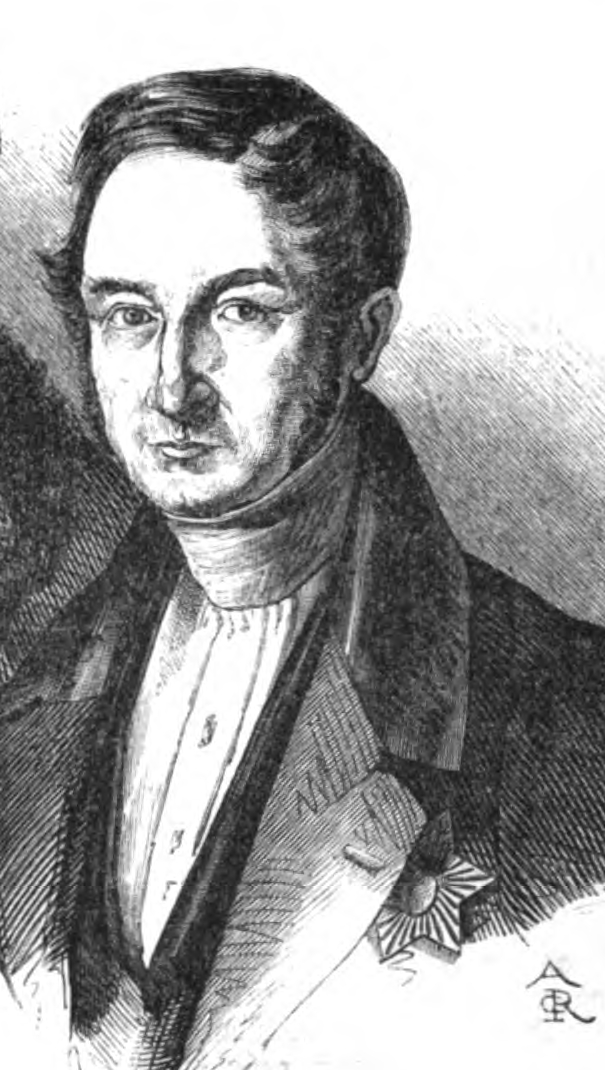
Karl Wilhelm Heinrich Freiherr du Bos du Thil, Vorsitzender des Ministerrates 1829–1848

Die Karlsbader Beschlüsse setzte die Regierung in Darmstadt – zur Verärgerung der Großmächte Preußen und Österreich – gemäßigt um. Andererseits verfolgte sie ausdauernd – wenn auch langfristig ohne Erfolg vor Gericht – Oppositionelle, von denen sie revolutionäre Umtriebe befürchtete. Diese relativ offene Politik gegenüber der Presse wurde auch in der Zeit ab 1832, als in Deutschland die Reaktion wieder die Oberhand gewann, weiter verfolgt. Hart reagierte der Staat auf die Verbreitung des Hessischen Landboten, eines von Georg Büchner verfassten Textes mit sozial-revolutionärem Ansatz. Die Verfolgung der Beteiligten zog sich bis 1839 hin.
Mehrere Krisensymptome zeigten sich im Umfeld der Juli-Revolution 1830: Als Ludwig II. nach dem Tod seines Vaters 1830 die Regierung antrat, war er mit angehäuften 2 Mio. Gulden verschuldet und erwartete, dass der Staat diese übernahm. Die liberale Opposition in den Landständen empfand das als Zumutung und schmetterte das Ansuchen mit 41:7 Stimmen ab.
In der Provinz Oberhessen brach im September 1830 eine Revolte los, in der sich allgemeine Unzufriedenheit gegen den Staat artikulierte – bezeichnenderweise waren vor allem standesherrliche Gebiete betroffen: etwa Büdingen und Ortenberg. Hier wurden Läden geplündert und Amtslokale zerstört. Aber auch das Zollamt in Heldenbergen und das Landgericht Nidda waren betroffen. Der Großherzog verhängte das Standrecht, was die Landstände einstimmig billigten. Unter dem Kommando von Prinz Emil, einem Bruder des Großherzogs, wurde mit militärischer Macht die Ruhe wieder hergestellt. Teil dieser Aktion war auch das Blutbad von Södel, bei dem es Tote und Verletzte gab.
Nach der Revolution von 1830 gewann die Regierung wieder Oberhand und versuchte, aufkommende Reformbestrebungen mindestens zu kontrollieren, wenn nicht gar zu unterdrücken. Das Bürgertum wich teils in kulturelle Aktivitäten aus, die dann seitens der Regierung misstrauisch beäugt wurden. So wurde 1833 der Historische Verein für Hessen zwar gegründet und zugelassen, die ursprünglich geplanten Ortsvereine aber nicht und die Auflage lautete, dass der Verein sich mit Tagesgeschichte und alle[n] Erörterungen über politische Gegenstände der neueren Zeit nicht beschäftigen durfte. Vor allem Turnvereine galten als hoch verdächtig, auch wenn sie bei der Einweihung des Ludwigsmonuments in Darmstadt 1844 ein Schauturnen veranstalten durften.

### 1848/49

Eduard von Heuss: Heinrich von Gagern, Leitender Minister nach der Revolution 1848

#### Revolution
Das „System du Thil“, die komplette Unterdrückung jeder politischen Diskussion durch den leitenden Minister Karl du Thil dominierte die politische Szene des Großherzogtums. Seit 1846 herrschten nach Missernten und vervielfachten Preisen für Grundnahrungsmittel katastrophale Zustände im Großherzogtum als am 24. Februar 1848 in Paris die Revolution König Louis-Philippe zwang, abzudanken. Die politische Spannung wuchs dadurch so an, dass die Regierung nicht mehr wagte, gegen Bürgerkomitees und andere sich bildende, bis dahin verbotene politische Bewegungen vorzugehen. Innerhalb weniger Tage spitzte sich die Lage so dramatisch zu, dass Großherzog Ludwig II. seinen Sohn, Erbgroßherzog Ludwig (III.) am 5. März 1848 zum „Mitregenten“ ernannte. Karl du Thil wurde entlassen und durch Heinrich von Gagern ersetzt. Gagern verkündete mit einer landesweiten Plakatierung, dass die neue Regierung die „März-Forderungen“ alle umsetzen werde.
Da aber die Forderungen der Landbevölkerung nach Verzicht der Standesherren auf ihre Privilegien und dem entschädigungslosen Verzicht auf die Grundlasten nicht erfüllt waren, kam es am 8. März zu massiven Demonstrationen vor deren Residenzen, von denen einige gestürmt wurden. Die Standesherren unterschrieben entschädigungslose Verzichte. Damit überschritten die Bauern aber die Grenze des für das Bürgertum Erträglichen, denn Eingriffe in Eigentum kamen für das Bürgertum nicht in Frage. Der neue leitende Minister, Heinrich von Gagern, beendete diesen Abschnitt der Revolution mit militärischem Eingreifen, nahm aber die Forderungen der Bauern auf. Damit hatte die „heiße Phase“ der Revolution im Großherzogtum nur zwei Wochen gedauert, bevor die Revolutionäre selbst auf die Bremse traten.

#### Reformen
Nach dem März 1848 kam es zu einer Reihe von Wechseln an der Spitze der Regierung: Heinrich von Gagern wurde am 19. Mai 1848 zum Präsidenten der Frankfurter Nationalversammlung gewählt und musste deshalb auf das Amt als Minister verzichten.
Die meisten der März-Forderungen wurden Punkt für Punkt abgearbeitet.
Durch die Neuorganisation der Verwaltung wurden sowohl die drei Provinzen als auch alle Kreise aufgelöst und beide Ebenen durch eine einheitliche mittlere Verwaltungsebene, Regierungsbezirke, ersetzt. Auf Ebene der Regierungsbezirke wurden Bezirksräte als Volksvertretungen eingerichtet.
Auch eine Justizreform in den rechtsrheinischen Provinzen wurde angegangen, Schwurgerichte eingeführt.
Ein neues Wahlrecht kam allerdings erst 1849 zustande. Danach wurden nun alle Abgeordneten beider Kammern gewählt, die zweite Kammer in allgemeiner, direkter Wahl, die erste mit einem Zensuswahlrecht. Soviel „Demokratie“ war selbst den liberalen Politikern unheimlich und das Innenministerium mahnte, verantwortungsvoll mit dem Wahlrecht umzugehen. Zweimal wurde nach dem neuen Wahlgesetz die Ständeversammlung neu gewählt, 1849 und 1850. Beide Male erhielten die Demokraten eine handfeste Mehrheit in der zweiten Kammer, mit der sie die Verabschiedung eines Staatshaushalts blockierten.

### Reaktion – die Ära Dalwigk

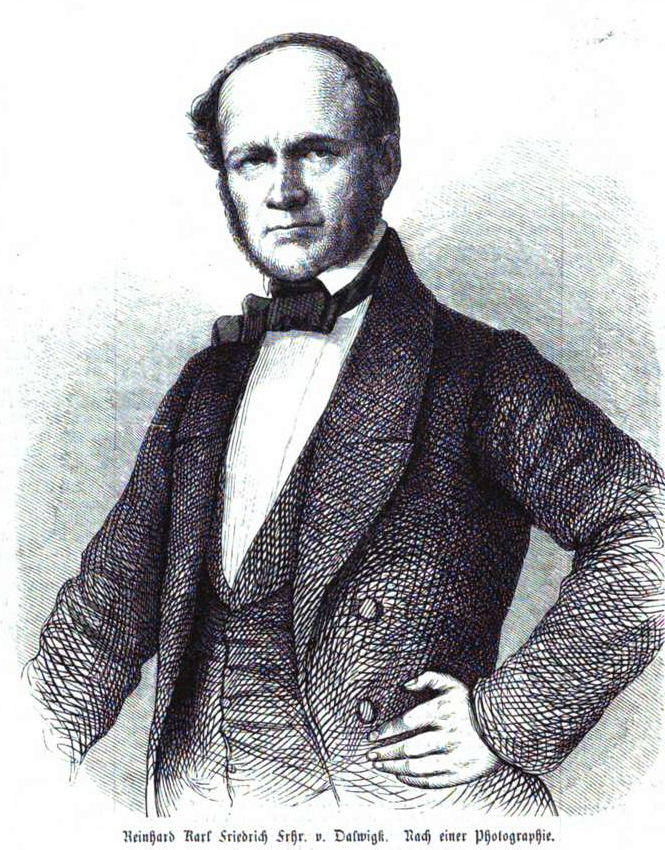
Reinhard von Dalwigk, 1861, Ministerpräsident 1849–1871

Großherzog Ludwig III. berief Reinhard Carl Friedrich von Dalwigk am 30. Juni 1850 zum Direktor des Ministeriums des Innern, übertrug ihm am 8. August 1850 provisorisch die Leitung der Geschäfte des Auswärtigen und des Großherzoglichen Hauses und ernannte ihn am 25. September 1852 zum Präsidenten des Gesamtministeriums. Ludwig III., der „dem patriarchischen Herrscherbild seines Großvaters nacheiferte, ohne dessen Bedeutung zu erreichen“ und Dalwigk teilten konservative Positionen, die sich gegen Liberalismus und Demokratie wandten. Das „demokratische Prinzip“ war für Dalwigk „staatsgefährlich, da es notwendig zum Sozialismus und Kommunismus führe“.

#### Innenpolitik
Aus dieser Position organisierte Dalwigk im Herbst 1850 einen „Staatsstreich“ gegen die Landstände. Er setzte am 7. Oktober 1850 mit einer Verordnung das geltende Wahlrecht und die Zusammensetzung der Stände außer Kraft und verordnete eine an den vorrevolutionären Zuständen orientierte Wahlordnung für eine „außerordentliche“ Ständeversammlung. Damit kam die 14. (außerordentliche) Ständeversammlung mit einer regierungsnahen Mehrheit zustande und begann umfassend die Errungenschaften der Revolution wieder zu demontieren (zu den Einzelheiten: siehe hier). Der Landtag hatte aber auch nach dem restriktiven Wahlrecht vom Oktober 1850 immer noch demokratische und liberale Abgeordnete und die Krise um den Zollverein 1852 zeigte, wie wirksam dieses oppositionelle Potential noch war. Erhöhter Druck auf einzelne Abgeordnete – die dann aufgaben, einige wanderten in die USA aus – vor allem aber das neue Wahlgesetz von 1856 entfernten auch diese Opposition.

#### Außenpolitik
Außenpolitisch setzten Dalwigk und Ludwig III. auf Österreich, den Deutschen Bund und die Großdeutsche Lösung.

##### Zollvereinskrise 1852
Die erste Krise mit Preußen entstand 1852 um den Deutschen Zollverein. Preußen kündigte 1851 die bestehenden Zollverträge für das Ende des Jahres 1853. Österreich versuchte daraufhin mit den deutschen Mittelstaaten einen Zollverbund zu gründen. Dalwigk schloss sich – gegen jede wirtschaftliche Vernunft – dieser Initiative an (der Umfang der Exporte aus dem Großherzogtum nach Österreich betrug nur etwa 3 % dessen, was nach Preußen exportiert wurde). Massive Proteste der Wirtschaft waren die Folge. Selbst in den nun konservativen, nach Dalwigk’schem Wahlrecht zustande gekommenen Ständen fand er keine Mehrheit für seine Politik. Die Regierung löste am 14. Mai 1852 in Friedberg sogar eine Bürgerversammlung mit Polizeigewalt auf. Das aber half Dalwigk alles nichts: Österreich und Preußen einigten sich über seinen Kopf hinweg auf ein Zollabkommen und Österreich gab die Idee eines Mitteldeutschen Zollverbandes auf. Die ganze Aktion brachte Dalwigk aber dauerhaft einen prominenten Gegner ein: Den damaligen Bundestagsgesandten des Königreichs Preußen: Otto von Bismarck. Er empfahl damals seiner Regierung, dem Großherzogtum Hessen einen neuen Zollvertrag zu verweigern, sollte Dalwigk nicht zurücktreten. Auch er konnte sich damals noch nicht durchsetzen.

##### Ärgernis Nationalverein
Der Deutsche Nationalverein wurde 1859 gegründet. Sein Ziel war es, einen liberalen kleindeutschen Staat unter preußischer Führung zu schaffen, also das genaue Gegenteil dessen, was Reinhard von Dalwigk anstrebte. Der wies – unter Bezug auf das Verbot aller politischen Vereine – die Kreisräte an, alle Personen, deren Mitgliedschaft im Deutschen Nationalverein bekannt werde, gerichtlich verfolgen zu lassen. Nachdem einige prominente Hessen seitens der Gerichte darauf mit eher symbolischen Freiheitsstrafen von wenigen Tagen belegt wurden, kam es zu massenhaften Eintritten in den Nationalverein, was die verfolgende Bürokratie mit der Menge der einzuleitenden Verfahren so überforderte, dass die ganze Aktion 1861 eingestellt wurde. Im Sommer 1861 hatte der Verein in Hessen 937 Mitglieder – die höchste Zahl außerhalb von Preußen. 1862 ging daraus für die bevorstehenden Ständewahlen die liberale Hessische Fortschrittspartei hervor, die mit 32 von 50 Mandaten für die zweite Kammer sofort einen Erdrutschsieg errang. Deren Alterspräsident Johann Martin Mohr forderte, um die verfassungsmäßigen Zustände wieder herzustellen, „die sofortige Beseitigung des Ministeriums Dalwigk“. Die Initiative Dalwigks, mit einem „Reformverein“ eine Gegenbewegung zu organisieren, scheiterte ebenso wie sein Vorstoß beim Bundesrat, den Nationalverein verbieten zu lassen.

##### Dynastische Neuorientierung

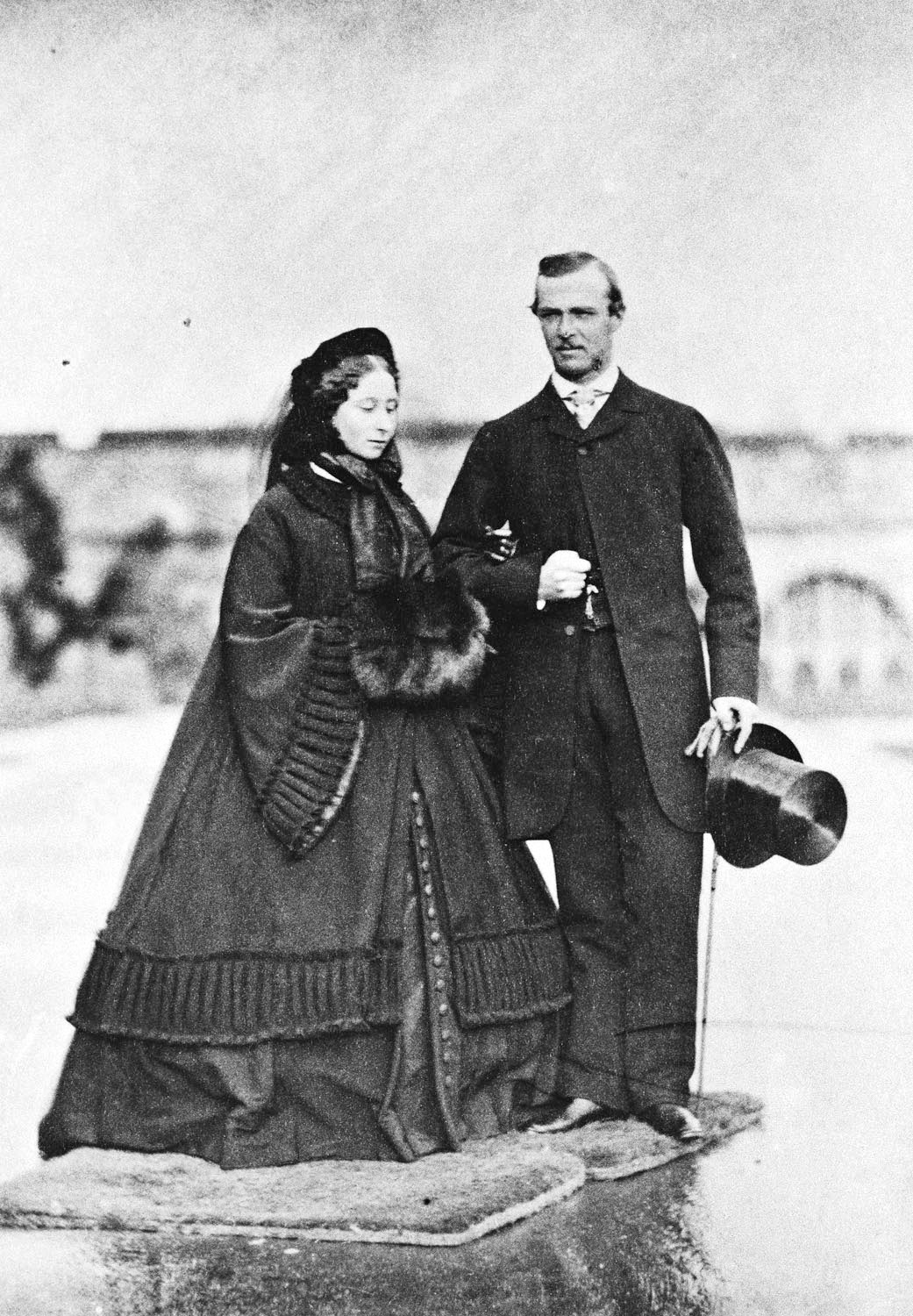
Ludwig IV. von Hessen und seine damalige Verlobte Alice von Großbritannien und Irland, Dezember 1860

1862 starb Großherzogin Mathilde, eine Schwester König Maximilian II. von Bayern. Nur Wochen später, am 1. Juli 1862, heirateten Erbgroßherzog Ludwig (IV.) und Prinzessin Alice von Großbritannien und Irland (1843–1878), zweitälteste Tochter von Königin Victoria, in Osborne House auf der Isle of Wight. Der Erbgroßherzog wurde damit über die Schwester seiner Frau, Victoria, Schwager des preußischen Thronfolgers Friedrich III. Dies änderte auch das politische Klima im Großherzogtum. Soziale Fragen wurden zum Thema. 1863 gründete sich ein Arbeiterbildungsverein und 1864 unter Mitwirkung des Thronfolgerpaars und nach britischem Vorbild der Bauverein für Arbeiterwohnungen, der zwischen 1866 und 1868 einen ersten Komplex von 64 Sozialwohnungen errichtete.

##### Vorfeld des Krieges 1866
Reinhard von Dalwigk setzte weiter auf Österreich und versuchte die kleindeutsche Lösung zu verhindern. In Paris sondierte er wegen eines Bündnisses der Mittelmächte gegen Preußen, damit auch gegen England und die Schwägerin des eigenen Großherzogs. Viel schwerer wog allerdings, dass ihn sein Einvernehmen mit einer ausländischen, gegen eine deutsche Macht gerichteten Initiative, bei den Nationalisten schwer in Verruf brachte. Denn vor dem Hintergrund der Schleswig-Holstein-Frage desavouierte ihn das erheblich. Als sich die beiden deutschen Großmächte 1865 in der Gasteiner Konvention einigten, hatte Dalwigk schon wieder auf das falsche Pferd gesetzt, was sich im folgenden Jahr fortsetzte, als Hessen auf der Seite Österreichs in den Krieg von 1866 eintrat. Hinzu kam, dass sein Intimfeind, Otto von Bismarck, inzwischen preußischer Ministerpräsident geworden war.

### Krieg von 1866

#### Politischer Rahmen
Während Baden sich in dem anbahnenden Konflikt zwischen Österreich und Preußen für „bewaffnete Neutralität“ aussprach, setzte Reinhard von Dalwigk auf einen Kriegseintritt auf österreichischer Seite.
Die Landstände verweigerten der Regierung zunächst den Kriegskredit, knickten dann aber ein, als das in der Öffentlichkeit gar nicht gut ankam und die Regierung ihre Vorlage von 4 Mio. Gulden auf 2,5 Mio. Gulden zusammenstrich.

#### Militärische Kampagne

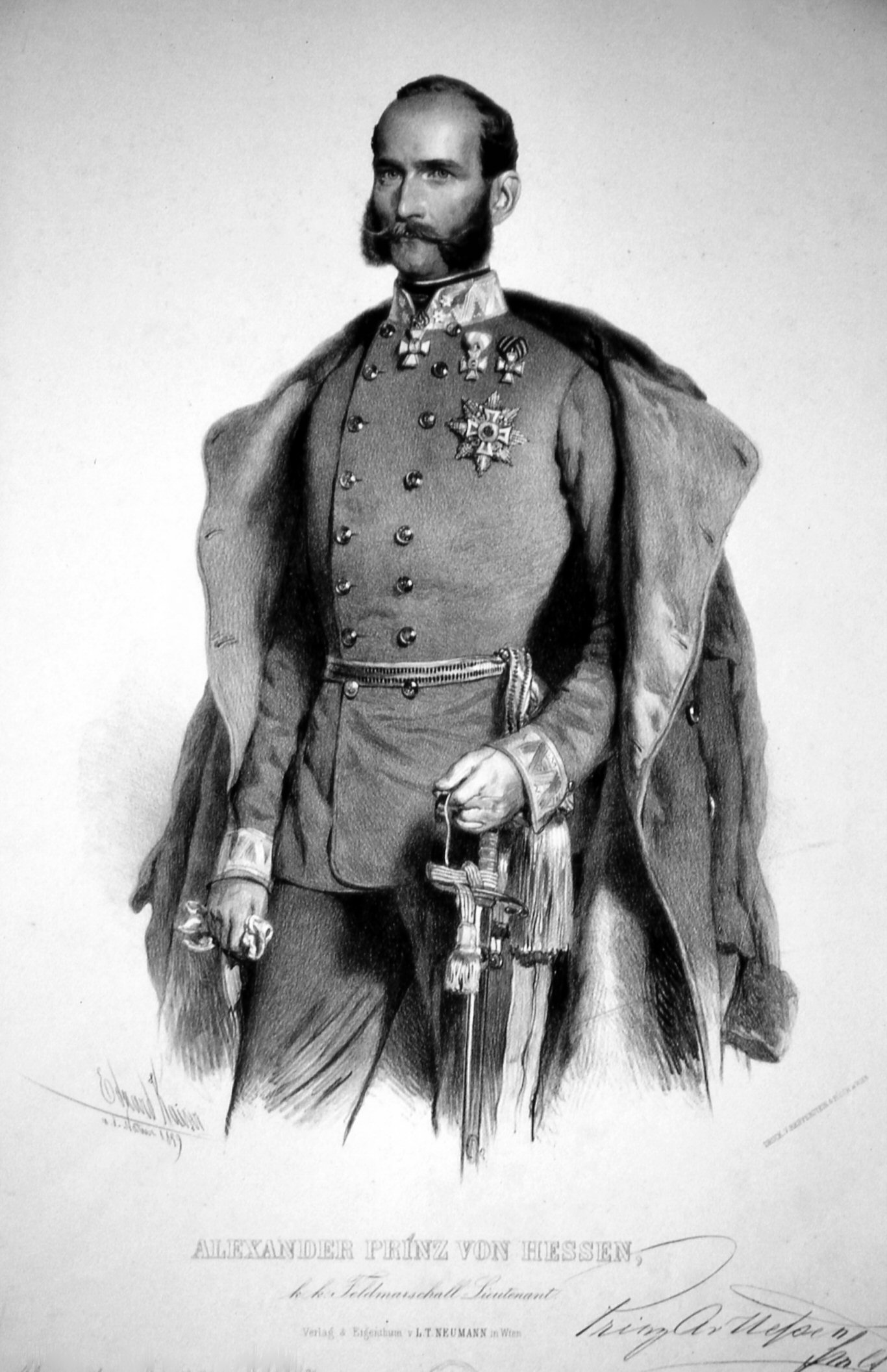
Alexander Prinz von Hessen in der Uniform eines k.k. Feldmarschallleutnants

In Erwartung des Krieges wurde Ende April 1866 der Oberbefehl über das 8. Bundesarmeekorps – etwa 35.000 Mann – Prinz Alexander von Hessen-Darmstadt, Bruder von Großherzog Ludwig III., übertragen. Er war russischer General und österreichischer Feldmarschallleutnant und hatte im Gegensatz zu den anderen hohen Offizieren im VIII. Bundesarmeekorps als einziger Kommandeur nennenswerte militärische Erfahrungen (Kaukasuskrieg, Montebello, Solferino). Das letztendliche militärische Desaster wurde aber oftmals ihm angelastet, was ihn zur Abfassung einer Verteidigungsschrift veranlasste, die die verbündeten Truppen und ihre Kommandeure nicht im besten Licht erscheinen ließ. Die Mobilmachung in Hessen erfolgte am 16. Mai 1866.
Preußen marschierte am 14. Juni 1866 in Holstein ein, woraufhin der Bundesfeldzug gegen Preußen beschlossen wurde. Die hessischen Truppen waren marschbereit, aber es dauerte noch mehr als zwei Wochen, bevor auch die übrigen Truppenteile des 8. Armeekorps bei Frankfurt zusammengezogen waren. Anschließend zog die Armee durch Oberhessen nach Nordosten. Als am 3. Juli 1866 in der Schlacht bei Königgrätz der Ausgang des Krieges zugunsten von Preußen entschieden wurde, hatten die hessischen Truppen noch keine Feindberührung gehabt. Am 6. Juli 1866 brach Prinz Alexander den Vormarsch ab und kehrte um, aber nicht schnell genug: Am 13. Juli 1866 wurde er von preußischen Truppen bei Aschaffenburg eingeholt. Im Gefecht bei Frohnhofen wurden 175 hessische Soldaten getötet, 394 verwundet, 115 gefangen genommen. Der weitere Rückzug nach Süden brachte eine zweite militärische Niederlage im Gefecht bei Tauberbischofsheim am 24. Juli 1866.
Der hessische General Karl August von Stockhausen hat sich während der Untersuchungen zu dem militärischen Desaster am 11. Dezember 1866 selbst erschossen. Der hessische Kriegsminister Friedrich von Wachter wurde am 28. Dezember 1866 abgelöst.

#### Friedensvertrag
Das Thronfolgerpaar forderte Mitte Juli einen Sonderfrieden zwischen Hessen und Preußen. Dalwigk lehnte ab und hoffte auf ein Eingreifen Frankreichs gegen Preußen. Am 31. Juli besetzten preußische Truppen Darmstadt kampflos.

Nach der Niederlage im Deutschen Krieg musste Hessen-Darmstadt im Friedensvertrag vom 3. September 1866 erhebliche Gebietsabtretungen an Preußen zugestehen; die Annexion wurde durch Gesetz vom 24. Dezember 1866 vollzogen. Diese Gebietsverluste waren durch ein Eingreifen Zar Alexanders II., Schwager von Großherzog Ludwig III., noch relativ milde ausgefallen. Bismarck hatte ursprünglich ganz Oberhessen annektieren wollen. Die Gebietsverluste betrugen 82 km², die Gebietsgewinne – es handelte sich überwiegend um Enklaven der von Preußen annektierten Staaten innerhalb des großherzoglich-hessischen Gebiets – knapp 10 km². Alle Gebietsgewinne – abgesehen von Rumpenheim – lagen in oder an der Provinz Oberhessen und wurden ihr zugeschlagen. Als südmainisch gelegenes Dorf kam Rumpenheim dagegen zur Provinz Starkenburg. Zu den Gebietsveränderungen im Einzelnen siehe: 
Außerdem musste Hessen 3 Mio. Gulden Kriegsentschädigung zahlen und das gesamte Post- und Telegrafenwesen an Preußen abtreten.

#### Langfristige Kriegsfolgen

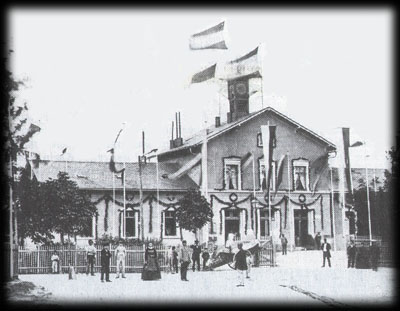
Das zum Empfang König Wilhelm I. von Preußen geschmückte Empfangsgebäude des Bahnhofs Worms, 1868

Eine Kriegsfolge, die nicht eintrat, war die Entlassung Reinhard von Dalwigks. Großherzog Ludwig III. hielt an ihm fest, obwohl er sowohl als Person als auch mit der von ihm vertretenen Politik gegenüber Preußen zur Belastung für das Land geworden war.
Eine weitere Konsequenz aus dem Friedensvertrag von 1866 war, dass sämtliche nördlich des Mains gelegenen Landesteile, also
- die Provinz Oberhessen und
- die damals zum Kreis Mainz und der Provinz Rheinhessen gehörenden Orte Mainz-Kastel und Mainz-Kostheim (also das heutige „AKK-Gebiet“)

dem Norddeutschen Bund beitraten. In der Folgezeit versuchte die Regierung Dalwigk die weitere Integration Hessens in den Norddeutschen Bund zu verhindern oder mindestens zu verzögern. Einziger Grund für ihn, einen Antrag auf Beitritt des südmainischen Hessen zum Norddeutschen Bund zu stellen, wäre gewesen, wenn das Frankreich zu einem Krieg gegen Preußen provoziert hätte.
Auch die Integration des hessischen Militärs in das preußische versuchte Dalwigk so lange wie möglich hinauszuzögern. Das führte bis zum Rücktritt des Thronfolgers als Kommandeur der Großherzoglich Hessischen (25.) Division und einer unverhohlenen Drohung des preußischen Generaladjudanten Adolf von Bonin gegen den Großherzog. Kriegsminister Eduard von Grolman, der getreulich Dalwigks Verzögerungspolitik auf militärischem Gebiet umgesetzt hatte, wurde gefeuert, Dalwigk konnte bleiben. Als König Wilhelm I. zur Einweihung des Luther-Nationaldenkmals 1868 nach Worms kam und damit erstmals nach dem Krieg wieder das Großherzogtum besuchte, was als Versöhnungsgeste interpretiert wurde, befand sich „Dalwigk praktischer Weise auf Verwandtenbesuch in Livland“.

### Das Großherzogtum als Bundesstaat

#### Reichsgründung 1871
Am Deutsch-Französischen Krieg nahm das Großherzogtum an der Seite des Norddeutschen Bundes teil, erst am 20. Oktober 1870 stellte es einen Antrag auf Beitritt. Dalwigk reiste trotz der Aversionen, die Bismarck gegen ihn hegte, nach Versailles zu den Verhandlungen über die neue Bundesverfassung. Der Vertrag über den Beitritt des Großherzogtums zum Deutschen Bund wurde am 15. November 1870 unterzeichnet, ohne dass Hessen – anders als den anderen beitretenden Staaten – Reservatsrechte zugestanden wurden. Die Landstände stimmten am 20. Dezember 1870 zu. Bei der Kaiserproklamation am 18. Januar 1871 im Spiegelsaal des Schlosses von Versailles wurde das Großherzogtum durch Erbgroßherzog Ludwig (IV.) vertreten – Großherzog Ludwig III. arrangierte sich schweren Herzens mit den gewandelten Umständen, stand aber der Entwicklung sehr distanziert gegenüber.
Durch in Frankreich erbeutete Unterlagen, die die politischen Intrigen Reinhard von Dalwigks mit Frankreich gegen Preußen belegten, wurde dessen Position unhaltbar. Aber erst als Großherzog Ludwig III. bei einem Berlinbesuch direkt nahegelegt wurde, den Minister zu entlassen, musste er nachgeben und entließ ihn am 1. April 1871. Nachfolger wurde übergangsweise Justizminister Friedrich von Lindelof – ein letzter Versuch Ludwig III., Widerstand zu leisten, bevor 1872 der bei den Preußen beliebte Karl von Hofmann folgte. In der Folge zog sich Großherzog Ludwig III. weitgehend zurück und überließ öffentliche Auftritte dem erbgroßherzoglichen Paar. Das hatte zur Folge, dass im Nachhinein ein verklärtes Bild von ihm entstand, der Tod von „Onkel Louis“ 1877 tief betrauert und verdrängt wurde, dass seine Regentschaft eine Serie politischer Konflikte und Fehlentscheidungen begleitete.

#### Kleinstaat im Deutschen Reich

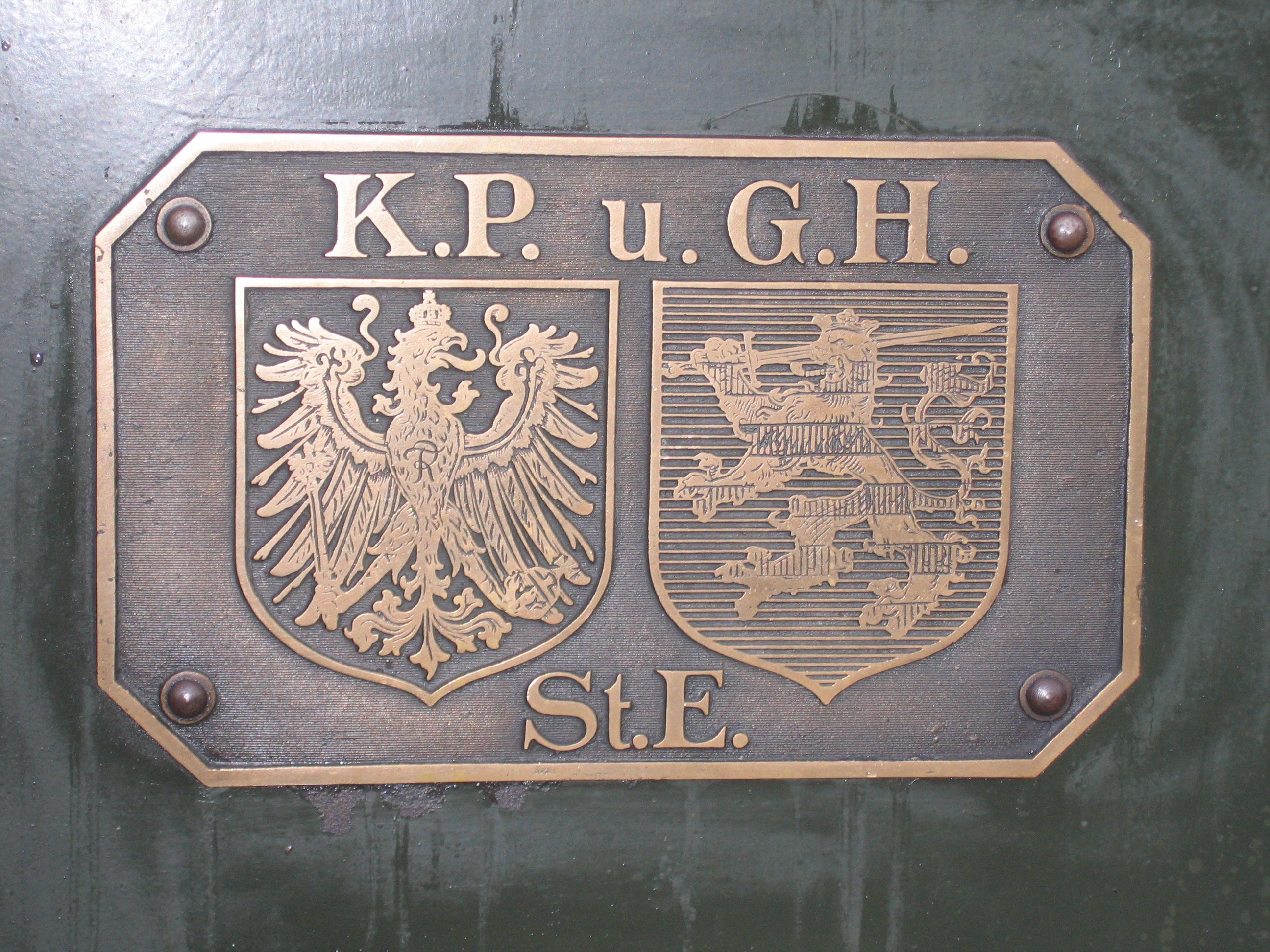
Doppelwappen an einer Lokomotive der Preußisch-Hessischen Eisenbahngemeinschaft

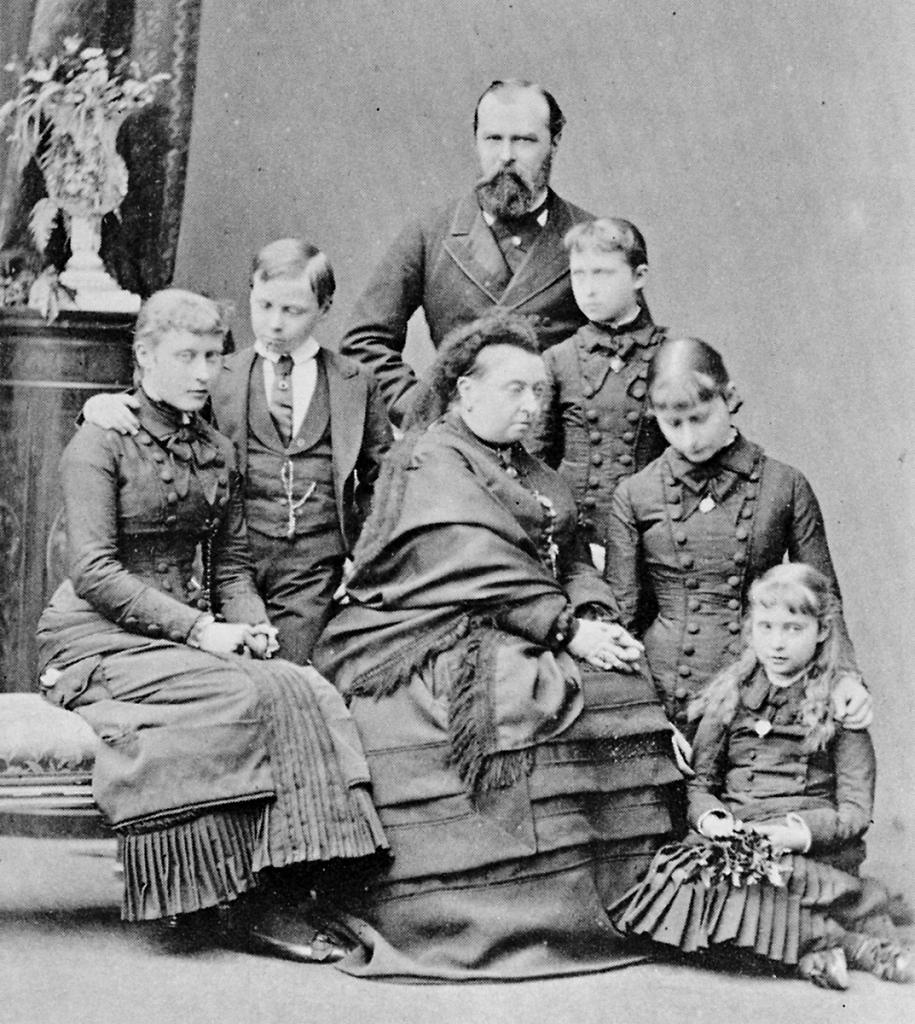
Großherzog Ludwig IV. Mit Schwiegermutter und Kindern

Das Großherzogtum war der sechstgrößte Gliedstaat (ohne Reichsland Elsaß-Lothringen) des Deutschen Reichs und der größte ohne Reservatsrechte. Seine 853.000 Einwohner (1875) stellten etwa 2 % der Einwohner des Reichs. Allein diese Größenverhältnisse drückten es in die Bedeutungslosigkeit. Hinzu kam, dass durch die Verfassung des Deutschen Reiches von 1871, aber auch darüber hinaus wichtige Kompetenzen nach Berlin abgegeben wurden. Dazu zählten:
- Die Eingliederung des hessischen Militärs in die Preußische Armee. Dazu wurde unter dem 13. Juni 1871 eine Militär-Konvention geschlossen, die zum 1. Januar 1872 in Kraft trat.[103] In der Folge wurde unter anderem das hessische Kriegsministerium aufgelöst.[104] Personell hatte das die Konsequenz, dass höhere Kommandostellen zunehmend mit Preußen besetzt wurden.[105]
- Die großen Rechts- und Justizreformen des ausgehenden 19. Jahrhunderts, bei denen auch Vorhaben verwirklicht wurden, die im Großherzogtum durch das ganze 19. Jahrhundert gescheitert waren – etwa eine landesweite Rechtsvereinheitlichung – vollzogen nun Reichsgesetze, etwa
  - das Reichsstrafgesetzbuch von 1872,
  - die Reichsjustizgesetze von 1877 (Gerichtsverfassungsgesetz, Zivilprozessordnung, Strafprozessordnung, Konkursordnung) und
  - das Bürgerliches Gesetzbuch 1896 (in Kraft getreten zum 1. Januar 1900).
Die sich daraus ergebende Umstrukturierung der Gerichte im Land war begrenzt und orientierte sich weitgehend am Bestehenden.[106]
- Die faktische Eingliederung der hessischen Eisenbahnen in die Preußischen Staatseisenbahnen ab 1896, auch wenn der Zusammenschluss unter „Preußisch-Hessischer Eisenbahngemeinschaft“ firmierte.

Kaschiert wurde die Bedeutungslosigkeit des Großherzogtums in gewissem Umfang durch die dynastische Vernetzung: Erbgroßherzog Ludwig (IV.) war der Schwiegersohn von Königin Victoria. Er war mit den Thronfolgern von Großbritannien (Edward VII.), und Preußen (Friedrich III.) verschwägert, eine Tochter heiratete den Zarewitsch von Russland (Nikolaus II.). Äußerlich spiegelte sich das auch darin, dass es in der kleinen Residenz Darmstadt Gesandtschaften von Großbritannien, Russland und Preußen gab. Dass das alles viel Schein, aber praktisch bedeutungslos war, zeigte sich, als dieses europaweite Netzwerk nicht in der Lage war, den Ausbruch des Ersten Weltkriegs zu verhindern.
Zudem fiel Großherzog Ernst Ludwig in Berlin unangenehm als „roter Großherzog“ auf, hatte ihn doch der preußische Gesandte skandalöser Weise mehrfach im Gespräch mit dem Fraktions-Chef der SPD, Carl Ulrich, beobachtet!

#### Innenpolitik
In dieser Situation blieb den Handelnden im Großherzogtum nur, sich auf die Innenpolitik zu konzentrieren, auf Soziales und Kultur.

##### Reformen
- Mit einer Verordnung wurden 1874 die obersten Staatsbehörden neu organisiert.[109] Dabei fiel auch – weitere Konsequenz aus den an das Reich verlorenen Kompetenzen – das Außenministerium weg. Die bisher vom Außenminister wahrgenommenen Aufgaben eines Ministers des Großherzoglichen Hauses nahm nun der Ministerpräsident wahr.[110]
- Im gleichen Jahr – 1874 – wurde auch die mittlere Ebene der Verwaltung neu, und zwar nach dem Vorbild der Preußischen Kreisordnung von 1872 reformiert.[111] Die Kreise waren nun sowohl staatlicher Verwaltungsbezirk als auch Selbstverwaltungskörperschaften. An Stelle nur beratender Bezirksräte trat ein von den Gemeindevertretungen gewählter Kreistag. Gleichzeitig wurde die Zahl der Kreise von 18 auf 12 reduziert.[112]
- Auch die Selbstverwaltung in den Städten[113] und Gemeinden[114] wurde mit neuen Regelungen 1874 erheblich gestärkt.
- Weiter erhielt die evangelische Landeskirche – ebenfalls 1874 – eine stark synodal geprägte Verfassung[115] (siehe auch den Abschnitt „Evangelische Kirche“).
- 1911 wurde das Wahlrecht für die zweite Kammer der Landstände modernisiert. Sie wurde nun ohne Zensus gewählt, allerdings hatten Wähler, die älter als 50 Jahre waren, zwei Stimmen. Etwa 20 % der Einwohner waren wahlberechtigt.[Anm. 8] Die erste Kammer wurde dadurch etwas aufgefrischt, dass dort nun auch je ein Vertreter der Technischen Hochschule Darmstadt (analog zu dem traditionellen Vertreter der Universität Gießen) und der drei gesetzlich eingerichteten Berufskörperschaften[Anm. 9] einen Sitz erhielten.[116]

Bis zum Ende der Monarchie – und darüber hinaus – rekrutierten sich die Beamten ganz überwiegend aus Einheimischen, alten Beamtenfamilien oder zumindest Absolventen der Landesuniversität Gießen. Dies sicherte den Fortbestand einer liberalen Innenpolitik – ganz im Gegensatz zur benachbarten preußischen Provinz Hessen-Nassau, wo die Landräte oft aus dem Osten des Königreichs kamen und konservativ waren. Selbst der vom Sozialistengesetz mehrfach durch Verhaftung betroffene spätere Staatspräsident des Volksstaats Hessen, Carl Ulrich, fand, „man habe das Gesetz in Hessen sehr leicht gehandhabt“.

##### Sozialpolitik

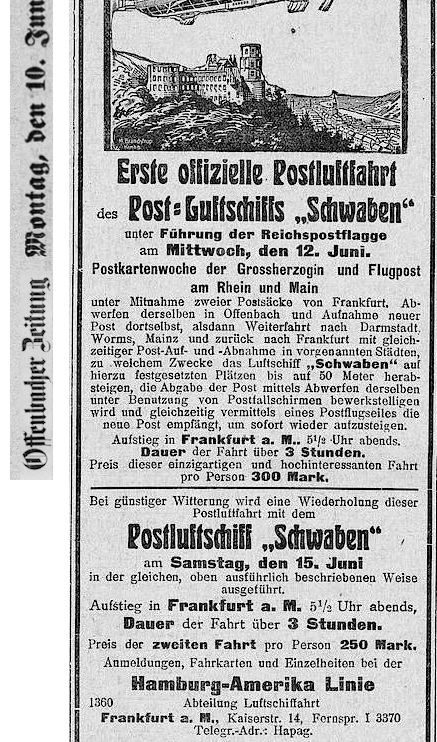
Werbung für die Postkartenwoche der Großherzogin und Flugpost an Rhein und Main, Offenbach Post vom 10. Juni 1912

Im Bereich des Sozialen tat sich Großherzogin Alice hervor: Mit ihrer Hilfe wurde 1869 der Alice-Frauenverein für Krankenpflege gegründeten. Unter Beratung von Florence Nightingale organisierte er eine nicht-kirchlich gebundene Krankenpflege. Schon bei der Gründung hatte er 33 Lokalvereine und 2.500 Mitglieder. Daraus erwuchs das heute in Darmstadt noch bestehende Alice-Hospital. Zusammen mit Luise Büchner gründete sie den Verein für Förderung weiblicher Industrie (ab 1872: Alice-Verein für Frauenbildung und -Erwerb). Er betrieb neben einer Verkaufsstelle für Heimarbeiterinnen den Alice-Basar und die Alice-Schule, eine Berufsfachschule für Mädchen (heute: Alice-Eleonoren-Schule in Darmstadt).
Auch in der Gesundheitsfürsorge engagierte sich das Land. Im Fokus stand dabei am Anfang des 20. Jahrhunderts die Volksseuche Tuberkulose. 1900 eröffnete die Ernst-Ludwig-Heilstätte für Lungenkranke in Sandbach im Odenwald, 1905 die Eleonoren-Heilstätte für Frauen in Winterkasten im Odenwald (heute: Eleonorenklinik), des inzwischen gegründeten „Heilstättenvereins für das Großherzogtum“. Ab 1908 beteiligte sich Großherzogin Eleonore mit „Verkaufstagen der Großherzogin“ am Akquirieren von Spendengeldern.
Anlässlich der Taufe von Erbgroßherzog Georg Donatus gründete die Großherzogin die Großherzogliche Zentrale für Mütter- und Säuglingsfürsorge, die ein landesweites Beratungsnetz und Hilfsstationen mit Pflegerinnen unterhielt. 1912 veranstaltete die Zentrale zusammen mit dem Flugpionier August Euler (1868–1957), der dafür sein Flugzeug „Gelber Hund“ einsetzte, und dem Zeppelin LZ 10, „Schwaben“, die Postkartenwoche der Großherzogin und Flugpost an Rhein und Main, die ein Spendenaufkommen von 100.000 Mark erbrachte.
Ein großes Problem bei rasch wachsender Bevölkerung war die Wohnungsnot. Um die Jahrhundertwende überschritt die Einwohnerzahl des Großherzogtums die Marke von 1 Mio. Eine Reihe von Bauvereinen wurde gegründet – 1905 waren es etwa 40. Eine herausragende Stellung nahm der Ernst-Ludwig-Verein. Hessischer Zentralverein zur Errichtung billiger Wohnungen ein, in dem der Wormser Industrielle Cornelius Wilhelm von Heyl zu Herrnsheim eine herausragende Rolle spielte. Der Ernst-Ludwig-Verein beteiligte sich mit einem aus Musterhäusern bestehenden „Arbeiterdorf“ an der Landesausstellung 1908 auf der Mathildenhöhe in Darmstadt. Cornelius Wilhelm von Heyl war zugleich Reichstagsabgeordneter und von 1874 bis 1912 Mitglied und Präsident der Ersten Kammer der Landstände des Großherzogtums Hessen. Dort war er Hauptinitiator des Gesetzes über die Wohnungsfürsorge für Minderbemittelte, das vereinfachte Möglichkeiten der Finanzierung bereitstellte. Es verbesserte ein bereits 1893 erlassenes Gesetz über die Beaufsichtigung von Mietwohnungen und Schlafstellen. Außerdem schuf das Gesetz von 1902 eine „Landeswohnungsinspektion“, die die Lage am Wohnungsmarkt beobachtete und darüber berichtete. Das Großherzogtum war damit im Deutschen Reich führend in der Wohnungspolitik. Cornelius von Heyl ging noch einen zweiten Weg und gründete mit anderen Unternehmern und Banken die Aktiengesellschaft zur Erbauung billiger Wohnungen, die innerhalb weniger Jahre in Worms 250 Häuser mit 450 Wohnungen errichtete, darunter auch den größten Teil der noch heute sehr qualitätvolle Siedlung Kiautschau in Worms.

##### Kulturpolitik
Im Bereich der Kultur ist in den ersten Jahren des Deutschen Reiches der Kulturkampf von großer Bedeutung, in dem sich das Großherzogtum mit leichter Verspätung den preußischen Maßnahmen anschloss. Der römisch-katholische Landesbischof, Wilhelm Emmanuel von Ketteler (1811–1877) in Mainz, streng konservativ, hatte mit Reinhard von Dalwigk hervorragend zusammengearbeitet und war strikt gegen die Liberalen. Die Regierung in Darmstadt versuchte auch die römisch-katholische Kirche in erhöhtem Maß zu kontrollieren, wogegen der Bischof Widerstand leistete. Maßnahmen der Regierung waren ein ganzes Bündel von Gesetzen, die überwiegend 1875 erlassen wurden. Der Bischof versuchte mit allen Mitteln größtmögliche Autonomie zu wahren, musste aber 1876 das Priesterseminar in Mainz schließen, das erst 1887 wieder öffnen konnte. Nach dem Tod von Ketteler‘s 1877 blieb aufgrund des Konflikts zwischen Staat und römisch-katholischer Kirche der Bischofsstuhl in Mainz bis 1886 unbesetzt, weil ersterer seine Zustimmung für alle kirchlicherseits Vorgeschlagenen versagte.
Der Start des letzten Großherzogs, Ernst Ludwig, als Regent 1892 im Alter von 23 Jahren, gestaltete sich kulturpolitisch furios: Er kassierte die Pläne für den Neubau des Landesmuseums in Darmstadt, Entwürfe, die er als „häßlich und zu protzig, als Verschandelung der Stadt und Blamage für die Regierung“ bewertete. Das unter Beteiligung des Großherzogs von dem durch ihn ausgesuchten Berliner Architekten Alfred Messel errichtete Haus fand große Beachtung und war ein Museumsneubau auf der Höhe der Zeit.
Bekanntestes Projekt von Großherzog Ernst Ludwig ist die Darmstädter Künstlerkolonie, ein Vorhaben, das schon seine Mutter, Großherzogin Alice, erwogen hatte, das aber wegen ihres frühen Todes nicht zustande kam. Die daraus und aus vier Kunst- und Gewerbeausstellungen entstandene Mathildenhöhe ist seit 2021 UNESCO-Welterbe.

### Erster Weltkrieg und Ende 1918

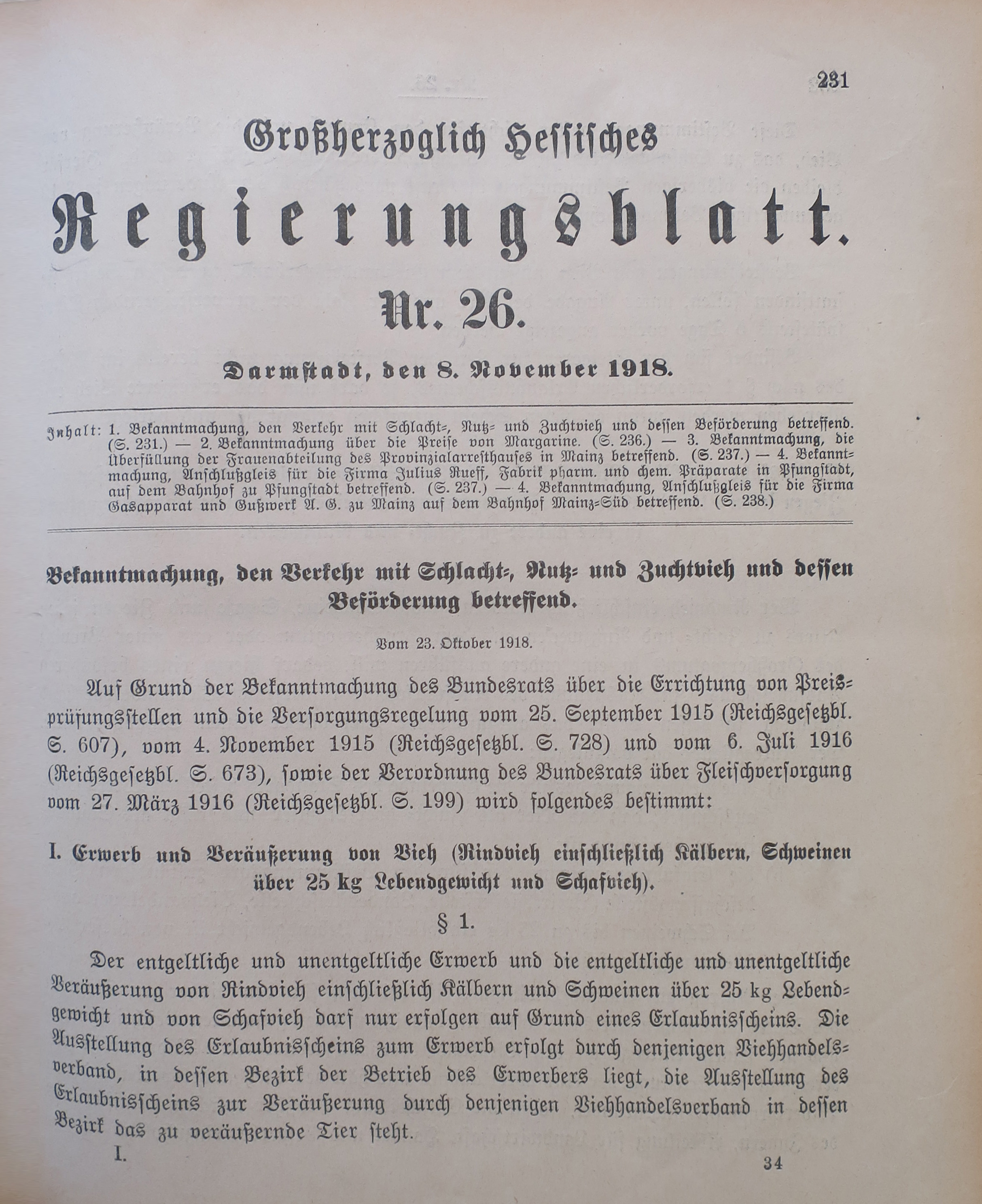
Letzte Ausgabe des Großherzoglich Hessischen Regierungsblatts, ein Tag vor dem Untergang des Großherzogtums – vom 8. November 1918

Aufgrund der Heeres-Verfassung des Reichs nahmen die hessischen Truppen als Teil der preußischen Armee am Ersten Weltkrieg teil. Großherzog Ernst Ludwig war zwar nominell General der Infanterie, übernahm aber kein eigenes Kommando. Mehrfach besuchte er das Hauptquartier der Großherzoglich Hessischen (25.) Division in Frankreich. Insgesamt starben 32.000 Männer dieser Einheit während des Krieges.
Bereits ein Jahr vor Ende der Monarchie bröckelte das überkommene System merklich, als der Schwager des Großherzogs, Zar Nikolaus abgesetzt wurde. Der Zar und die Zarin, Alexandra Fjodorowna, geb. Alix von Hessen-Darmstadt, Schwester des Großherzogs, und ihre ganze Familie wurden am 17. Juli 1918 ermordet. Im Sommer 1918 kam es zu Luftangriffen auf Darmstadt.
In der Novemberrevolution wurde Großherzog Ernst-Ludwig am 9. November 1918 vom Darmstädter Arbeiter- und Soldatenrat abgesetzt. Der Großherzog entband 1919 die hessischen Beamten von dem auf ihn geleisteten Amtseid, dankte aber nie ab. Das bisherige Großherzogtum wurde zum republikanisch verfassten Volksstaat Hessen.

## Staat

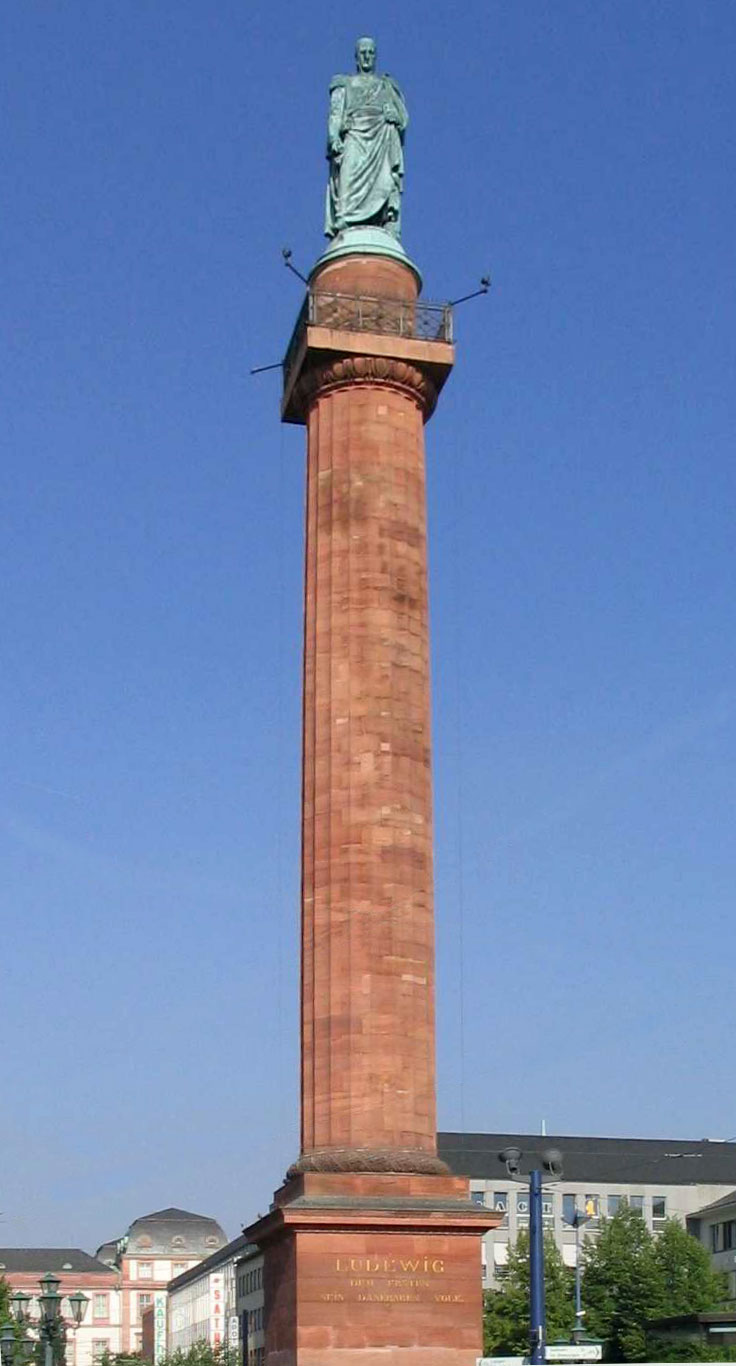
Ludewig I., die Verfassungsurkunde zusammengerollt in seiner rechten Hand, auf der Ludwigssäule in Darmstadt

Mit der am 17. Dezember 1820 eingeführten Verfassung des Großherzogtums Hessen beendete Großherzog Ludwig I. den Absolutismus in seinem Staat zugunsten einer konstitutionellen Monarchie. Die Position des Großherzogs blieb aber stark.

### Der Großherzog

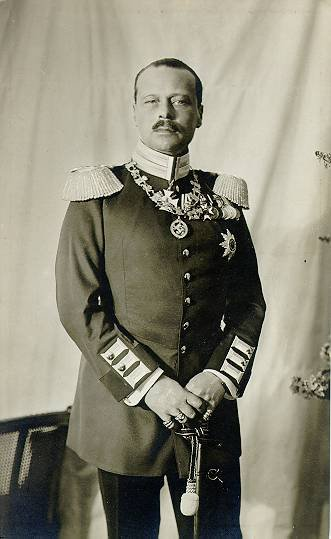
Großherzog Ernst Ludwig

Der Großherzog war das Staatsoberhaupt, das „alle Rechte der Staatsgewalt“ innehatte, und seine Person war „heilig und unverletzlich“. Er leitete die Exekutive.
| Großherzog                               | von                          | bis                          | Das Residenzschloss Darmstadt, Residenz der Großherzöge |
| Ludwig I. (seit 1790 Landgraf Ludwig X.) | 14. August 1806              | 6. April 1830                | Das Residenzschloss Darmstadt, Residenz der Großherzöge |
| Ludwig II.                               | 6. April 1830                | 5. März 1848 (16. Juni 1848) | Das Residenzschloss Darmstadt, Residenz der Großherzöge |
| Ludwig III.                              | (5. März 1848) 16. Juni 1848 | 13. Juni 1877                | Das Residenzschloss Darmstadt, Residenz der Großherzöge |
| Ludwig IV.                               | 13. Juni 1877                | 13. März 1892                | Das Residenzschloss Darmstadt, Residenz der Großherzöge |
| Ernst Ludwig                             | 13. März 1892                | 9. November 1918             | Das Residenzschloss Darmstadt, Residenz der Großherzöge |

### Exekutive

#### Verwaltung
Dem Großherzogtum stellte sich von Beginn an das Problem, aus sehr unterschiedlichen Teilen zusammengesetzt zu sein. Selbst der Kernbestand, die Landgrafschaft Hessen-Darmstadt, bestand schon aus zwei unterschiedlichen Teilen, den „alt-hessischen“ und der Obergrafschaft Katzenelnbogen. Hinzu kamen die Erwerbungen durch die Säkularisation und den Reichsdeputationshauptschluss 1803, durch den Beitritt zum Rheinbund 1806 und die ehemals französischen Gebiete Rheinhessens nach dem Wiener Kongress 1816. Über fast das gesamte 19. Jahrhundert erstreckte sich nun der Prozess, die divergierenden Strukturen zu vereinheitlichen und zu modernisieren. Einen gewissen Abschluss fand das, als das extrem zersplitterte Partikular-Zivilrecht zum 1. Januar 1900 von dem einheitlich im ganzen Deutschen Reich geltenden Bürgerlichen Gesetzbuch abgelöst wurde.
Bei den Gebietsübernahmen zwischen 1803 und 1816 setzte das Großherzogtum zunächst auf die überkommenen Strukturen und behielt sie bei. Das bedeutete in den beiden rechtsrheinischen Provinzen, dass dort die untere staatliche Ebene in Ämtern organisiert war, in Rheinhessen dagegen die französische Verwaltungsstruktur mit Kantonen beibehalten, zum Teil aber mit deutschsprachigen Bezeichnungen belegt wurde.
Unterste Verwaltungsebene waren die Gemeinden.

##### Oberste Ebene
Die oberste Ebene der Verwaltung war die Regierung in Darmstadt.

##### Obere Ebene

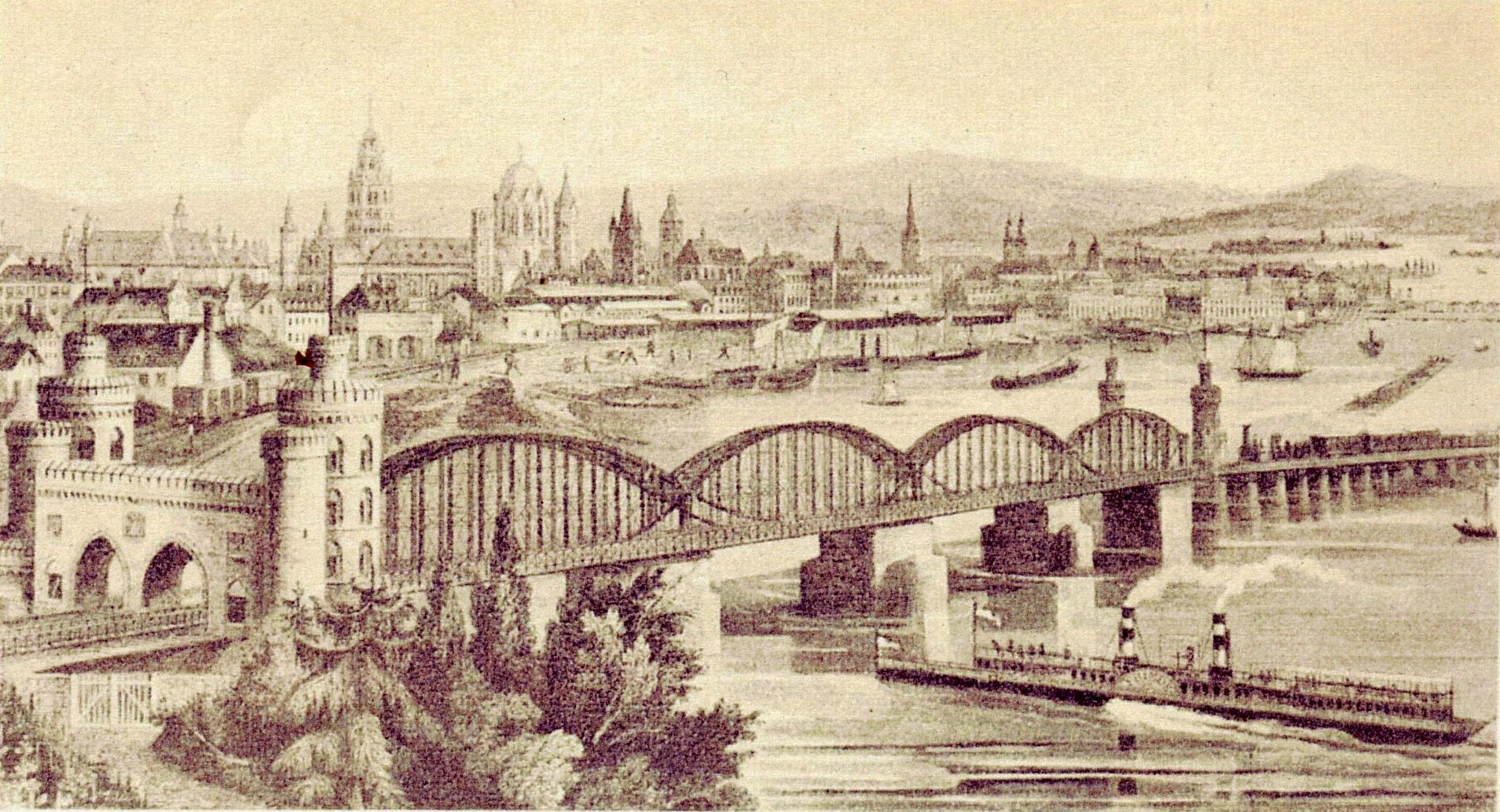
Die erste feste Querung zwischen dem links- und dem rechtsrheinischen Teil des Großherzogtums: Die Südbrücke Mainz von 1862

Das Großherzogtum besaß zunächst die drei Provinzen
- Starkenburg, Sitz der Verwaltung: Darmstadt (hauptsächlich rechtsrheinische Gebiete südlich des Mains),
- Oberhessen, Sitz der Verwaltung: Gießen (hauptsächlich Gebiete nördlich des Mains) und
- Herzogtum Westfalen (1803–1816), Sitz der Verwaltung: Arnsberg.

1816 fiel die Provinz Westfalen an Preußen. Das Großherzogtum erhielt im Tausch
- Rheinhessen, Sitz der Verwaltung: Mainz (hauptsächlich linksrheinische Gebiete).

Starkenburg und der überwiegende Teil Rheinhessens waren durch den Rhein getrennt, ohne dass es zunächst überhaupt eine feste Flussquerung gab. Die erste feste Rheinbrücke war die (heute so genannte) Mainzer Südbrücke, die im Zuge der Bahnstrecke Mainz–Darmstadt–Aschaffenburg 1862 in Betrieb ging.
Zwischen den Provinzen Oberhessen und Starkenburg lag ausländisches Territorium, zunächst das Kurfürstentum Hessen und die Freie Stadt Frankfurt, ab 1866 Preußen. Diese innerstaatliche Segmentierung beeinflusste auch die wirtschaftliche Entwicklung des Großherzogtums.
In der Folge der Revolution von 1848 wurden am 31. Juli 1848 die Provinzen und Kreise zugunsten der Errichtung von elf Regierungsbezirken aufgegeben und die mittlere Ebene ausschließlich durch Regierungspräsidien gebildet. Diese Reform wurde in der Reaktionszeit nach der Revolution zum 1. August 1852 grundsätzlich rückgängig gemacht, die frühere Gliederung in Provinzen wurde wiederhergestellt. Diese Struktur der staatlichen Verwaltungsgliederung hatte bis zum Ende des Großherzogtums und darüber hinaus Bestand.

##### Untere Ebene

###### 1806 bis 1821
Noch aus der Tradition der Landgrafschaft Hessen-Darmstadt heraus wurden die Gemeinden zunehmend entmündigt. Schon in den Reformen des führenden Ministers Friedrich Karl von Moser von 1780 waren die ursprünglich der Gemeinde verantwortlichen Schultheißen zu Staatsbeamten umfunktioniert worden. Gleiches geschah nun mit den Bürgermeistern 1810. Die Aufsicht über die Gemeindefinanzen wurde ab 1812 so gestaltet, dass diese zunehmend die Kontrolle darüber verloren, ab 1817 standen sie diesbezüglich unter voller staatlicher Kontrolle. Dieser Verlust der Verfügungsgewalt über das Gemeindevermögen, zu dem noch der Verlust des Rechts zur Prozessführung hinzu trat, waren wichtige Faktoren der Unruhen im Vorfeld der Verfassungsgebung von 1820.
In den Provinzen Oberhessen und Starkenburg bestanden weiter die historisch überkommenen Ämter. Sie waren eine Ebene zwischen den Gemeinden und der Landesherrschaft. Die Funktionen von Verwaltung und Rechtsprechung waren hier nicht getrennt. Dem Amt stand ein Amtmann vor, der von der Landesherrschaft eingesetzt wurde.
Die Ämter hatten völlig unterschiedliche Größen und Zuschnitte. Zudem waren einige von ihnen noch mit standesherrlichen Rechten durchsetzt, sogenannte „Souveränitätslande“. Dort hatte der Staat nicht einmal den vollen hoheitlichen Durchgriff und war deshalb bestrebt, diese Rechte abzulösen. Die Gebiete, die dem Staat direkt unterstanden, wurden im Gegensatz dazu als „Dominiallande“ bezeichnet.

###### Verwaltungsreform 1820 bis 1825 (rechtsrheinisch)
In den Provinzen Starkenburg und Oberhessen wurde ab 1820 eine umfassende Verwaltungsreform durchgeführt, bei der die ehemaligen Ämter aufgelöst wurden. Überwiegend geschah das 1821, in einigen standesherrlichen Gebieten und Gemeinden mit Patrimonialgerichtsbarkeit mit Verzögerung bis 1825. Diese Reform vollzog zugleich die Trennung der Rechtsprechung von der Verwaltung im überwiegenden Teil staatlicher Tätigkeit. Für die bisher in den Ämtern wahrgenommenen Verwaltungsaufgaben wurden Landratsbezirke geschaffen, für die erstinstanzliche Rechtsprechung Landgerichte. Dies war sehr erfolgreich: 1824 konnte der Großherzog voller Befriedigung feststellen, dass nicht eine einzige Beschwerde der Unterthanen über willkürliche Eingriffe der Administrativ-Beamten in das Gebiet der Justiz an Uns gekommen ist.
In der Provinz Rheinhessen wurden die aus der französischen Verwaltungsstruktur stammenden Kantone als Verwaltungs- und Gerichtsbezirke der Friedensrichter zunächst beibehalten. Ansonsten gab es dort – anders als in den anderen beiden Provinzen – keine Ebene zwischen der Provinzialregierung und den Bürgermeistereien.

###### Verwaltungsreform 1832 (rechtsrheinisch)
Die Verwaltungsreform vom Anfang der 1820er Jahre im Rechtsrheinischen hatte ein vierstufiges Verwaltungssystem geschaffen: Staatsregierung, darunter die zwei Provinzen, diesen nachgeordnet 29 Landratsbezirke und darunter die Gemeinden. Das abweichend strukturierte Rheinhessen blieb auch diesmal zunächst außen vor. Bei der Verwaltungsreform von 1832 wurde die mittlere Ebene auf eine Stufe reduziert, aber nach sachlichen Zuständigkeiten geteilt. Dazu wurden in den Dominiallanden die Landratsbezirke aufgelöst und zu 12 größeren „Kreisen“ zusammengelegt. Diesen Kreisen und der Staatsregierung wurde ein erheblicher Teil der Aufgaben übertragen, die bisher die Provinzen wahrgenommen hatten. Die Provinzen wurden aber nicht aufgelöst, sondern ihnen verblieben eine Reihe von Aufgaben, die nur in einer die jeweilige Provinz übergreifenden Zuständigkeit (Polizei, Rekrutierung und die Aufsicht über das Stiftungswesen und die Kirchen) wahrnehmbar waren. Die Provinzen hatten keine eigenständige Regierung mehr. Deren Aufgaben wurden den Kreisräten der bisherigen Provinzialhauptstädte Darmstadt und Gießen übertragen, die dann unter dem Titel eines „Provinzialkommisärs“ agierten. 1860 erhielten sie die Bezeichnung „Provinzial-Direction“.
- Die schon angeordnete Eingliederung der Exklaven Vöhl in den Kreis Biedenkopf und Wimpfen in den Kreis Lindenfels wurde faktisch nicht vollzogen – sie waren für einen „Kreis“ aber zu klein. Sie erhielten jeweils einen Landrat, der den Rang eines Kreisrates hatte.[149]
- Weiter bestehen blieben auch die Landratsbezirke in den durch Standesherren dominierten Gebieten[150]:
- Landratsbezirk Schlitz (1838 an den Kreis Alsfeld)
- Landratsbezirk Hungen (1841 als Kreis Hungen weiter geführt)
- Landratsbezirk Büdingen (in der Gebietsreform von 1848 aufgelöst)
- Landratsbezirk Lauterbach (in der Gebietsreform von 1848 aufgelöst)
- Landratsbezirk Breuberg (in der Gebietsreform von 1848 aufgelöst)
- Landratsbezirk Erbach (in der Gebietsreform von 1848 aufgelöst)

Weiter vorangetrieben wurde die Trennung von Verwaltung und Rechtsprechung: Auch die Polizei- und Forstgerichtsbarkeit wurde 1832 von den Verwaltungsbehörden auf die ordentlichen Gerichte übertragen.

###### Verwaltungsreform linksrheinisch (1835)

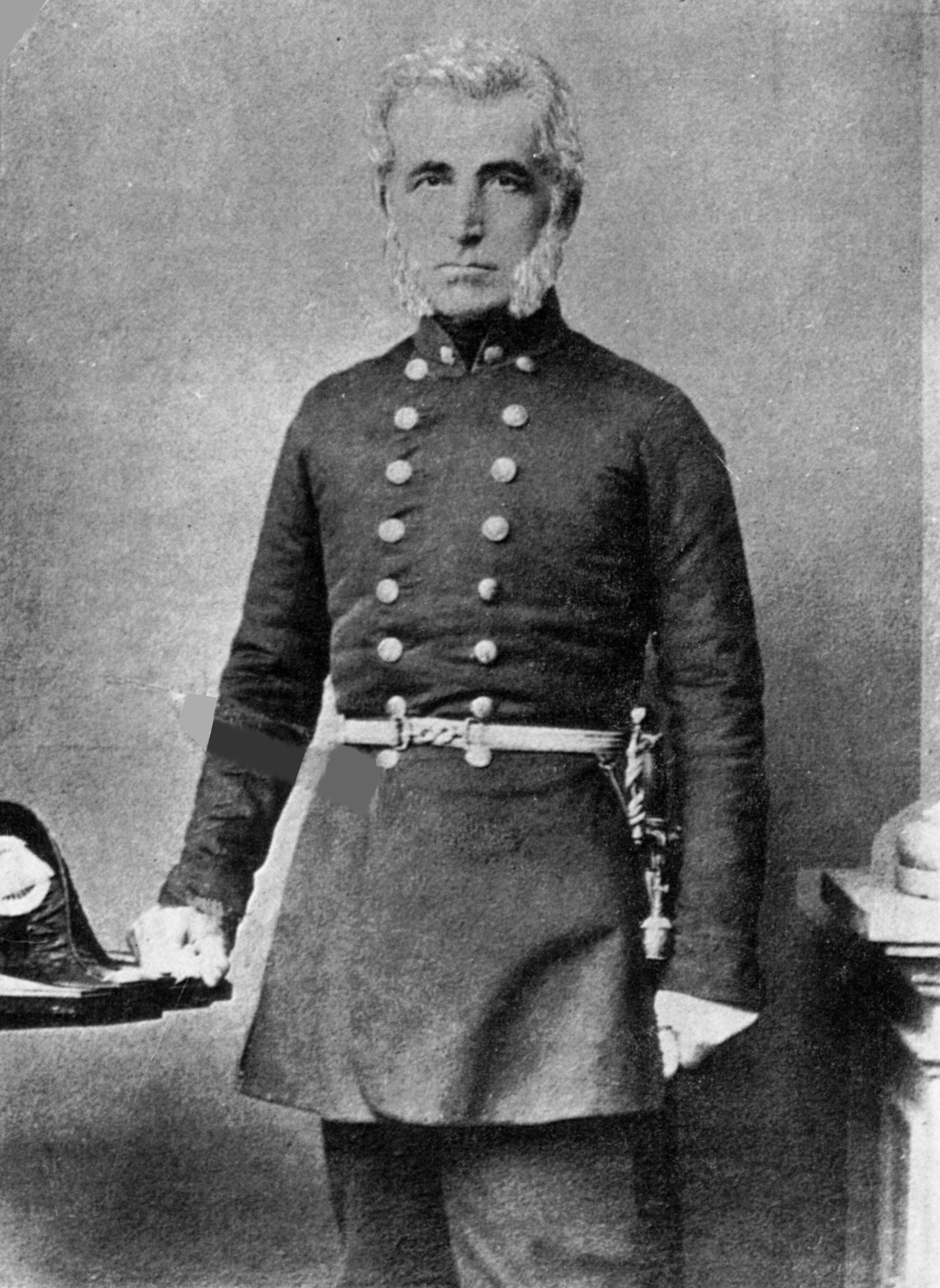
Friedrich Müller (1802–1863), erster Kreisrat von Alzey 1835, später Kreisrat in den Kreisen Friedberg und Bensheim

Die Provinz Rheinhessen hatte die aus französischer Zeit überkommene Verwaltungsstruktur im Prinzip beibehalten. Seit 1817 arbeitete eine – seit 1818 als „Provinzialdirektion“ bezeichnete – Oberbehörde für die gesamte Provinz. Analog zu der rechtsrheinischen Verwaltungsreform wurde diese 1835 aufgelöst und die ihr bis dahin unmittelbar unterstehenden Bürgermeistereien in fünf Kreisämtern zusammengefasst. Aber auch hier verblieben Aufgaben in provinzweiter Zuständigkeit. Diese nahm der Kreisrat von Mainz als „Provinzialkommissar“ wahr, dem zur personellen Verstärkung dafür ein zweiter Kreisrat beigeordnet war.
Damit hatte das ganze Großherzogtum erstmals eine einheitlich strukturierte Verwaltung auf unterer Ebene.

###### Revolution 1848
In der Folge der Revolution von 1848 wurden am 31. Juli 1848 die Provinzen und Kreise zugunsten der Errichtung von elf Regierungsbezirken aufgegeben und die mittlere Ebene ausschließlich durch diese Regierungspräsidien gebildet. Die noch verbliebenen Hoheitsrechte der Standesherren wurden endgültig beseitigt. Damit wurden die 1832/1835 begonnenen Ansätze konsequent zu Ende geführt und die umfassenden Ausnahmen zugunsten einer einheitlichen und klar strukturierten dreistufigen Verwaltung (Staatsregierung / Regierungspräsidien / Städte und Gemeinden) beseitigt. In Rheinhessen bestand danach zunächst nur ein einziger Regierungsbezirk, der nachträglich zum 14. Mai 1850 noch einmal geteilt wurde, in einen Regierungsbezirk Mainz und einen Regierungsbezirk Worms. Die Grenzen dieser Bezirke entsprachen denen der 1836 geschaffenen Kreisgerichte Mainz und Alzey.
Diese zehn (später elf) Regierungsbezirke waren:
- Alsfeld
- Biedenkopf
- Darmstadt
- Dieburg
- Erbach
- Friedberg
- Gießen
- Heppenheim
- Mainz
- Nidda
- Worms (ab 1850)

Die Regierungsbezirke hatten Kollegien an der Spitze und es gab einen gewählten Bezirksrat, ein wichtiges Element der Selbstverwaltung und Ausfluss revolutionärer Forderungen.

###### Ab 1852
Diese Reform wurde in der Reaktionszeit nach der Revolution zum 1. August 1852 grundsätzlich rückgängig gemacht, die frühere Gliederung in Provinzen wurde wiederhergestellt und landesweit 26 Kreise geschaffen. Dabei wurden die Grenzen der Kreise aber neu gezogen und richteten sich nur teilweise nach den Abgrenzungen vor 1848. Das Selbstverwaltungselement wurde mit Kreisräten beibehalten, wenn diese auch hinsichtlich ihrer Mitwirkungsmöglichkeiten eingeschränkt wurden.
Die dem Staat im Zuge der Revolution anheimgefallenen Rechte der Gerichts- und Standesherren behielt er aber ein, konstituierte deren Landratsbezirke nicht neu, sondern bezog sie in die staatlichen Kreise ein.
Diese 1852 geschaffene Struktur der staatlichen Verwaltungsgliederung hatte im Prinzip bis zum Ende des Großherzogtums Bestand. Durch die Gebietsverluste und -gewinne in der Folge des Krieges 1866 und die Kreisreform 1874 änderte sich die Zahl der Kreise nochmals. Bei der Reform 1874 wurden die inneren Strukturen der Kreise an die der Preußischen Kreisordnung von 1872 angeglichen, ein Kreisausschuss trat an die Spitze und Kreistage ersetzten die bisherige Funktion der Bezirksräte. Die Neufassung der Kreisordnung 1911 brachte keine wesentliche Änderung.
Verwaltungsgliederung mit Einwohner 1871
| Kreis              | Einwohner 1871 |
| ------------------ | -------------- |
| Alsfeld            | 33.569         |
| Büdingen           | 17.505         |
| Friedberg (Hessen) | 40.802         |
| Gießen             | 43.518         |
| Grünberg (Hessen)  | 17.482         |
| Lauterbach         | 29.011         |
| Nidda              | 32.576         |
| Schotten           | 18.269         |
| Vilbel             | 20.802         |
| Provinz Oberhessen | 253.534        |

| Kreis               | Einwohner 1871 |
| ------------------- | -------------- |
| Alzey               | 35.868         |
| Bingen              | 31.823         |
| Mainz               | 87.383         |
| Oppenheim           | 41.642         |
| Worms               | 53.342         |
| Provinz Rheinhessen | 250.058        |

| Kreis                | Einwohner 1871 |
| -------------------- | -------------- |
| Bensheim             | 29.122         |
| Darmstadt            | 67.001         |
| Dieburg              | 50.400         |
| Erbach               | 24.018         |
| Groß-Gerau           | 31.411         |
| Heppenheim           | 30.278         |
| Lindenfels           | 30.526         |
| Neustadt i. Odenwald | 18.063         |
| Offenbach a. Main    | 64.642         |
| Wimpfen              | 3.790          |
| Provinz Starkenburg  | 349.251        |

#### Auswärtige Angelegenheiten
Nach 1871 besaß Hessen nur noch eine auswärtige Gesandtschaft, in Berlin. Umgekehrt unterhielt Preußen einen Gesandten in Darmstadt und Großbritannien einen Geschäftsträger. Großherzoglich Hessische Konsuln gab es in Frankfurt am Main, Hamburg, Bremen und Leipzig. Eine ganze Reihe ausländischer Konsuln waren in Darmstadt akkreditiert, die meisten davon residierten allerdings in Frankfurt.

#### Militär
Schon zu noch landgräflichen Zeiten besaß Hessen-Darmstadt eine stehende Armee. Diese wurde im Großherzogtum beibehalten und ausgebaut. Aufgrund der Militärkonvention mit Preußen vom 13. Juni 1871 wurden deren Verbände zum 1. Januar 1872 in die Preußische Armee eingegliedert.

#### Polizei

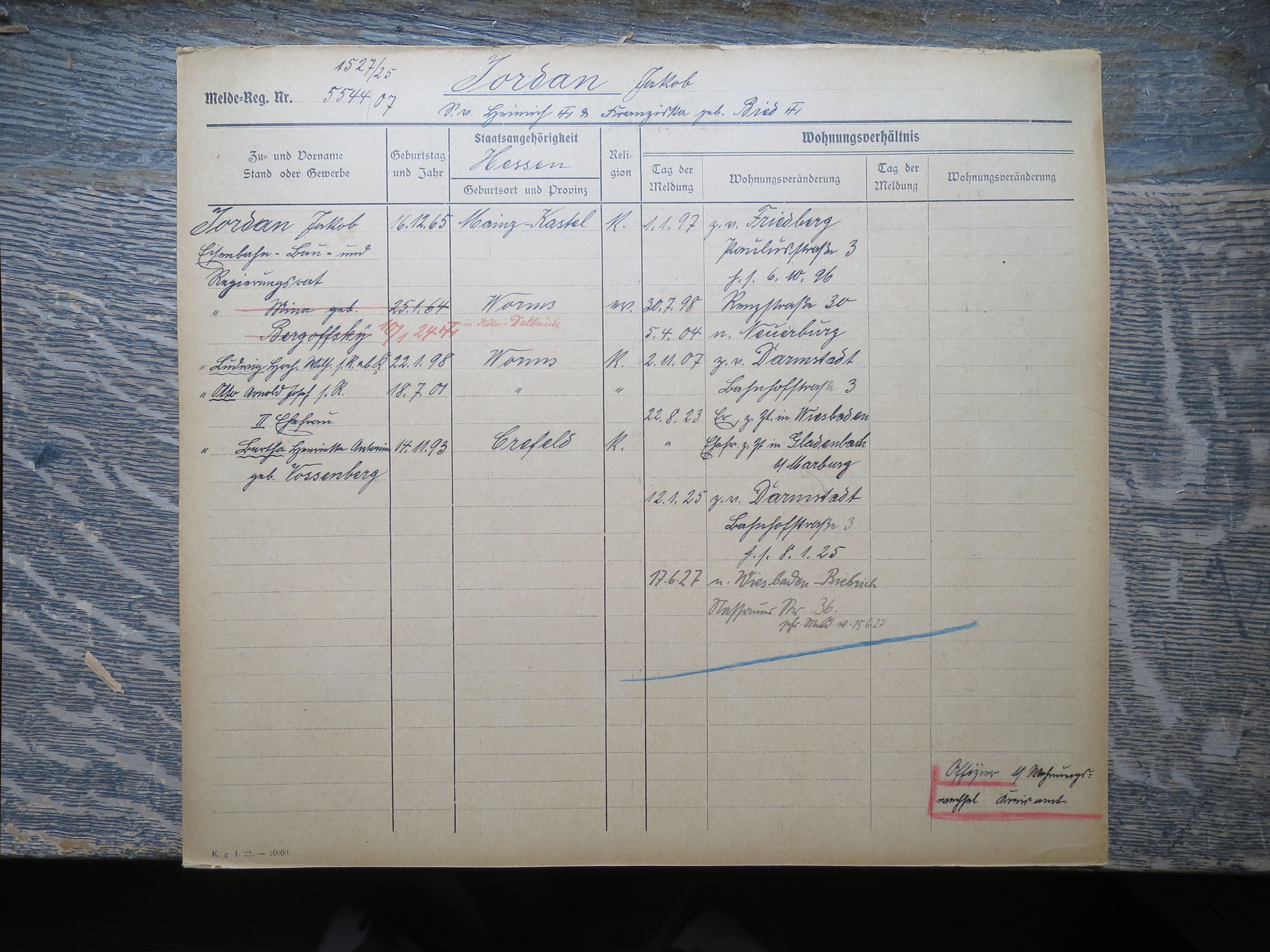
Meldekarte

Aufenthalt und Wohnungswechsel wurden polizeilich streng überwacht. Gesetzliche Grundlage für das Meldewesen war das Gesetz die polizeiliche Aufsicht über Zuzüge und Wegzüge betreffend vom 4. Dezember 1874. Die dadurch entstandenen kommunalen Meldekarteien sind heute eine wichtige Quelle historischer Forschung.

### Die Landstände

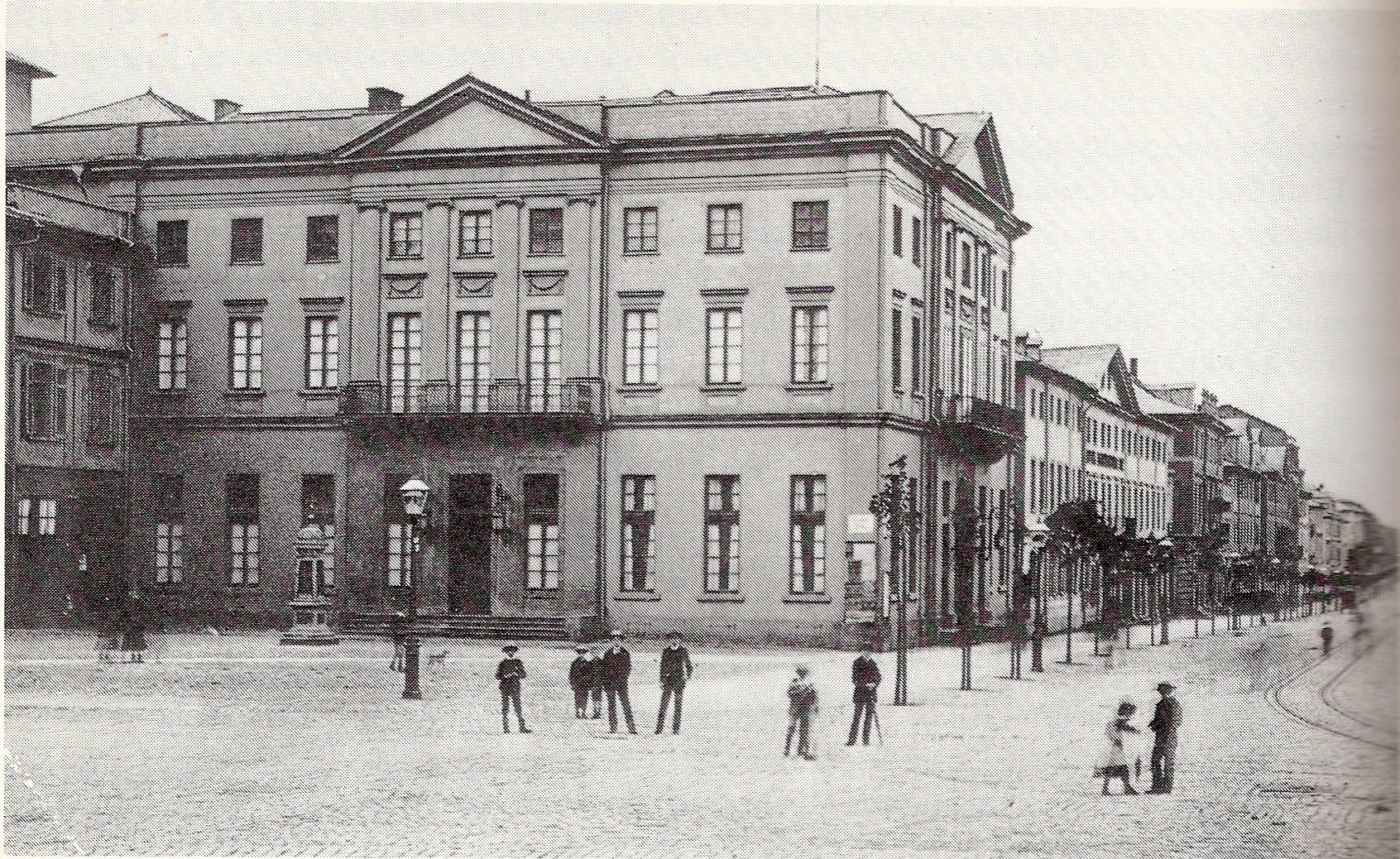
Das Ständehaus in Darmstadt (1888), Sitz des Landtags

#### Erste Kammer
Die Verfassung des Großherzogtums Hessen von 1820 sah ein Zweikammersystem vor: Die Erste Kammer bestand aus den Prinzen des regierenden Hauses, den Häuptern standesherrlicher Familien, dem Erbmarschall – in Hessen war das seit 1432 der jeweilige Senior der Familie Riedesel Freiherren zu Eisenbach –, dem örtlich zuständigen römisch-katholischen Bischof, also in der Regel dem Bischof von Mainz, einem vom Großherzog auf Lebenszeit in das Amt eines Prälaten erhobenen Geistlichen der Evangelischen Landeskirche in Hessen, dem Kanzler der Landes-Universität oder dessen Stellvertreter sowie bis zu zehn Staatsbürgern, denen der Großherzog aufgrund besonderer Verdienste einen Sitz in der Kammer verlieh. Voraussetzung, um den Sitz in der ersten Kammer einnehmen zu können, war die Vollendung des 25. Lebensjahres. Diese Zusammensetzung wurde nur in den Jahren 1849 und 1850 unterbrochen, als in der Folge der Revolution die dann 25 Abgeordneten der ersten Kammer alle mit einem Zensuswahlrecht gewählt wurden. Das wurde mit der Verordnung vom 7. Oktober 1850 wieder revidiert.
1872 wurden die Sitze der Vertreter des ritterschaftlichen, grundbesitzenden Adels von der zweiten in die erste Kammer verlegt und die Kammer 1911 durch je einen Vertreter der Technischen Hochschule Darmstadt (analog zu dem traditionellen Vertreter der Universität Gießen) und der drei gesetzlich eingerichteten Berufskörperschaften ergänzt.

#### Zweite Kammer
Die Zweite Kammer bestand aus gewählten Abgeordneten. Das Wahlgesetz wurde im Laufe der Zeit mehrfach geändert. Vorübergehend, aber sehr fortschrittlich war das Wahlrecht in der Folge der Revolution 1848, als in direkter Wahl alle (männlichen) Bürger wahlberechtigt waren. Im Zuge der Reaktion nach der Revolution wurde zunächst durch die Verordnung vom 7. Oktober 1850 wieder die indirekte Wahl, dann durch Gesetz 1858 ein Dreiklassenwahlrecht nach preußischem Vorbild eingeführt, das ebenfalls indirekt war. Eine weitere Wahlrechtsreform folgte 1872, bei der die seitens des ritterschaftlichen, grundbesitzenden Adels gewählten Abgeordneten zahlenmäßig vermindert und von der zweiten in die erste Kammer transferiert wurden.

#### Gesetzgebung
Die Gesetzgebung erfolgte (theoretisch) durch den Großherzog, aber in einem eng an die Landstände gebundenen Verfahren. Die Landstände waren nicht Träger eigener Souveränität. Ein Gesetz kam dadurch zustande, dass der Großherzog (faktisch: die Regierung) dem Landtag einen Gesetzentwurf unterbreitete. Nach Beratung durch den Landtag wurde die vom Landtag genehmigte Fassung vom Großherzog sanktioniert – der eigentliche Akt, mit dem ein Gesetz in Kraft gesetzt wurde – und dann im Großherzoglich Hessischen Regierungsblatt veröffentlicht. In der Regel traten die Gesetze 14 Tage nach Verkündung in Kraft. Darüber hinaus stand dem Großherzog das Recht zu, in Eilfällen, wenn der Landtag nicht schnell genug zusammentreten konnte, „Notverordnungen“, die auch materiell-rechtlich Gesetze sein konnten, zu erlassen.

### Judikative und Recht

#### Rechtsprechung

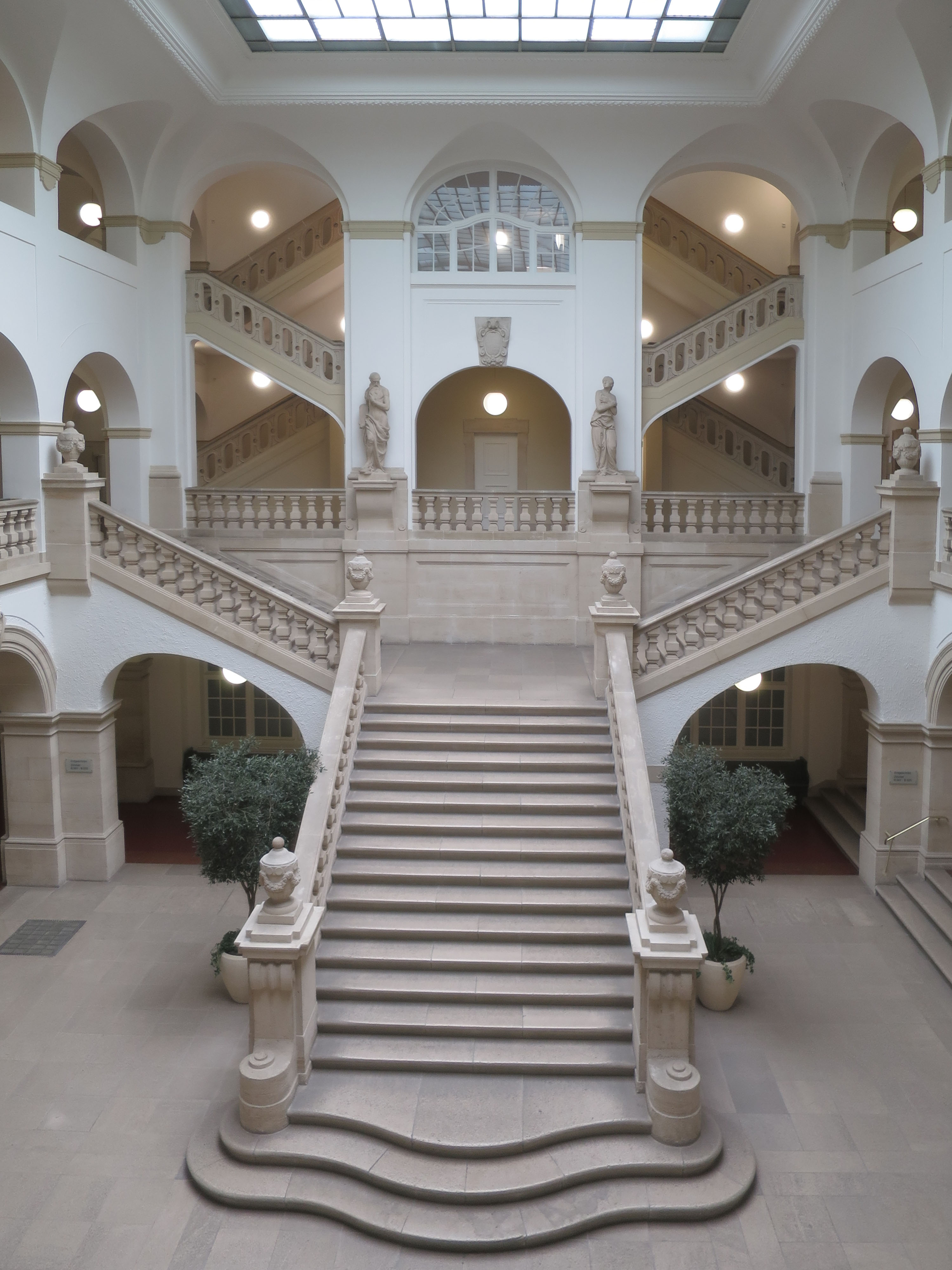
Foyer des Amtsgerichts Darmstadt

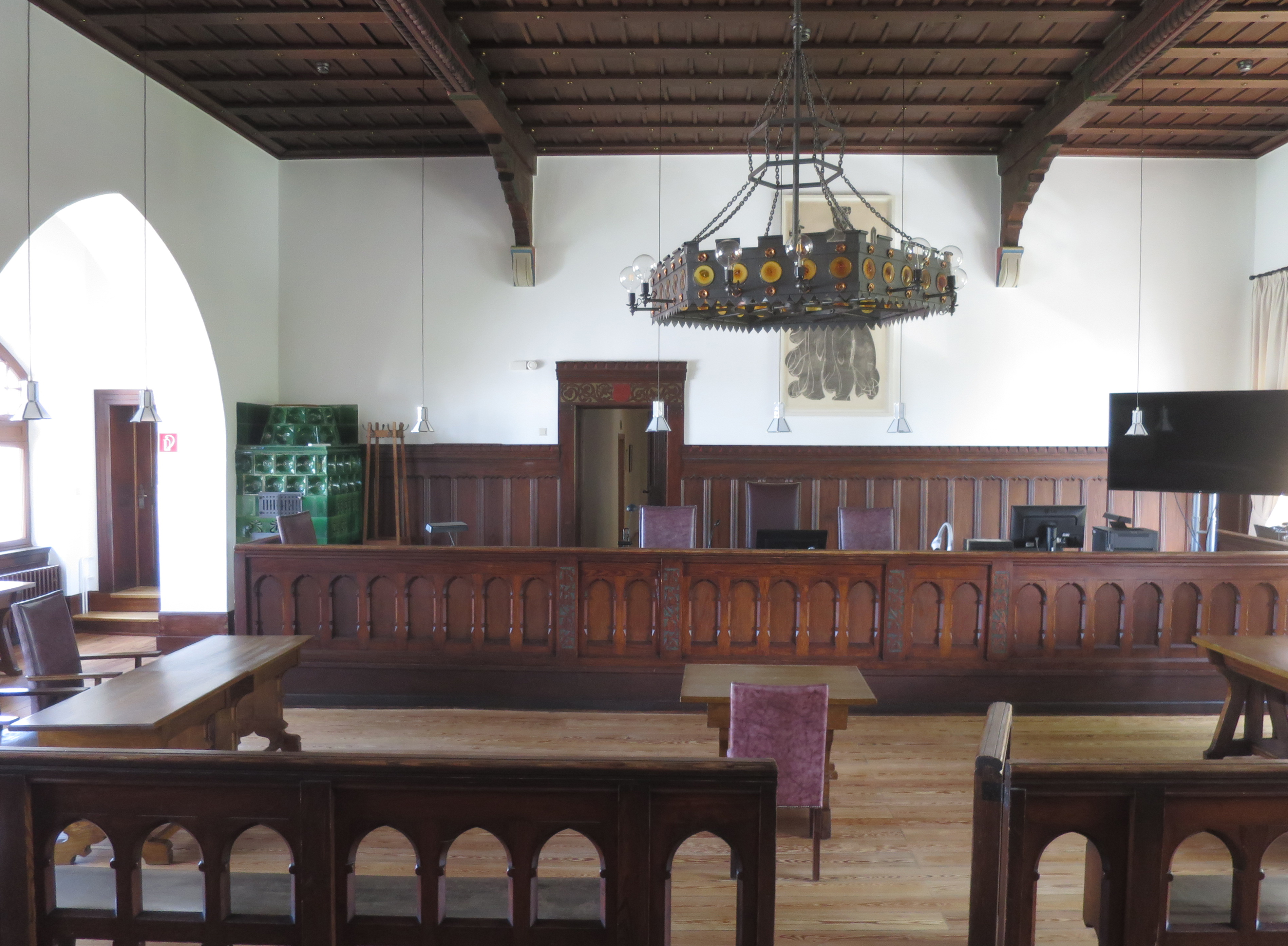
Großer Sitzungssaal im Amtsgericht Alzey

##### Gewaltenteilung
Die Trennung der Rechtsprechung von der Verwaltung (Gewaltenteilung) zog sich in der Landgrafschaft Hessen-Darmstadt und dann im Großherzogtum über einen Zeitraum von fast 100 Jahren hin. Es begann damit, dass 1747 ein von der Verwaltung unabhängiges Oberappellationsgericht Darmstadt eingerichtet wurde.
Im nächsten Schritt wurden mit dem Organisations-Edikt vom 12. Oktober 1803 Hofgerichte als unabhängige Gerichte auf der Ebene der mittleren Instanz in Darmstadt und Gießen geschaffen.
Ein weiterer – und der in seiner Breitenwirkung entscheidende – Schritt geschah 1821, als die Ämter aufgelöst wurden. Die von ihnen zuvor wahrgenommenen Aufgaben der Verwaltung wurden neu eingerichteten Landratsbezirken und für die von ihnen bis dahin wahrgenommenen Aufgaben erstinstanzlicher Rechtsprechung den ebenfalls neu eingerichteten Landgerichten übertragen.
In der Provinz Rheinhessen war die Trennung von Rechtsprechung und Verwaltung von Anfang an gegeben, da die Provinz als ehemals französisches Territorium weit fortschrittlichere Einrichtungen der Rechtspflege mitbrachte und auch behielt. Hier oblag die Rechtsprechung der ersten Instanz den Friedensrichtern und dem Kreisgericht Mainz, das auch als zweite Instanz für die Friedensgerichte arbeitete.
Als letzter Schritt dieser Entwicklung kann die Spaltung des Großherzoglich Hessischen Ministeriums des Innern und der Justiz in ein Innen- und ein Justizministerium 1848 betrachtet werden. Der Revolution geschuldet war dann auch, dass in diesem Jahr die Ausübung der Rechtsprechung durch die Standesherren beseitigt wurde.

##### Gerichtsbezirke
Bei der Reform von 1821 wurden im rechtsrheinischen Großherzogtum je Landratsbezirk ein oder zwei Landgerichte eingerichtet. Deren Gerichtsbezirke änderten sich in der Folgezeit hauptsächlich dadurch, dass Patrimonialgerichtsherren ihre Rechte an den Staat abtraten. Auch gab es 1832 eine Initiative des Landtages, Gerichtsbezirke zu verkleinern, die dazu führte, dass in den Jahren 1835 / 1840 vier weitere Gerichtsbezirke entstanden. Die Änderungen der Grenzen der Verwaltungsbezirke (Landratsbezirke, Kreise, Regierungspräsidien) in den folgenden Jahren hatten dagegen kaum Auswirkungen auf die Grenzen der Gerichtsbezirke. Nach der prinzipiellen Wiedereinführung der vorrevolutionären Verwaltungsorganisation 1852, die aber im Detail nochmals Veränderungen der Zuständigkeitsgrenzen der Verwaltung brachte, war die Differenz zu den Gerichtsbezirken so groß geworden, dass sich der Staat veranlasst sah, das 1853 umfassend zu bereinigen: Die Gerichtsbezirke wurden in großem Umfang revidiert.
In Rheinhessen dagegen waren die aus französischer Zeit überkommenen Friedensgerichte, deren Bezirk jeweils ein Kanton war, beibehalten. Außerdem gab es zunächst ein Kreisgericht in Mainz, das die gesamte Provinz umfasste. 1836 wurde davon ein zweiter Gerichtsbezirk abgespalten und ein zweites Kreisgericht in Alzey eröffnet. Die Kreisgerichte wurden 1852 in „Bezirksgerichte“ umbenannt.

##### Reform 1879

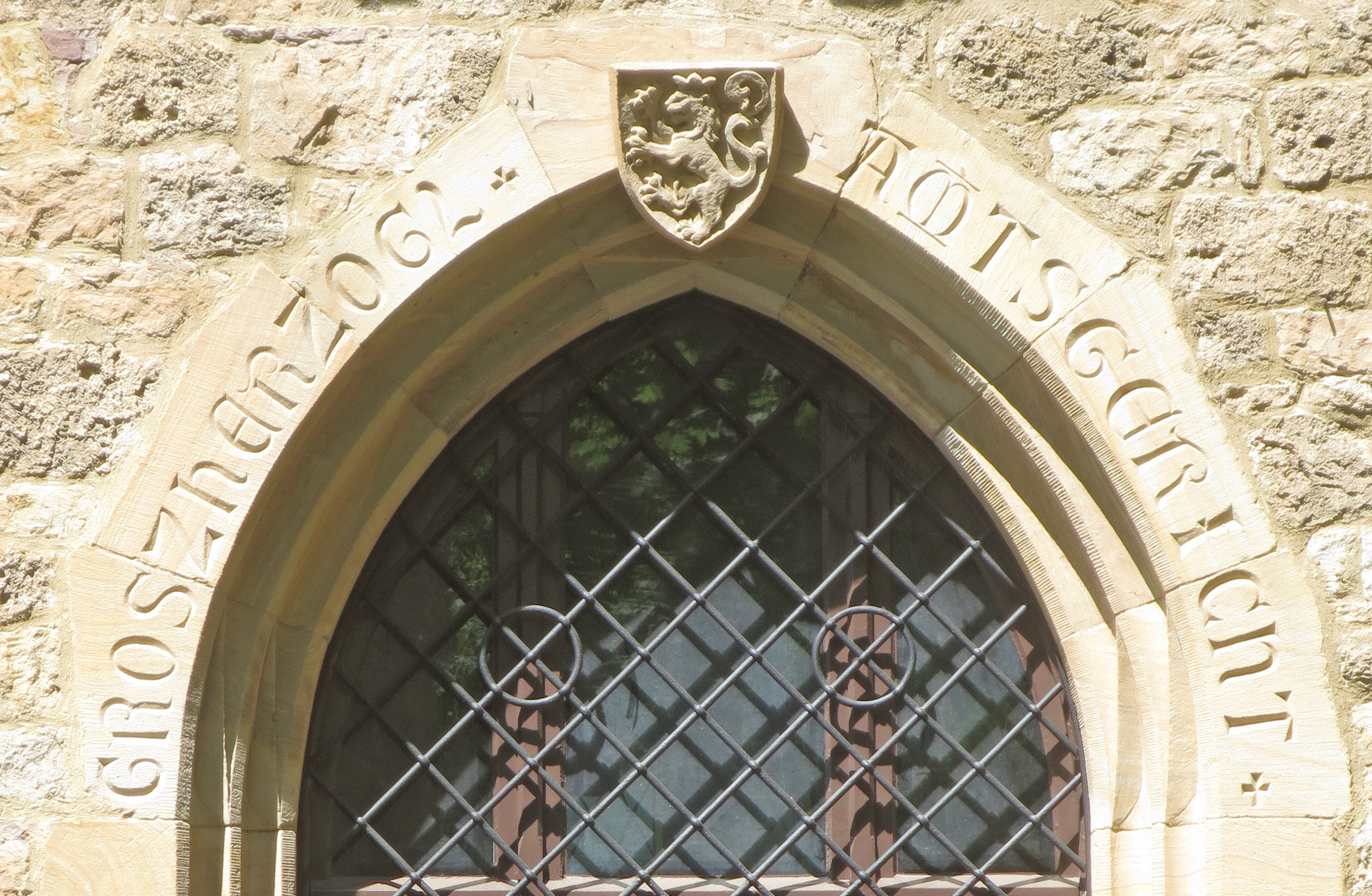
Großherzogl[ich Hessisches] Amtsgericht, Schloss Alzey

1877 trat das Gerichtsverfassungsgesetz reichsweit in Kraft. Im Großherzogtum Hessen wurde es 1879 umgesetzt. Die Gerichtsverfassung wurde nun auch hier weitgehend durch Reichsrecht gestaltet.
Als heute deutschlandweit einzigartig blieben die Ortsgerichte bestehen. Die Einrichtung wurde sogar nach 1945 auf das ganze Bundesland Hessen ausgedehnt.

#### Materielles Recht

##### Zivilrecht
Das Großherzogtum war durch eine kleinteilige Rechtszersplitterung geprägt.
Rechtsrheinisch galt das Gemeine Recht, in den meisten Gebietsteilen aber von Partikularrecht überlagert. Die überkommene, hochkomplexe Situation wurde sogar gegenüber den Standesherren zunächst festgeschrieben, wenn auch unter dem Vorbehalt, sie gegebenenfalls zu ändern. Die Ankündigung von 1808, den Code Napoléon künftig einführen zu wollen, war eine politische Geste gegenüber Napoleon Bonaparte, letztendlich aber ohne praktische Bedeutung. Seine Anwendung setzte bürgerliche und rechtliche Gleichheit voraus, von der die verschachtelten Feudalstrukturen in der Landgrafschaft sehr weit entfernt waren. Deshalb wurde die faktische Umsetzung des französischen Rechts auf das Ende einer Übergangszeit festgesetzt, die genutzt werden sollte, die entsprechenden Reformen durchzuführen – was aber letztendlich bis zum Untergang des französischen Kaisers nie geschah, ja wohl aktiv vom Großherzog und der Regierung verhindert wurde. Einzig in Rheinhessen galt – auch nach dem Übergang von Frankreich an das Großherzogtum – französisches Recht weiter.
Diese Rechtszersplitterung war dafür prädestiniert, vereinfacht und angeglichen zu werden. Der 1816 mit großem rhetorischem Gestus gestartete Versuch, ein landesweit geltendes, einheitliches Zivilrecht nach dem Modell des österreichischen ABGB zu schaffen – gar mit dem Ziel, dass es bereits 1818 in Kraft treten sollte – scheiterte vollständig. Es blieb also bei der kleinteiligen Rechtslage:
Weiter kam es von 1836 bis 1853 zu intensiven Erörterungen über die Reform und Vereinheitlichung des Zivilrechts, eine Diskussion, die sogar bis zu einer Erörterung in den Landständen führte. Vorgabe war Art. 103 der Verfassung von 1820. Die Überlegungen geschahen in vier aufeinander folgenden Schritten:
- Personenrecht: 1842 veröffentlicht, 1844 revidiert (Beurkundung des Personenstandes, Eherecht, Eltern- / Kindverhältnis, Vormundschaft und Kuratel),
- Sachenrecht: 1845 veröffentlicht, revidiert 1851,
- Erbrecht: 1845 veröffentlicht und
- Schuldrecht: 1853 veröffentlicht in zwei Teilen.

Die Veröffentlichungen geschahen durch Ministerialerlass. Aber nur das Personenrecht schaffte es bis zur Beratung in die Landstände. Bedenken gegen das Vorhaben kamen einerseits aus Rheinhessen, wo die Rechtsanwender auf jeden Fall am modernen Code Civil festhalten wollten. Widerstand kam aber auch von denen, die befürchteten, dass ein großherzoglich-hessisches Zivilrecht dem viel größeren Wurf einer ganz Deutschland umfassenden Kodifikation hinderlich sein könnte. So verlief die Angelegenheit nach 1853 im Sand und das kleinteilige überkommene Recht galt im Großherzogtum bis zur Einführung der reichsweit geltenden Kodifikationen, insbesondere des Bürgerlichen Gesetzbuches zum 1. Januar 1900.

##### Strafrecht
Im Großherzogtum Hessen wendeten bei seiner Entstehung die Gerichte im Strafrecht nach wie vor die Constitutio Criminalis Carolina („Peinliche Halsgerichtsordnung“) aus der Regierungszeit Kaiser Karls V. von 1532 an. In krassem Gegensatz dazu galt in der französisch geprägten Rheinprovinz, als diese 1816 dem Großherzogtum einverleibt wurde, der moderne Code pénal von 1810. Diese Unterschiede innerhalb des gleichen Staates waren kaum zu vermitteln. Erste Konsequenz war das Gebot aus Art. 103 der Verfassung von 1820: „Für das ganze Großherzogthum soll ein […] Strafgesetzbuch […] eingeführt werden“. Schon eine noch zu Zeiten der Landgrafschaft Hessen-Darmstadt 1803 gebildete Gesetzgebungskommission befasste sich mit der Reform des im Kern immer noch frühneuzeitlichen Strafrechts. Die Widerstände müssen aber erheblich gewesen sein: Es dauerte. Erst 1839 konnte das Ministerium den Landständen einen Entwurf vorlegen. Maßgeblich daran beteiligt waren Justin von Linde und Moritz Breidenbach. Aus diesem Entwurf resultierte schließlich das Strafgesetzbuch von 1841, das am 1. April 1842 in Kraft trat. Die Todesstrafe war – auch gegenüber dem Code pénal – weiter zurückgenommen, auf Körperstrafen und Ehrlos-Erklärung als Strafe wurde komplett verzichtet. Der Schwerpunkt lag nun auf den Freiheitsstrafen. Das Gesetz war so modern und zeitgemäß, dass es von benachbarten Staaten übernommen wurde: 1849 vom Herzogtum Nassau (bei gänzlichem Wegfall der Todesstrafe), ab 1857 in der Freien Stadt Frankfurt und 1859 in der Landgrafschaft Hessen-Homburg (einschließlich des Oberamts Meisenheim). Abgelöst wurde dieses Strafrecht dann durch das Strafgesetzbuch für das Deutsche Reich, erlassen am 15. Mai 1871 und am 1. Januar 1872 in Kraft getreten.

#### Prozessrecht

##### Zivilprozess
Ein einheitliches Zivilprozessrecht erhielt das Großherzogtum erst mit dem entsprechenden Reichsgesetz 1877. Bis dahin wurde der Zivilprozess linksrheinisch, in Rheinhessen, vom französischen Recht, rechtsrheinisch, in Oberhessen und Starkenburg, von der hessischen Prozessordnung vom 2. Mai 1724 bestimmt. Obwohl Art. 103 der Verfassung von 1820 den Auftrag enthielt, eine einheitliche Prozessordnung für den gesamten Staat zu schaffen, kam das nie zustande: Die linksrheinischen Rechtsanwender wollten ihr fortschrittliches, französisches Zivilprozessrecht nicht aufgeben, den rechtsrheinischen Hessen ging so viel Fortschritt zu weit. Ein Kompromiss kam so – trotz mehrerer Entwürfe – nie zustande.
Rechtsrheinisch kam hinzu, dass in der Ausgangssituation von 1806 nicht einmal ein staatliches Rechtsprechungsmonopol bestand. Dort war das Land durchsetzt mit adeligen Gerichten von Standesherren und ritterschaftlichen Patrimonialgerichten. Ein erster Schritt, diese in die staatliche Rechtsprechung einzuordnen, fand mit einem Edikt vom 1. Dezember 1807 statt, mit dem diese Gerichte der Aufsicht der Justizkollegien der Provinzen (später den Hofgerichten in Gießen und Darmstadt) unterstellt wurden, die somit deren nächsthöhere Instanz bildeten.

##### Strafprozess
Rechtsrheinisch
Das Strafprozessrecht beruhte rechtsrheinisch auf der Peinlichen Gerichtsordnung von 1726. Danach lief der Prozess überwiegend schriftlich ab. Das Urteil fällte die Provinzialregierung, die bei schweren Körper- oder der Todesstrafe die Genehmigung des Landesherren einzuholen hatte. Bis zum Ende des 18. Jahrhunderts hatte sich das zum reinen, geheimen Inquisitionsprozess entwickelt, was dem Beschuldigten eine Verteidigung sehr erschwerte.
1822 wurden rechtsrheinisch die bis dahin zuständigen „Peinlichen Gerichte“ aufgehoben und die Kriminalsenate der Hofgerichte wurden zuständig.
1865 erhielten die beiden rechtsrheinischen Provinzen ein neues Strafprozessrecht, das aber bei weitem nicht die Standards erreichte, die seit 1808 in Rheinhessen galten. So war das Verfahren bei den Landgerichten nach wie vor schriftlich.
Linksrheinisch
Linksrheinisch dagegen wurde wieder nach modernem, französischem Recht verfahren. Es galt das französische Strafverfahrensrecht, der Code d’instruction criminelle von 1808. Hier galten Mündlichkeit, Öffentlichkeit und Unmittelbarkeit des Hauptverfahrens, die freie Beweiswürdigung und es gab Schwurgerichte. Je nach Schwere der Straftat, die der Code pénal in verschiedene Klassen einteilte, war für Übertretungen das Polizeigericht unter Leitung des örtlichen Friedensrichters, bei Vergehen das Zuchtpolizeigericht – das war für ganz Rheinhessen das Kreisgericht Mainz – und bei Verbrechen die Assise (Schwurgericht) zuständig. Die Assise setzte sich aus dem Präsidenten des Kreisgerichts Mainz, vier weiteren Richtern dieses Gerichts und zwölf Geschworenen zusammen. Die Laienrichter entschieden in einem ersten Teil der Urteilsfindung über Tatsachenfragen, das Urteil selbst fällten dann nur die fünf beteiligten Juristen.

### Staatssymbole

#### Wappen

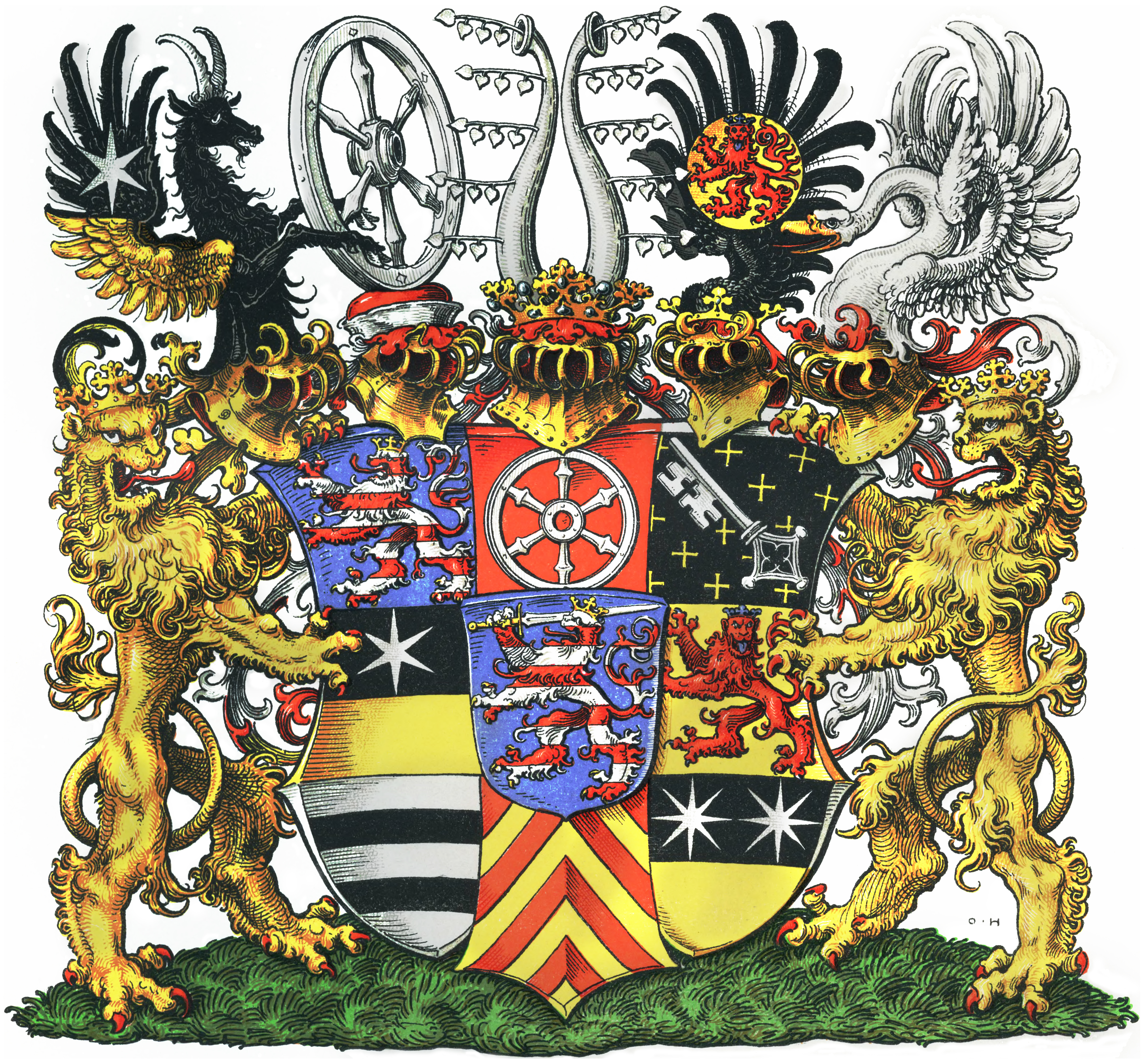
Großes Staatswappen des Großherzogtums Hessen

Durch Großherzogliche Verordnung vom 9. Dezember 1902 wurde das 1808 eingeführte Wappen ersetzt. Der neue Entwurf stammte von Gustav Schenk zu Schweinsberg. Der Schild ist zweimal gespalten und zweimal geteilt. Der Herzschild zeigt den mit einem Schwert bewaffneten hessischen Löwen. Von heraldisch rechts oben nach links unten werden im Schild neun Felder für folgende ehemaligen, nun eingegliederten Herrschaften gezeigt:
1. Landgrafschaft Hessen
2. Reichsfürstentum Mainz
3. Reichsfürstentum Worms
4. Grafschaft Ziegenhain
5. Kleines Staatswappen des Großherzogtums Hessen
6. Grafschaft Katzenelnbogen
7. Fürstentum Isenburg
8. Grafschaft Hanau
9. Grafschaft Nidda

Die fünf Spangenhelme tragen (ebenfalls heraldisch von rechts) die Helmzierden zum 4., 2., 1., 6. und 8. Feld. Zwei gekrönte Löwen dienen als Schildhalter.

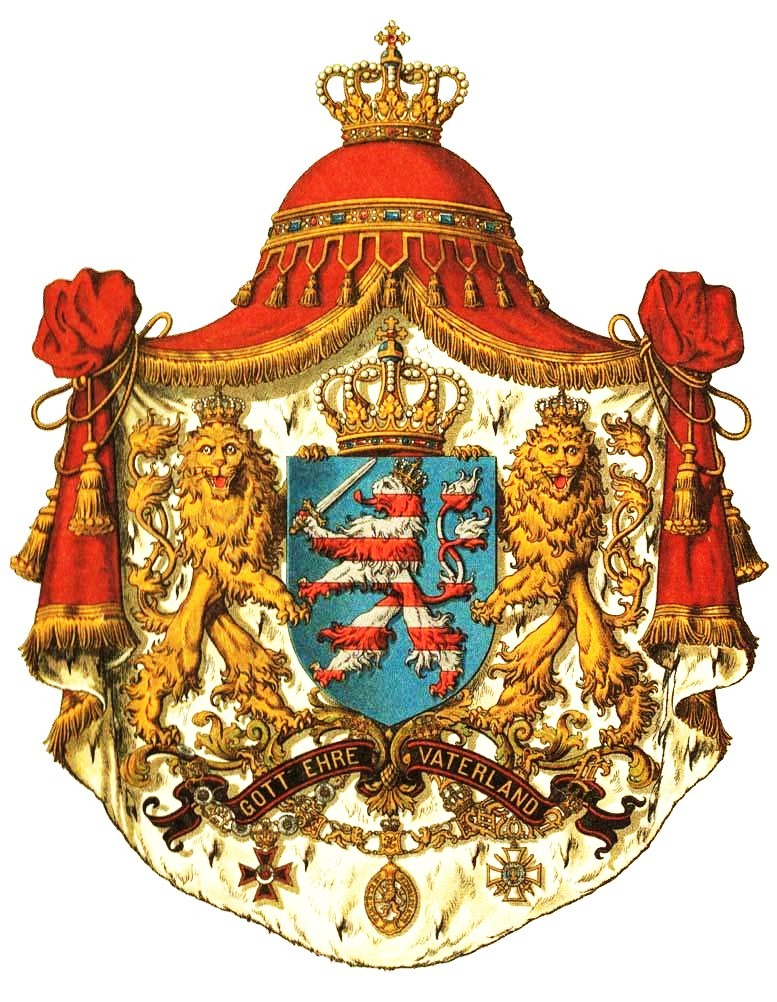
Kleines Staatswappen

Das kleine Staatswappen besteht aus dem als Feld 5 bezeichneten Schild, der ebenfalls von zwei Löwen gehalten wird. An goldenen Collanen hängen die Ordenszeichen der Haus- und Verdienstorden: Der Ludewigs-Orden mit einem achtspitzigen, schwarzen, rotbordierten und goldgesäumten Kreuz. Dieser wurde am 25. August 1807 von Großherzog Ludwig von Hessen-Darmstadt gestiftet. Die Verleihung des Großkreuzes war auf fürstliche Personen sowie auf das Prädikat „Exzellenz“ führende höchste Würdenträger beschränkt.
In der Mitte ist der Hausorden vom Goldenen Löwen zu sehen, dessen Großmeister bis 1875 der Kurfürst von Hessen aus der älteren Linie des Hauses Hessen war.
Heraldisch links hängt der Verdienstorden Philipps des Großmütigen, der am 1. Mai 1840 von Großherzog Ludwig II. zum Andenken an den von 1509 bis 1567 regierenden Ahnherrn gestiftet wurde. Der Orden konnte zur Belohnung besonderer Verdienste an Zivil- und Militärpersonen verliehen werden.
Zwischen Schild und Ordenszeichen ist als Wahlspruch GOTT EHRE VATERLAND (Ordensdevise des Ludewigs-Orden) auf dem schwarzen, rot geränderten Ordensband zu sehen.
Der alles überschirmende Purpurbaldachin ist mit einem edelsteinbesetzten Reif geschmückt und trägt eine Großherzogskrone.

#### Fürstenhymne
Die Fürstenhymne, deren Melodie derjenigen von God Save the King und Heil dir im Siegerkranz entsprach, lautete unter dem letzten Großherzog – der Text musste bei jedem Regierungs- und Namenswechsel des Regenten selbstverständlich angepasst werden:
Heil unserm Fürsten, Heil, Heil Hessens Fürsten, Heil

Ernst Ludwig Heil!

Herr Gott, dich loben wir, Herr Gott, wir flehn zu Dir:

Segne ihn für und für

Ernst Ludwig Heil!

Laß deine milde Hand

auf unserm Vaterland

und Fürsten ruhn!

Er sei gerecht wie du,

er fördre Fried und Ruh!

Froh jauchzt sein Volk ihm zu:

Ernst Ludwig Heil!

Hessen, mit Herz und Mund,

wahrt ihm im Bruderbund

die alte Treu!

Herr, laß durch sein Bemühn

Volksglück und Wohlstand blühn,

schütz und erhalte ihn,

Ernst Ludwig Heil!

Heil unserm Fürsten, Heil,

Treue als bestes Teil

sei unser Band!

Er lebe froh und lang,

laut schall der Festgesang,

weit braus der Jubelklang Ernst Ludwig Heil!

## Gesellschaft

### Adel
Der Adel teilte sich im Großherzogtum Hessen in zwei Klassen, mit unterschiedlichen Privilegien, den Standesherren und den ritterschaftlichen Adel.
Standesherren
Standesherren waren der mediatisierte reichsunmittelbare Adel, der im Alten Reich über Kuriat- oder Virilstimme im Reichstag vertreten war. Standesherren genossen aufgrund der Rheinbundakte von 1806 erhebliche Sonderrechte und übten zunächst in den von ihnen regierten Gebieten innerhalb des Großherzogtums Hessen weiterhin Hoheitsrechte aus. Es gab anfangs 19 Standesherren, am Ende des 19. Jahrhunderts immer noch 17. Die Familie derer von Riedesel war den Standesherren faktisch gleichgestellt. Hinsichtlich Fläche und Bevölkerung machten die Standesherrschaften etwa 1⁄4 des Großherzogtums aus. Die Privilegien der Standesherren schwanden im Laufe des 19. Jahrhunderts, zuletzt die erblichen Sitze in der ersten Kammer der Landstände mit der Novemberrevolution 1918.
Ritterschaftlicher Adel

Die Sonderstellung des ritterschaftlichen Adels wurde 1807 seitens des Großherzogs verbindlich zugesichert. Eine Reihe dieser Adeligen hatten zunächst Patrimonialgerichte inne. Es dauerte bis zum Anfang der 1830er Jahre, bevor der Staat das letzte Patrimonialgericht übernehmen konnte. 

Ein weiteres Privileg des ritterschaftlichen Adels waren eigene Abgeordnete in den Landständen. Seit 1820 waren das sechs Abgeordnete in der zweiten Kammer, ab 1872 zwei Abgeordnete in der ersten Kammer. Aktives und passives Wahlrecht bestand nur bei ausreichendem, versteuerten Grundbesitz in Hessen. Berechtigt waren etwa zwei Dutzend Familien. 

### Kirche
Traditionell war die Landgrafschaft Hessen-Darmstadt lutherisch. Die ab 1803 hinzugewonnenen Gebiete hatten dagegen ganz unterschiedliche Konfessionen.

#### Evangelische Kirche
In den evangelischen Kirchen bestand seit dem Ende des 18. Jahrhunderts eine Tendenz, die Spaltung in Lutheraner und Reformierte zu überwinden. Es gab aber auch Widerstand dagegen. Dem Staat gelang es nicht, dies einheitlich zu regeln. So wurde in der fortschrittlichsten Provinz, Rheinhessen, schon 1817 durch die Pfarrerschaft die Union vereinbart, kam dann aber aufgrund staatlicher, bürokratischer Hemmnisse erst Ostern 1822 zustande. Die Union zwischen beiden Konfessionen firmierte unter Vereinigte evangelisch-protestantische Kirche in Rheinhessen und erhielt einen eigenen Kirchenrat mit Sitz in Mainz. In den beiden anderen Provinzen wurden solche Zusammenschlüsse nur auf der Ebene von Gemeinden vollzogen, andere blieben lutherisch oder reformiert. 1832 wurde konfessionsübergreifend für alle Gemeinden ein gemeinsames Oberkonsistorium mit Sitz in Darmstadt gebildet und dazu der Kirchenrat in Mainz und die in Gießen und Darmstadt bestehenden Kirchen- und Schulräte der beiden anderen Provinzen zusammengelegt. Dies gab der Evangelischen Landeskirche in Hessen eine organisatorische – aber keine konfessionelle – Einheit. 1874 erhielt sie eine Verfassung mit presbyterial-synodalen Elementen nach dem Vorbild der preußischen, Rheinisch-Westfälischen Kirchenordnung von 1835: Die Landessynode übte die kirchliche Gesetzgebung gemeinschaftlich mit dem Landesherrn aus, der Summus episcopus blieb.

#### Römisch-katholische Kirche

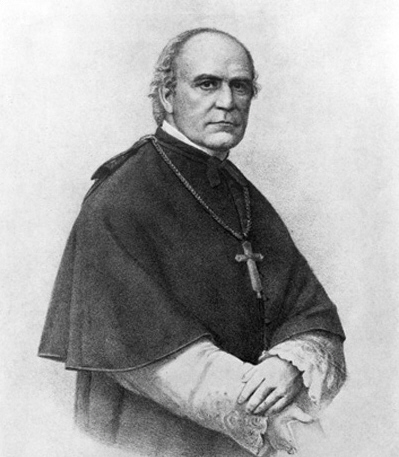
Wilhelm Emmanuel von Ketteler

Etwa 25 % der Einwohner des Großherzogtums waren römisch-katholisch. Aufgrund des Säkularisation war die römisch-katholische Kirche in großem Umfang auf staatliche Gelder angewiesen. Die Neuorganisation der römisch-katholischen Kirche im Gebiet des Großherzogtums war – wie auch im übrigen südwestlichen Deutschland – Gegenstand langer Verhandlungen, die schon vor dem Wiener Kongress einsetzten. Nachdem das Königreich Bayern 1817 mit dem Abschluss eines eigenen Konkordats eine separate Lösung verfolgte, verhandelten die übrigen südwestdeutschen Staaten ab 1818 in Frankfurt am Main über eine Lösung für ihre Gebiete, die kirchenrechtlich 1821 mit der Zirkumskriptionsbulle Provida solersque umgesetzt wurde. Für das Großherzogtum entstand daraus das Bistum Mainz, das als Suffragan dem Erzbistum Freiburg zugeordnet wurde. Die Mainzer Bistumsgrenzen wurden den staatlichen Gebietsänderungen der folgenden 200 Jahre nie angepasst, so dass sie bis heute den damaligen Außengrenzen des Großherzogtums Hessen entsprechen.
Die Berufung des ersten Bischofs verzögerte sich wegen der Auseinandersetzung über das Berufungsverfahren. 1827 einigten sich Staat und Kirche darauf, dass der Staat ihm nicht genehme Kandidaten von der Wahlliste streichen durfte. 1829 wurde das Gründungsdokument für das neue Bistum unterzeichnet, 1830 konnte der erste Bischof, Joseph Vitus Burg, sein Amt antreten und die Landesuniversität Gießen erhielt eine römisch-katholische Fakultät. Der Mainzer Bischof Wilhelm Emmanuel von Ketteler (1811–1877) war damit aber nicht einverstanden. Er gründete 1851 eine theologische Lehranstalt am bischöflichen Seminar zu Mainz. Trotz Bedenken der Regierung und des Landtags ließ man ihn aber gewähren und die römisch-katholische theologische Fakultät in Gießen mit der Emeritierung des letzten Lehrstuhlinhabers auslaufen. Bischof von Ketteler erlangte in der Sozialdebatte der römisch-katholischen Kirche (Sozialenzyklika Leos XIII.) eine Bedeutung weit über seine Diözese hinaus. Nach der Reichsgründung von 1871 war in Hessen etwa ab 1874 der Konflikt zwischen Kirche und Staat bestimmend, der im Kulturkampf gipfelte. Weil die staatliche Zustimmung für alle Vorgeschlagenen versagt wurde, blieb deshalb nach dem Tod von Ketteler 1877 der Bischofsstuhl bis 1886 unbesetzt.

### Jüdische Gemeinden und Judenemanzipation

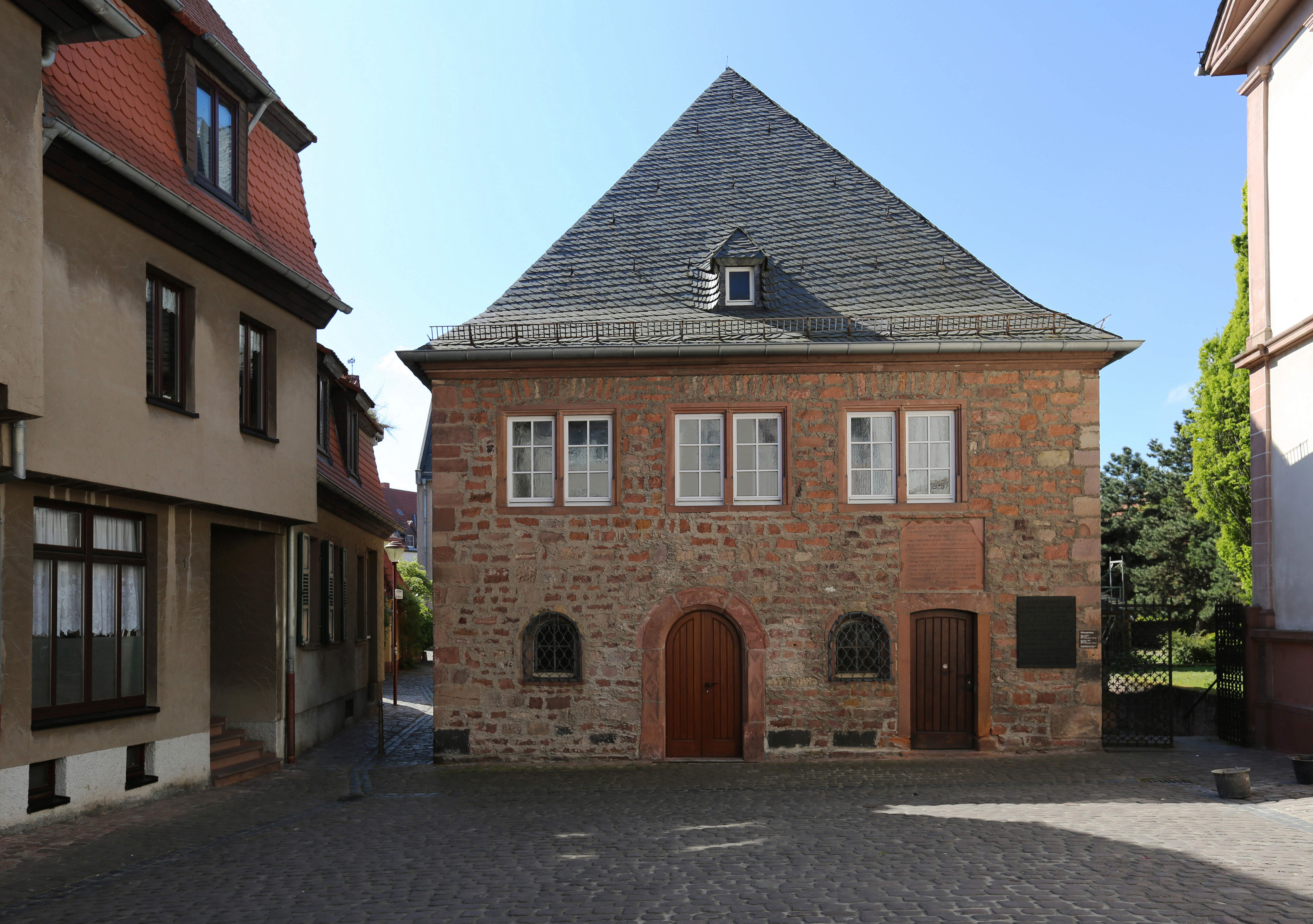
Synagoge der ältesten jüdischen Gemeinde im Großherzogtum in Worms

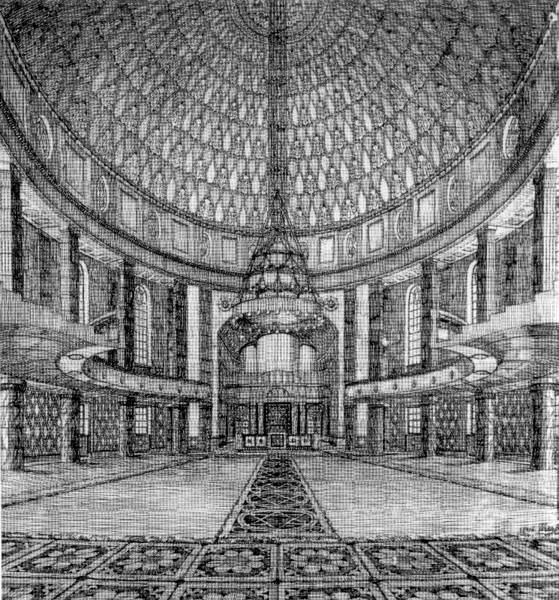
Innenraum der Hauptsynagoge Mainz

Trotz recht fortschrittlicher Ansätze schon in den letzten Jahren der Landgrafschaft Hessen-Darmstadt, zog sich die Judenemanzipation über Jahrzehnte hin: Einerseits sehr fortschrittliche theoretische Ansätze – so ein Gutachten des jungen Regierungsrats Karl du Bos du Thil, der immerhin leitender Minister wurde, von 1809, das die rechtliche Gleichstellung der Juden forderte – standen, wo es um mehr Rechte ging, nur kleine Schritte in der Praxis gegenüber. Weit verbreitet war ein latenter Antisemitismus, der in Krisensituationen, etwa in den Notjahren 1817/1818 oder während der Revolution 1848, auch in Gewaltakte gegen Juden umschlug. Da, wo der Staat aber verstärkt Zugriff auf die jüdischen Untertanen nehmen wollte, ging es schneller: So gab es 1804 (in noch landgräflicher Zeit) und dann erneut 1808 Verordnungen, nach denen die jüdischen Untertanen in standesamtlichen Registern erfasst werden sollten und es wurde ihnen mit letzterer Verordnung auferlegt, einen „deutschen“ Familiennamen anzunehmen.
Die Verfassung von 1820 stellte die Gleichstellung unter Gesetzesvorbehalt.
Die jüdischen Gemeinden des Großherzogtums waren in einem Verband mit der Bezeichnung „Israelitische Religionsgemeinschaft“ zusammengefasst. Die Zusammensetzung der Vorstände der Einzelgemeinden und deren Vermögensverwaltung war durch staatliche Vorschriften und Aufsicht geregelt. Zuständig war das jeweilige Kreisamt. Die Rabbiner wurden vom Innen- und Justizministerium ernannt. Staatliche Zuschüsse erhielt die Religionsgemeinschaft – im Gegensatz zu den christlichen Kirchen – nicht.
Ferdinand Eberstadt wurde 1848 als erster Jude Bürgermeister in einer Stadt in Deutschland, in Worms, und Samson Rothschild war der erste Lehrer jüdischen Glaubens, der im Großherzogtum 1874 an einer städtischen Volksschule, ebenfalls in Worms, angestellt wurde.

### Auswanderung
Die Verfassung vom Dezember 1820 garantierte auch das Recht auf freie Auswanderung, wenn auch mit Gesetzesvorbehalt. Aufgrund steigender Bevölkerungszahl bei stagnierender Landwirtschaft und geringer Industrialisierung entstand eine dauernde Notlage der unteren Bevölkerungsschichten. Ab den 1840er Jahren – seitdem liegen Auswanderungsstatistiken vor – verließen jedes Jahr in der Regel mehrere Tausend Einwohner das Großherzogtum. Die Obrigkeit unterstützte die Auswanderung, um das soziale Konfliktpotential zu reduzieren. Die Gemeinden – zuständig für die Unterstützung der Armen – waren gerne bereit, diese ins Ausland abzuschieben. Vorrangiges Ziel war die USA, aber auch Südrussland und in einem Fall Algerien. Das ging in einzelnen Fällen so weit, dass Arme zur Auswanderung gezwungen wurden, so in Wimpfen. Aus Groß-Zimmern und einigen Nachbardörfern wurden 672 Personen „entsorgt“, etwa 50 weitere Gemeinden verfuhren entsprechend. Höhepunkte waren das Jahr 1846 mit mehr als 6.000 und 1853 mit 8.375 Auswanderern, dabei auch viele, die vor der Reaktionspolitik Reinhard von Dalwigks auswichen. Das entsprach etwa 1 % der Bevölkerung. Die Bevölkerungszahl sank zwischen 1850 und 1855 von 853.300 auf 836.424 Einwohner.

## Wirtschaft

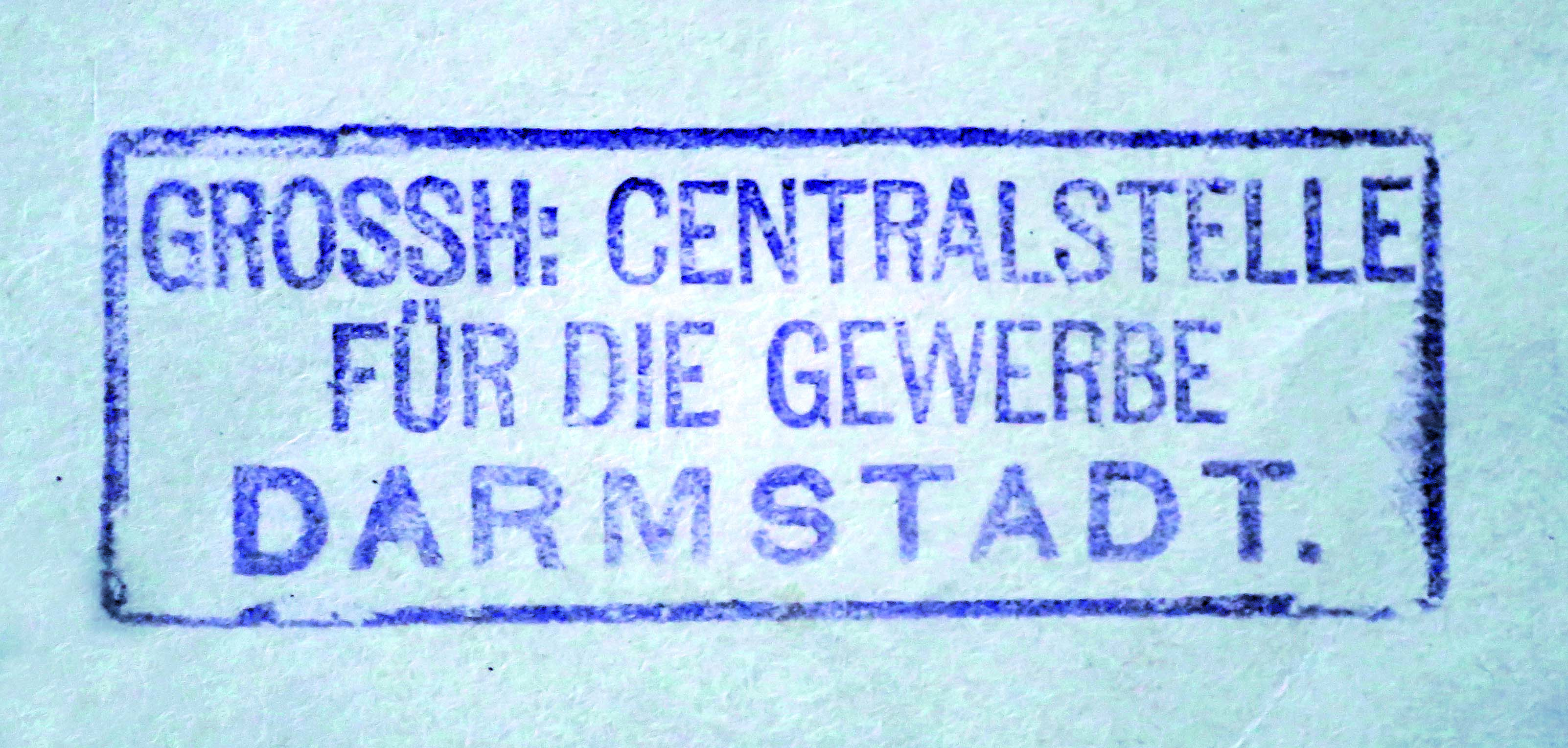
Bibliotheksstempel der Großherzoglichen Centralstelle für die Gewerbe

Die Wirtschaftspolitik des Großherzogtums war von Anfang an bestrebt, die aus dem 18. Jahrhundert überkommenen Strukturen zu modernisieren. Die noch bestehenden Monopole wurden 1810 aufgehoben und im gleichen Jahr das Verfahren vereinheitlicht, nach dem Gewerbekonzessionen ausgegeben wurden. Die Rechte der Zünfte wurden schrittweise abgebaut, dann aber endgültig erst 1866 abgeschafft.

### Zoll
Die relativ geringe Fläche des Großherzogtums und seiner Nachbarstaaten erwies sich als erhebliches wirtschaftliches Problem. Das zeigte sich schon im Hungerwinter 1817/18, als sich Getreidelieferungen die deutschen Binnengrenzen und die dort erhobenen Zölle entgegenstellten. Die Regierung in Darmstadt unternahm in den folgenden Jahren eine Reihe von Versuchen, zu zollmindernden Absprachen mit den Nachbarstaaten zu kommen, die alle scheiterten, vor allem aus Angst um Souveränitätsverlust. So ging das Großherzogtum 1828 einen Vertrag über eine Zollunion mit Preußen ein. Dieser Preußisch-Hessische Zollverein führte durch den Beitritt weiterer Staaten 1834 zum Deutschen Zollverein.

### Währung

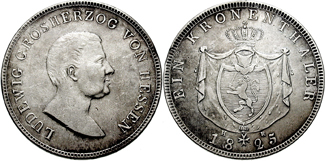
1 Kronenthaler Großherzog Ludewigs I.

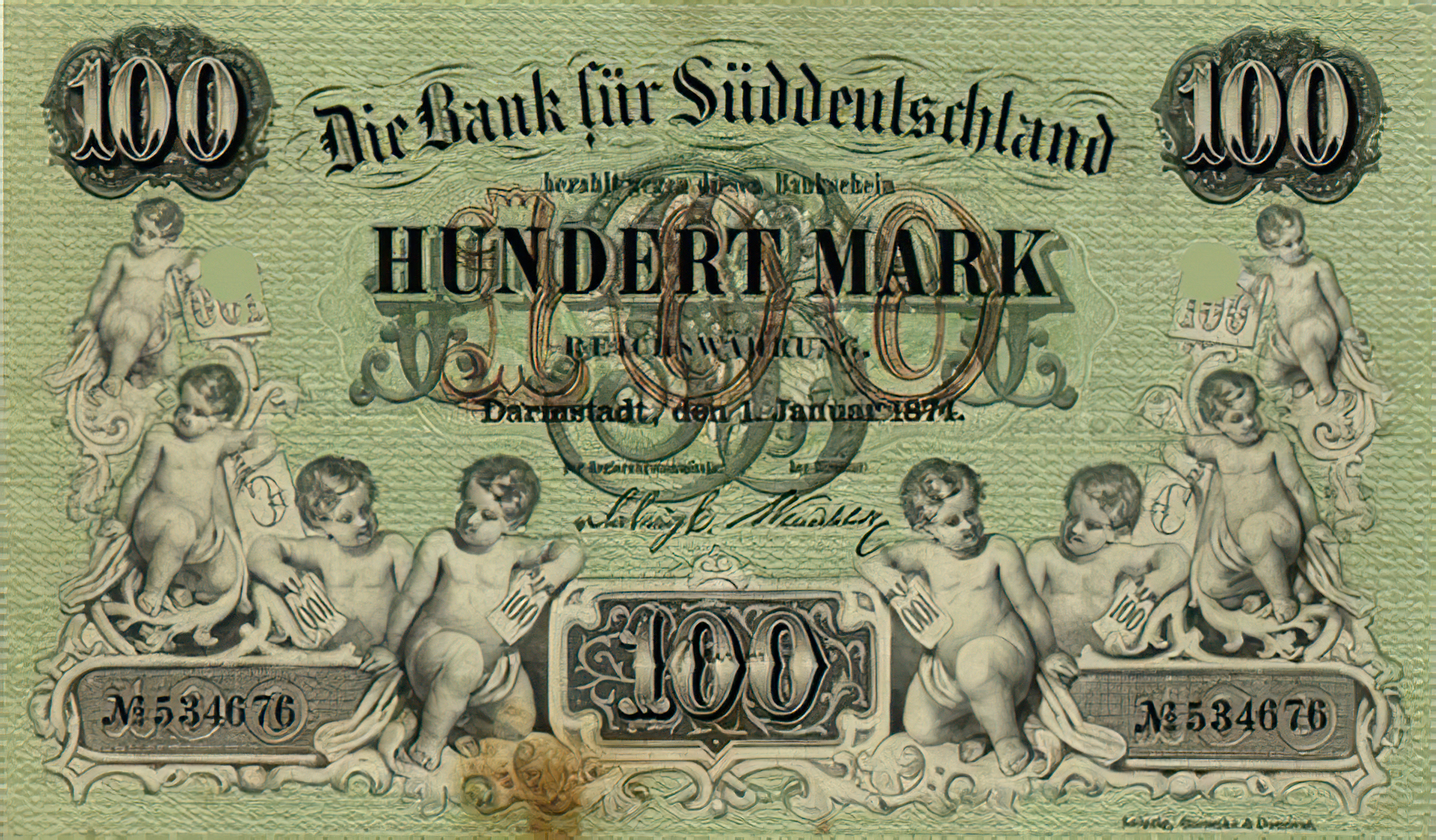
Banknote über 100 Mark der Darmstädter Bank für Süddeutschland, 1875

Mit der Säkularisation und Mediatisierung nach dem Reichsdeputationshauptschluss und dem Rheinbund gingen auch die Münzrechte der aufgehobenen Territorien unter. Dies betraf im hessischen Raum das Bistum Fulda, die fürstlichen und gräflichen Häuser Isenburg, Solms und Erbach und die Burg Friedberg. Im Spätsommer 1806 wurden die letzten Münzen der Burg Friedberg geprägt. Nun besaß nur noch das Großherzogtum selbst das Münzregal für sein Gebiet, einzige Münzstätte war Darmstadt. In Darmstadt wurden anfangs auch die Münzen für das Herzogtum Nassau und für Hessen-Homburg geprägt.
Das Großherzogtum war Mitglied im Süddeutschen Münzverein und prägte Gulden- und Kreuzer-Münzen. Diese waren aufgrund des Dresdner Münzvertrages an die norddeutsche Talerwährung gebunden. Das Großherzogtum Hessen prägte daher seit 1839 Doppeltaler und seit 1857 Vereinstaler-Münzen.
Aufgrund des Gesetzes vom 30. Juli 1848 gab die Schuldentilgungskasse des Großherzogtums Hessen 1848 Banknoten unter dem Namen „Grundrentenscheine“ heraus. Gemäß dem Gesetz über Grundrentenscheine aus dem Jahr 1848 wurden Scheine im Nennwert von 1, 5 und 10 Gulden und 1849 mit 35 und 70 Gulden herausgegeben. Nachdem in Philadelphia (USA) Fälschungen dieser Noten hergestellt und in Umlauf gebracht worden waren, wurde 1864 eine neue Emission von Papiergeld über 4,3 Millionen Gulden herausgebracht (Gesetz vom 26. April 1864). Daneben hatte die Bank für Süddeutschland 1855 eine großherzoglich Hessische Konzession als Privatnotenbank erhalten.
1874/75 wurde die Währung reichseinheitlich auf die Mark umgestellt. Die Darmstädter Münze prägte nun unter dem Münzzeichen „H“ noch bis 1882 die neuen Münzen, bevor ihr Betrieb eingestellt wurde.

### Maße und Gewichte
Bis 1818 galten in den einzelnen Landesteilen eine große Zahl unterschiedliche Maße und Gewichte. Es gab allein 40 unterschiedliche Ellen und mehrere hundert unterschiedliche Ruten. Daraus resultierten ebenso viele unterschiedliche Flächenmaße. Teilweise galten für unterschiedliche Waren oder Geschäfte unterschiedliche Gewichts- und Maßsysteme, etwa für Bäcker und Metzger.
Christian Eckhardt wurde damit beauftragt, die landesweite Vereinheitlichung der Systeme zu konzipieren. Das neue System erlangte mit dem 1. Juli 1818 Gültigkeit. Statt allerdings das moderne, französische, metrische System einzuführen, das in der Provinz Rheinhessen in der Zeit ihrer Zugehörigkeit zu Frankreich dort bereits gegolten hatte, entschlossen sich die Beteiligten zu einem Kompromiss. Der war vor allem dem Bedenken geschuldet, dass die Bevölkerung der Reform im Alltag nicht folgen werde. Bedenken gab es auch, ob in der täglichen Praxis die 10er-Sprünge des Dezimalsystems nicht zu weit auseinander lägen. Der Kompromiss sah folgendermaßen aus: Fuß und Zoll wurden beibehalten, der Fuß aber so definiert, dass er exakt ¼ Meter, also 25 cm, entsprach. Dieser Fuß war in 12 Zoll eingeteilt, ½ Zoll entsprach so ungefähr einem Zentimeter. Alle anderen Hohlmaße und Gewichte wurden – wie im Metrischen System auch – daran angehängt:
- 2,5 Zoll³ = 15,625 Kubikzoll war die Grundeinheit für die Hohlmaße
- 1 Kubikzoll Wasser wog damit 15,625 g = 1 Loth
  - 32 Loth = 1 Pfund = 500 g
  - 100 Pfund = 1 Zentner
  - 32 Kubikzoll = 1 Hessischer Schoppen = ½ Liter

Ausnahmen von diesem allgemeinen System bestanden weiter für Apotheken, Edelmetalle und Juwelen.
Umgesetzt wurde das System durch eine Reihe von Rechtsvorschriften:
- Die Verordnung über die neuen Maße und Gewichte im Großherzogtum Hessen vom 10. Dezember 1819[250] legte die Längen-, Flächen- und Hohlmaße sowie die Gewichte fest und konstituierte die Eichverwaltung im Großherzogtum.
- Es folgten eine Reihe technischer Verordnungen.[251]
- Weitere Verordnungen traten im Laufe der Zeit hinzu. Sie regelten Details oder Fragen, die sich in der praktischen Anwendung ergeben hatten.[252]

In der Praxis setzte sich das neue System – trotz seines Kompromisscharakters – nur langsam durch und die Obrigkeit musste weitere Zugeständnisse machen. Mit dem Gesetz, die Anwendung des neuen Maß- und Gewichtssystems betreffend vom 3. Juni 1821 wurde es Privatleuten, die kein Gewerbe oder keinen Handel betrieben, freigestellt, jedes beliebige Maßsystem zu verwenden (also auch die althergebrachten Einheiten).
Am 17. August 1868 veröffentlichte der Norddeutsche Bund eine neue Maß- und Gewichtsordnung, die zum 1. Januar 1872 in Kraft trat und das metrische System eingeführte. Das Großherzogtum gehörte allerdings nur mit seiner Provinz Oberhessen zum Norddeutschen Bund. Um zu verhindern, dass nach dem 1. Januar 1872 im Land zwei unterschiedliche Maßsysteme galten, wurde dieses neue System mit dem Gesetz, die Einführung der für den Norddeutschen Bund erlassenen Maß- und Gewichtsordnung in den nicht zum Norddeutschen Bund gehörigen Teilen des Großherzogtums betreffend auf das ganze Land ausgedehnt.

### Unternehmen

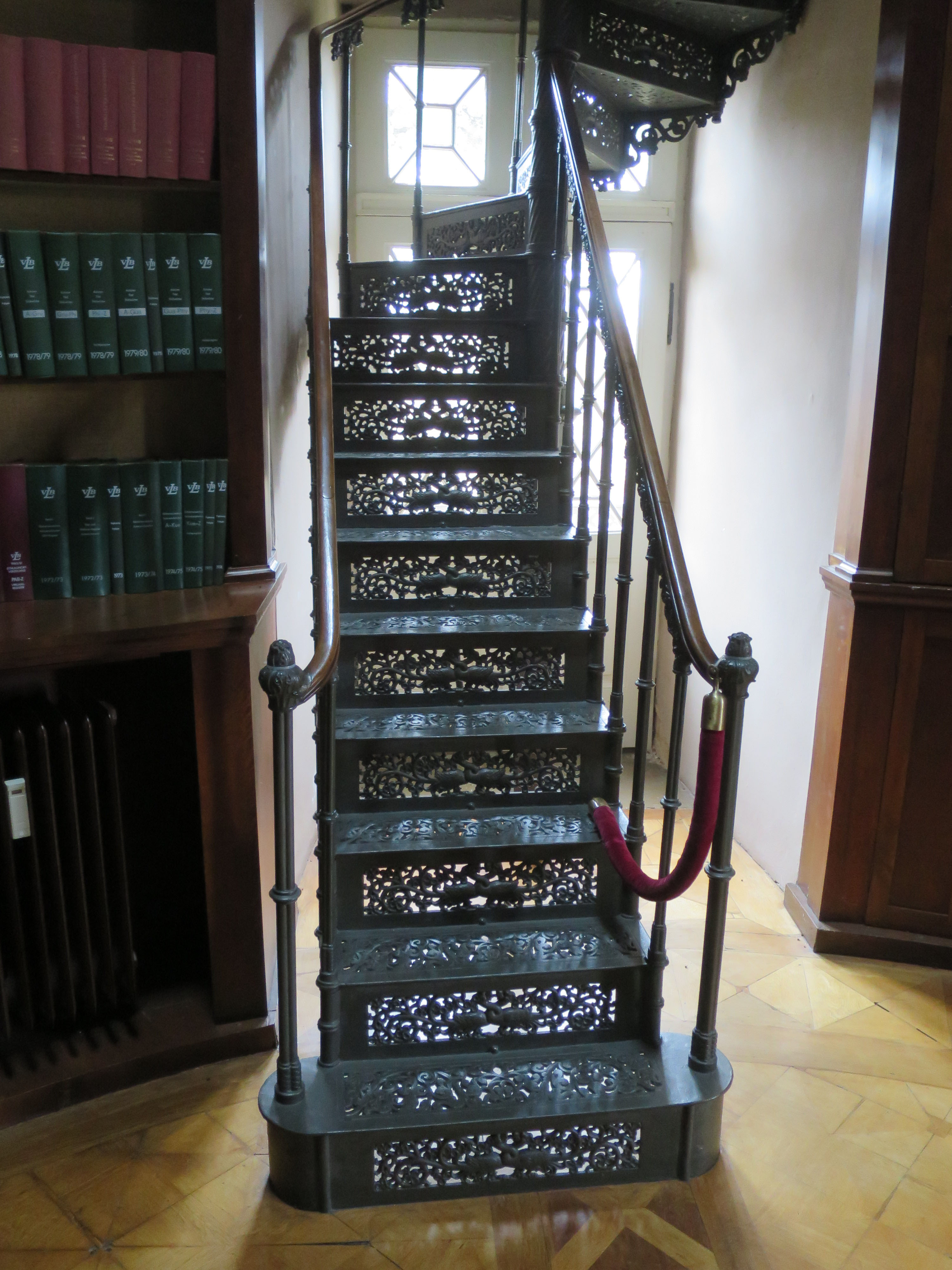
Gusseiserne Treppe der Bibliothek in Schloss Herrnsheim – Ausstellungsobjekt der Ersten Deutschen Industrieausstellung, Mainz 1842

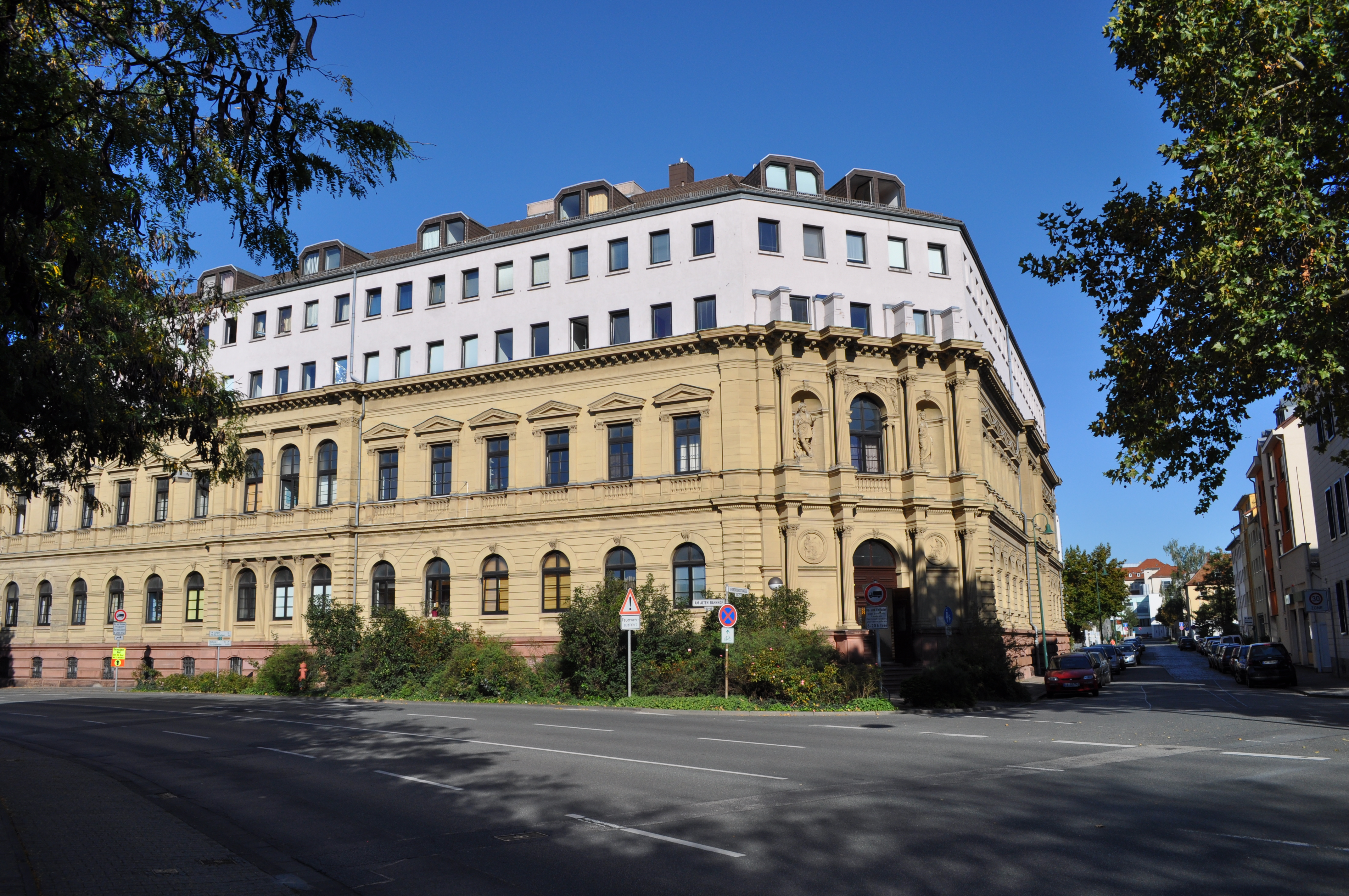
Geschäftssitz der Bank für Handel und Industrie in Darmstadt

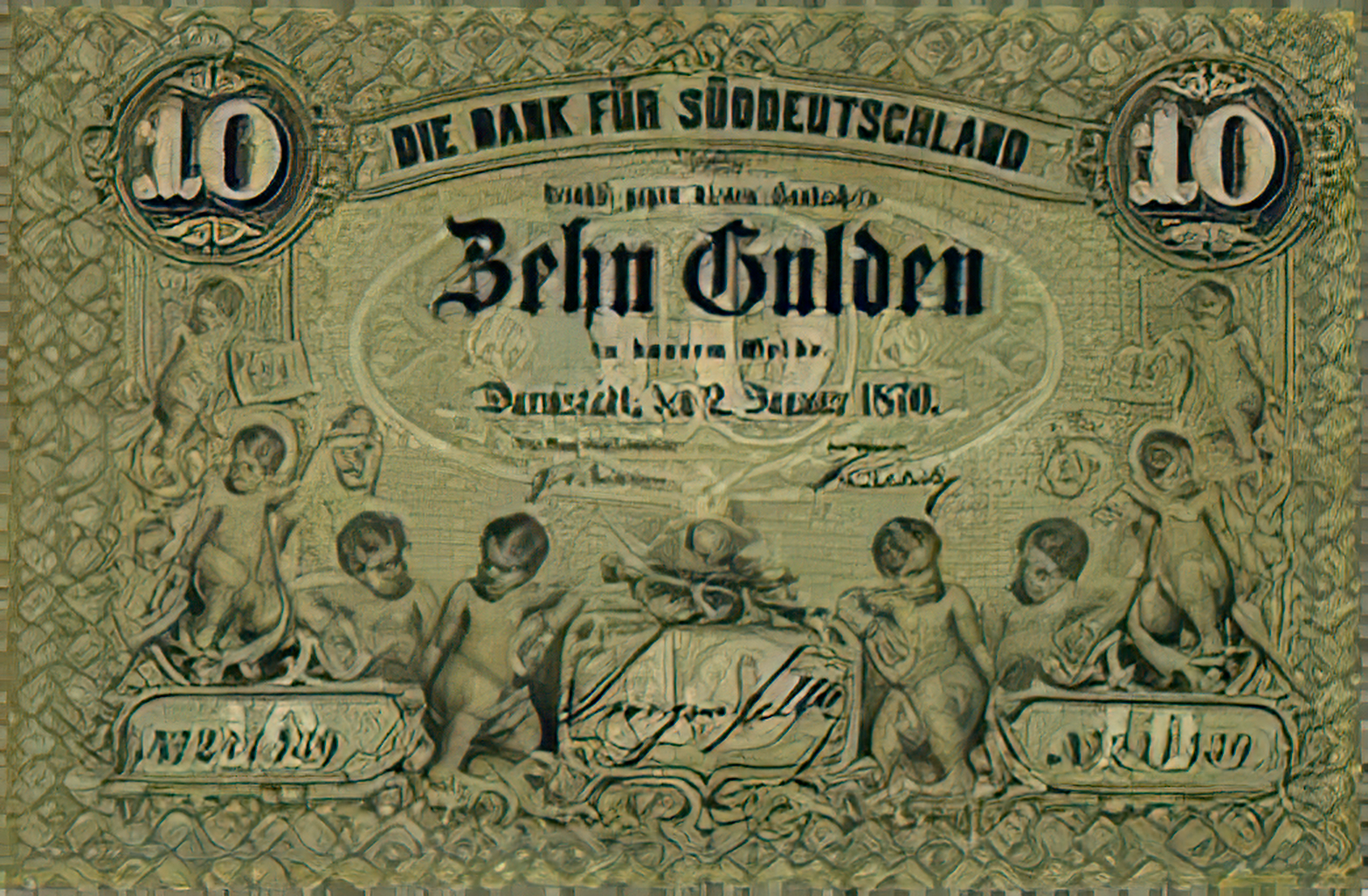
Banknote über 10 Gulden der Bank für Süddeutschland, 1870

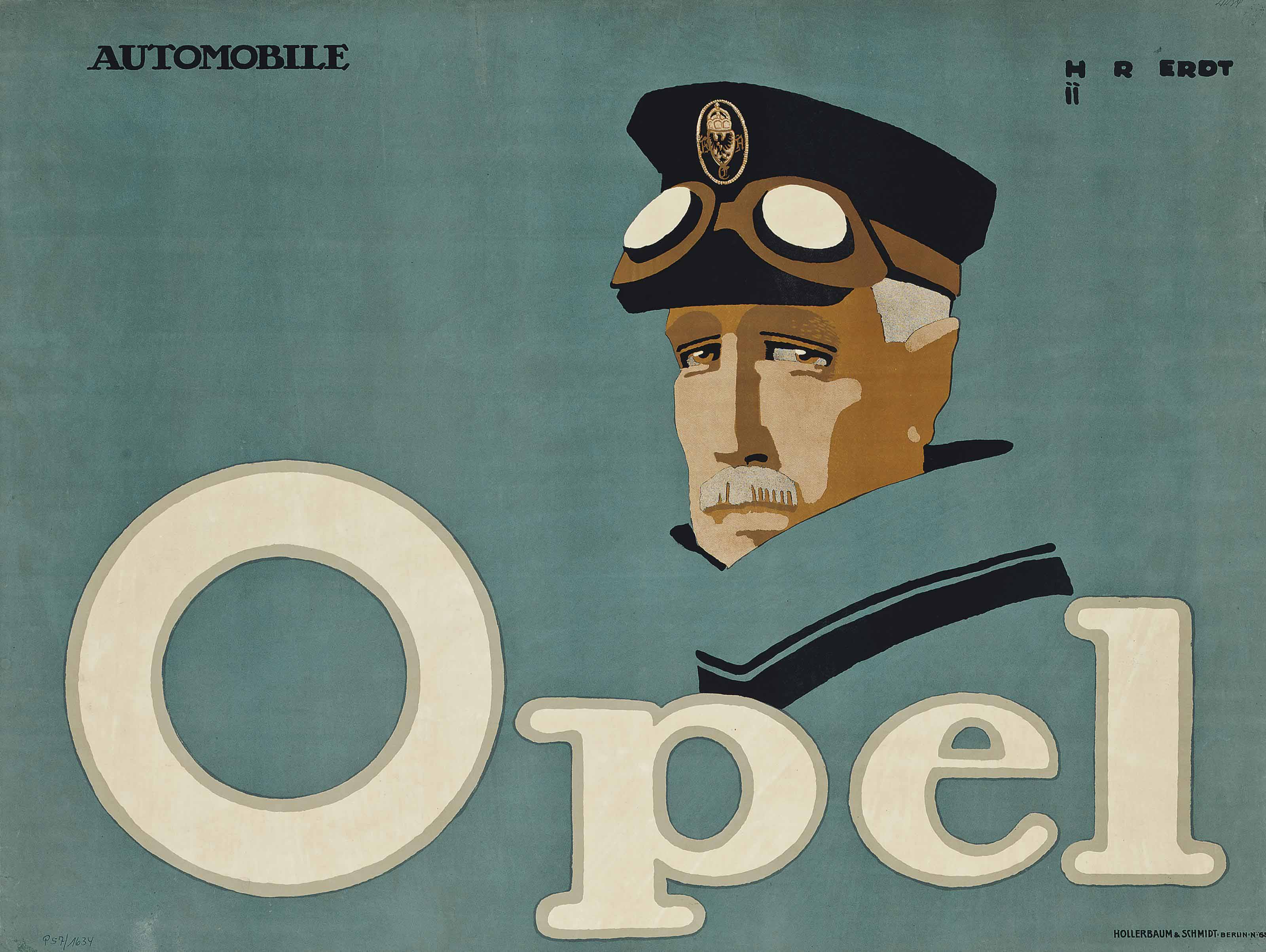
Opel-Werbung, 1911

Eine Reihe weltweit bekannter Unternehmen entstanden im Großherzogtum Hessen, gefördert unter anderem von der Großherzoglichen Handelskammer. 1842 fand die Erste Deutsche Industrieausstellung in Mainz statt. Die Industrialisierung erfolgte aber relativ spät und verhalten. Die Anzahl der Dampfmaschinen im Großherzogtum betrug 1847: 24, 1854: 83 und 1862: 240. Die hatten aber zusammen auch nur 2.227 PS. Einen der wichtigsten „Industrie“zweige des Landes bildete so die Tabak- und Zigarrenherstellung in etwa 200 Fabriken. Auf der ersten Weltausstellung 1851 in London waren 74 Unternehmen aus dem Großherzogtum Hessen vertreten, auf der Weltausstellung 1862, ebenfalls in London, bereits 100. 1908 konnte der Luftfahrtpionier August Euler am Rande des Darmstädter Truppenübungsplatzes Griesheimer Sand eine Werkstatt einrichten. Der dort konstruierte Doppeldecker war im Folgejahr ein wichtiger Beitrag zur Internationalen Luftschiffahrt-Ausstellung Frankfurt 1909.
Schwerpunkte wirtschaftlicher Tätigkeit im Großherzogtum Hessen waren
- Darmstadt
  - E. Merck
  - Maschinenfabrik und Eisengießerei[262]
  - Bank für Handel und Industrie (Darmstadt), gegründet 1853 und wichtig für die Finanzierung des Eisenbahnbaus und anderer Infrastrukturmaßnahmen in der Region in der Folgezeit.[263]
  - Bank für Süddeutschland, emittierte Banknoten bis 1902.

Die Ansiedlung der beiden Banken in Darmstadt beruhte auch darauf, dass das Großherzogtum aufgrund der maroden Wirtschaftslage wenig Beschränkungen für Aktiengesellschaften aufwies, die Banken hier also viel freier agieren konnten als im benachbarten Frankfurt oder Preußen.
- Mainz war durch die Tradition des kurfürstlichen Hofes führend in der Herstellung von Luxusgütern, Möbeln, Firnissen und Lacken sowie feinem Leder.
  - Werner & Mertz (Erdal)
  - Sektkellerei Kupferberg
  - Verlag Philipp von Zabern
  - Lackfabrik Ludwig Marx
  - Bembé (Parkett)
- Mombach
  - Verein für Chemische Industrie, heute Prefere Paraform: Essigsäure, essigsaure Salze und Methylpräparate
  - Waggonfabrik Gebrüder Gastell: Eisenbahn- und Straßenbahnwagen
- Offenbach am Main war für seine Lederfabrikation bekannt, „Offenbacher Lederwaren“ sind heute noch ein Begriff. Hier wurden auch Anilin- und Alizarinfarben hergestellt.
- Oppenheim
  - Friedrich Koch belieferte pharmazeutische Unternehmen mit Chinin.
- Rüsselsheim
  - Opel, Nähmaschinen ab 1862, Autos ab 1899.[265]
- Worms
  - Lederwerke Cornelius Heyl AG
  - Lederwerke Doerr & Reinhart
  - Wasserglaschemie

Apothekenwesen

### Versorgungsbetriebe
Vor allen Dingen hinsichtlich der nächtlichen Stadtbeleuchtung stellten Gaswerke einen großen Fortschritt dar. Das erste Gaswerk im Großherzogtum nahm 1853 in Mainz seinen Betrieb auf. Es folgten 1855 die Residenz Darmstadt – zur Eröffnung am 14. März, dem Namenstag von Großherzogin Mathilde, mit einer Festbeleuchtung des Opernhauses – und 1856 Gießen.

## Verkehr und Kommunikation

### Post, Telegraf, Telefon

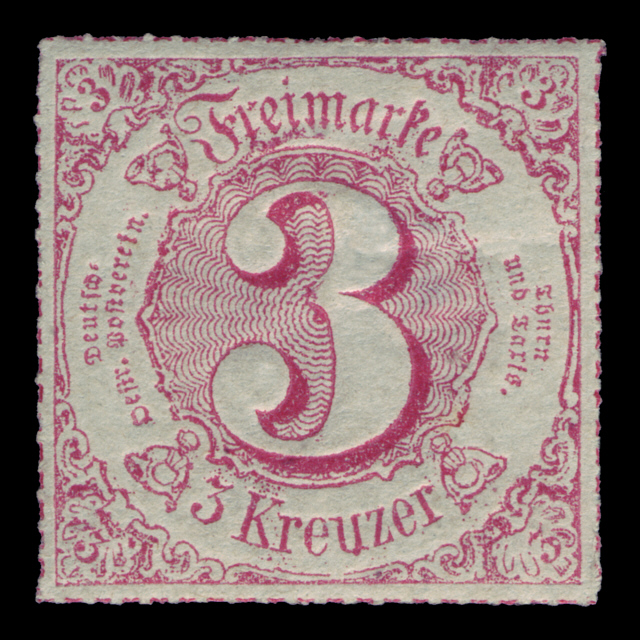
Briefmarke der Thurn-und-Taxis-Post

Das Postregal wurde 1807 dem Fürsten Karl Alexander von Thurn und Taxis als Lehen verliehen. Damit war bis 1867 die Thurn-und-Taxis-Post die im Großherzogtum mit Monopol ausgestattete Post. Seitens des Staates gab es als Gegengewicht eine Oberpostdirektion, die Tarife und Postkurse genehmigen musste. Die Postämter führten die Bezeichnung Großherzoglich Hessisches Postamt zu ....
Etwa ab 1850 wurde das Großherzogtum an das sich rasant entwickelnde internationale Telegrafennetz angeschlossen. 1852 wurde die Telegrafenleitung entlang der Rhein-Neckar-Eisenbahn für den Privattelegrafenverkehr freigegeben, 1853 eröffnete eine eigene Telegrafenanstalt in Darmstadt.
Während der 1890er Jahre entwickelte sich die Länge des Telefonnetzes von anfangs knapp 800 km auf 7260 km, die Zahl der Anschlüsse von 755 auf 4267.

### Straßenverkehr
In der Zeit vor der Eisenbahn war der Ausbau des Straßennetzes ein wichtiges Anliegen, auch um die unterschiedlichen, in napoleonischer Zeit zusammengefügten Landesteile enger aneinander zu binden. Dazu wurde – basierend auf Artikel 27 der Verfassung – 1821 ein Enteignungsgesetz geschaffen, dem folgten 1830, nach Abschluss des Zollvertrages mit Preußen, Gesetze zum Bau und Unterhalt von „Staatskunststraßen“ und Provinzialstraßen. Wichtige Straßenbauprojekte waren:
- Darmstadt–Dieburg, Provinz Starkenburg (heute: L 3094)
- Reinheim–Michelstadt–Obernburg, Provinz Starkenburg, um 1820
- Hirschhorn–Beerfelden, Provinz Starkenburg, 1822 (heute: L 3119)
- Mainz–Worms, Provinz Rheinhessen

Das Kraftfahrzeugkennzeichen für das Großherzogtum lautete „V“ (die römische Ziffer „5“). Die einzelnen Provinzen stellten dem ihren Anfangsbuchstaben nach. So lauteten die Kennzeichen in der Provinz Rheinhessen „VR“. Die Schilder waren weiß, die Buchstaben schwarz. Diese Kennzeichnung galt bis 1945.
Die erste Automobil-Post-Linie der Deutschen Reichspost verkehrte 1906 zwischen Friedberg und Ranstadt.

### Rheinschifffahrt

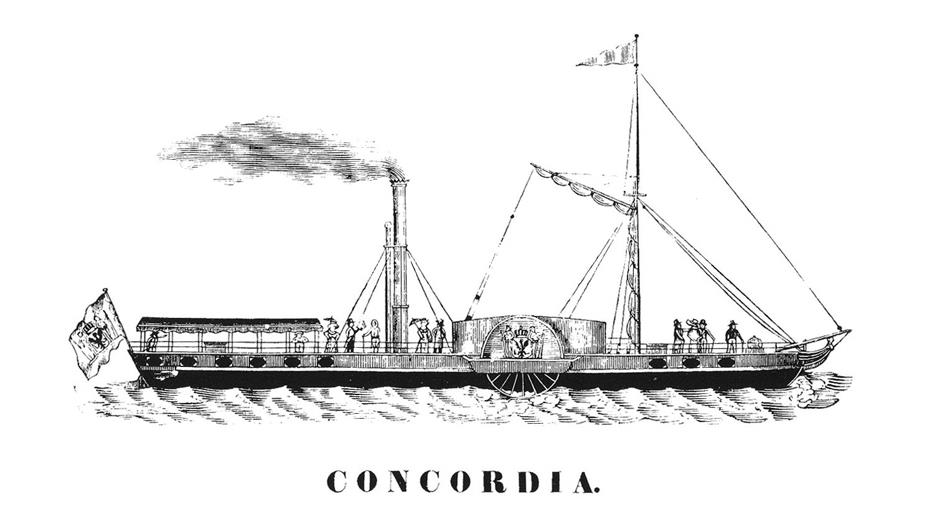
Rheindampfer Concordia um 1830

In der Zeit vor der Eisenbahn war der Rhein die bedeutendste Fernverbindung, die das Großherzogtum berührte. Bereits unter französischer Herrschaft hatte es dafür eine Zentralverwaltung gegeben, die ihren Sitz in Mainz hatte. In Folge des Wiener Kongresses wurden deren Aufgaben in einer Zentralkommission für die Rheinschifffahrt organisiert, in der alle Anrainerstaaten vertreten waren. Sie nahm ihren Sitz 1816 ebenfalls in Mainz. Es dauerte dann aber bis 1821, bevor sich die Beteiligten auf eine neue Rheinschifffahrtsordnung einigten.
Dies war umso dringender, als in diesen Jahren erste Dampfschiffe auf dem Rhein verkehrten. 1828 wurden von der Kölner Dampfschifffahrtsgesellschaft bereits 18.600 Fahrgäste auf dem Rhein befördert. 1826 erteilte das Großherzogtum eine Konzession für eine Dampfschiffahrtsgesellschaft vom Rhein und Main und ab 1828 verkehrte zwischen Frankfurt am Main und Mainz das Dampfschiff Stadt Frankfurt auf der traditionsreichen Linie des Marktschiffs.

### Eisenbahn

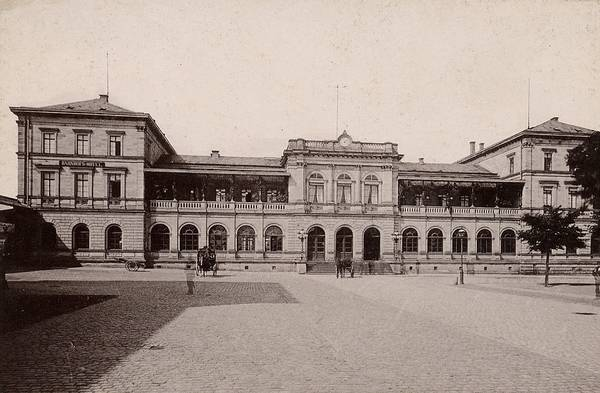
Ludwigsbahnhof der Hessischen Ludwigsbahn in Darmstadt

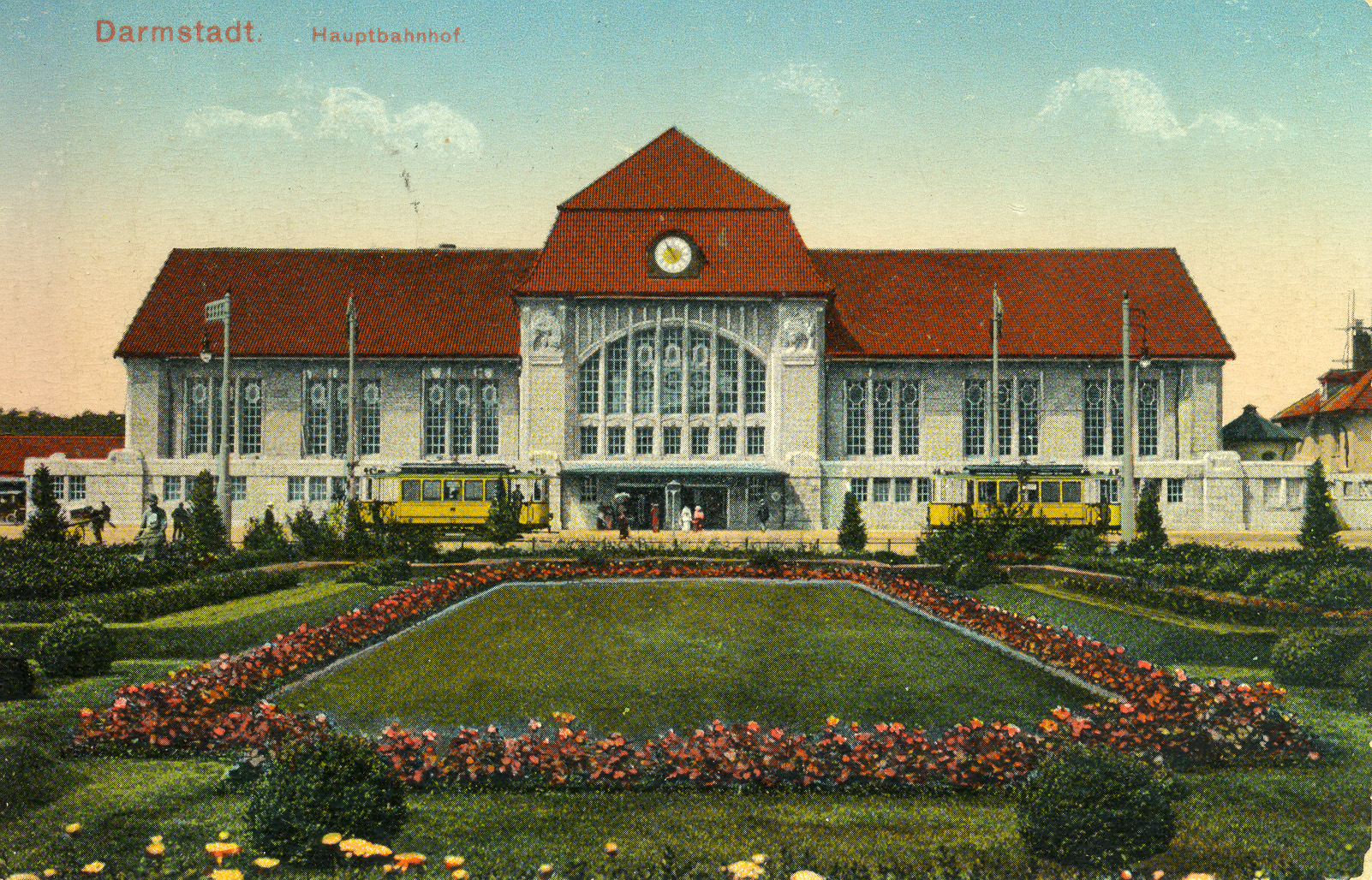
Neuer Darmstädter Hauptbahnhof, 1912 eröffnet

Direktionsgebäude der Hessischen Ludwigsbahn in Mainz

Bereits 1836 – nur ein halbes Jahr, nachdem die erste Eisenbahn in Deutschland ihren Betrieb aufgenommen hatte – verabschiedete der Landtag ein Gesetz, das die Enteignung von Land für den Eisenbahnbau zu Gunsten privater Gesellschaften ermöglichte.
Eine erste private Initiative zum Bau eines Eisenbahnnetzes, das die Strecken Frankfurt–Darmstadt–Heidelberg und eine Zweigstrecke nach Mainz vorsah, scheiterten 1838, weil die Gesellschaft, die sich dafür gründete, das Kapital nicht aufbringen konnte. Der Staat weigerte sich, in das Projekt einzusteigen. Schon hier zeigt sich, wie in der Folge weiter, dass das Großherzogtum eigentlich keine stringente Eisenbahnpolitik betrieb, sondern später lediglich bei einzelnen Projekten half oder auch selbst als Eisenbahnunternehmer auftrat, ohne ein umfassendes Konzept zu verfolgen. So war der erste Eisenbahnanschluss des Großherzogtums, der Bahnhof Mainz-Kastel an der Taunus-Eisenbahn 1840, ein Zufallsprodukt kleinstaatlicher Grenzziehung.
Während die Provinz Starkenburg mit der Main-Neckar-Bahn recht früh eine zentrale Eisenbahnanbindung erhielt und die Provinz Oberhessen durch die Main-Weser-Bahn wenigstens randlich erschlossen wurde – an beiden Bahnen hielt das Großherzogtum Anteile und sie wurden als Kondominalbahnen betrieben – wurde der Eisenbahnbau für die dritte Provinz, Rheinhessen, durch die private Hessische Ludwigsbahn vorgenommen, die sich zu einer der größten deutschen Privatbahnen entwickelte. Sie unterhielt ein dichtes Netz von Strecken in den Provinzen Rheinhessen, Starkenburg und darüber hinaus. Über ihre Stammstrecke Mainz–Worms(–Ludwigshafen) wurde ab 1853 Frankreich an das Schienennetz des Großherzogtums angebunden, was die Exportwirtschaft des Großherzogtums förderte (→ Jambon de Mayence). Die weitere Erschließung der Provinz Oberhessen mit Eisenbahnen erfolgte durch eine private Aktiengesellschaft, die allerdings 1876 verstaatlicht werden musste, um die Betriebseinstellung zu verhindern. Deren Strecken wurden als Großherzoglich Hessische Staatseisenbahnen aus strukturpolitischen Gründen weiterbetrieben. Anschließend bestand in jeder der drei Provinzen ein anderes Eisenbahnsystem:
- In Oberhessen dominierten zwei Staatsbahnen,
- in Starkenburg gab es ein gemischtes System aus Staats- und Privatbahnen und
- in Rheinhessen dominierte die private Hessische Ludwigsbahn.

Der überwiegende Teil dieser Bahnen – die Ludwigsbahn wurde 1897 verstaatlicht, die Main-Neckar-Eisenbahn-Gesellschaft 1902 aufgelöst – ging letztendlich in der Preußisch-Hessischen Eisenbahngemeinschaft auf, deren Direktion ihren Sitz in Mainz nahm.
Übersicht (Stand 1889)
| Bahngesellschaft                           | km  | %   | Übergang an die Eisenbahngemeinschaft | Anmerkung                                                                            |
| ------------------------------------------ | --- | --- | ------------------------------------- | ------------------------------------------------------------------------------------ |
| Hessische Ludwigsbahn                      | 507 | 55  | 1897                                  | Privatbahn                                                                           |
| Großherzoglich Hessische Staatseisenbahnen | 183 | 20  | (1897)                                | 1897 ging die Betriebsführung an die Preußisch-Hessische Eisenbahngemeinschaft über. |
| Main-Neckar-Eisenbahn-Gesellschaft         | 49  | 5   | 1902                                  | Staatsbahn (kondominal)                                                              |
| Sonstige                                   | 47  | 5   | -                                     | verschiedene Privatbahnen (einige Nebenstrecken)                                     |
| Badische Staatseisenbahnen                 | 22  | 2   | -                                     |                                                                                      |
| Preußische Staatseisenbahn                 | 111 | 12  | -                                     | 4 Strecken                                                                           |
| Summe                                      | 919 | 100 | -                                     | Rundungsdifferenzen                                                                  |

Oberste Eisenbahnbehörde des Großherzogtums war das Finanzministerium, das seit 1891 eine eigene Eisenbahn-Abteilung unterhielt.

## Kultur

### Architektur

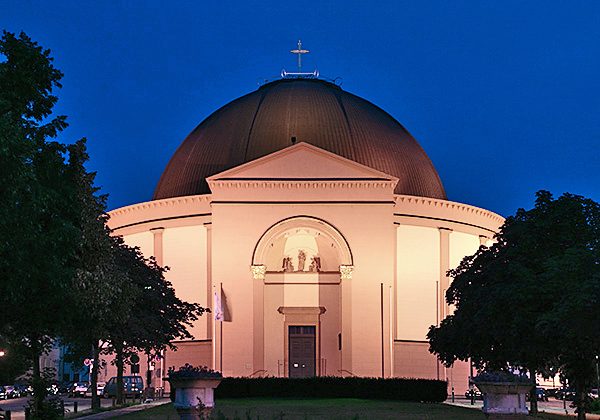
St.-Ludwigs-Kirche in Darmstadt von Georg Moller

Georg Moller (1784–1852), führender Architekt und Stadtplaner wurde 1810 Oberbaurat und Hofbaudirektor des Großherzogtums und errichtete eine Reihe öffentlicher Gebäude: Die St.-Ludwigs-Kirche (erster nach-reformatorischer römisch-katholischer Sakralbau Darmstadts), das Landestheater, Luisenplatz mit Ludwigssäule, das Mausoleum auf der Rosenhöhe und die Freimaurerloge – das heutige „Moller-Haus“. Außerhalb der Landeshauptstadt errichtete er im Großherzogtum das Stadttheater der Provinzhauptstadt Mainz und er setzte das Schloss Biedenkopf wieder in Stand.

### Denkmalschutz

Karolingische Torhalle (Westseite) des Klosters Lorsch

Unter dem ersten und dem letzten Großherzog von Hessen gab es jeweils wichtige Impulse für den Denkmalschutz. Auf Veranlassung von Georg Moller kam es unter dem 22. Januar 1818 zum Erlass einer Denkmalschutzverordnung für das Großherzogtum, die bereits sowohl Bau- als auch Bodendenkmalpflege berücksichtigte und als Vorläufer moderner Denkmalschutzgesetzgebung gilt. Georg Moller ist unter anderen die Rettung der karolingischen Torhalle in Lorsch zu verdanken, heute ein von der UNESCO anerkanntes Weltkulturerbe.
Mit dem Gesetz, den Denkmalschutz betreffend, vom 16. Juli 1902 schuf das Großherzogtum dann auch das erste moderne, kodifizierte Denkmalschutzgesetz Deutschlands, das für den Bereich des Denkmalschutzes weit über das Großherzogtum hinaus als Vorbild wirkte und erst 1986 endgültig außer Kraft trat.

### Literatur

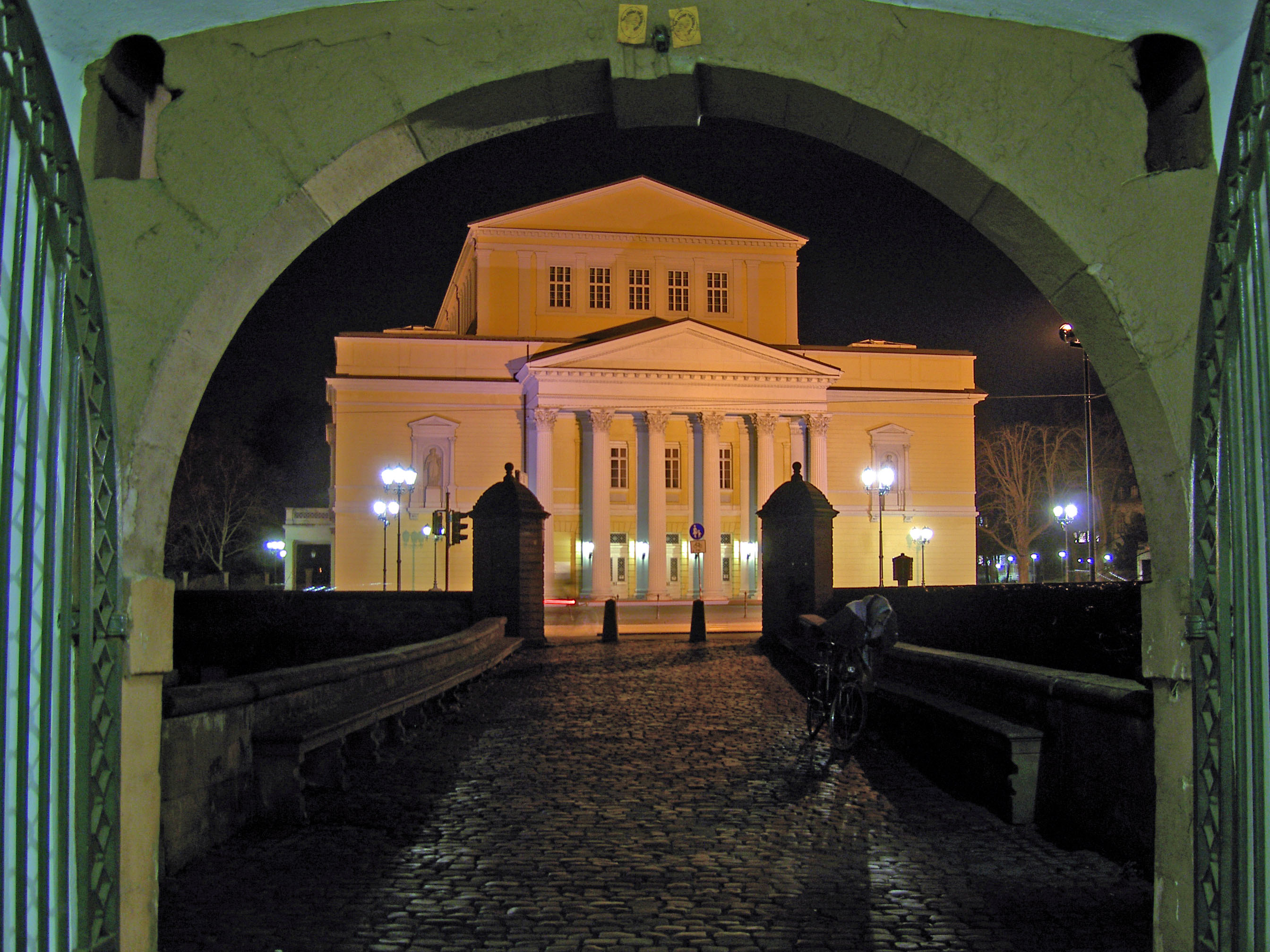
Hoftheater von Moller, heute Staatsarchiv

### Jugendstil

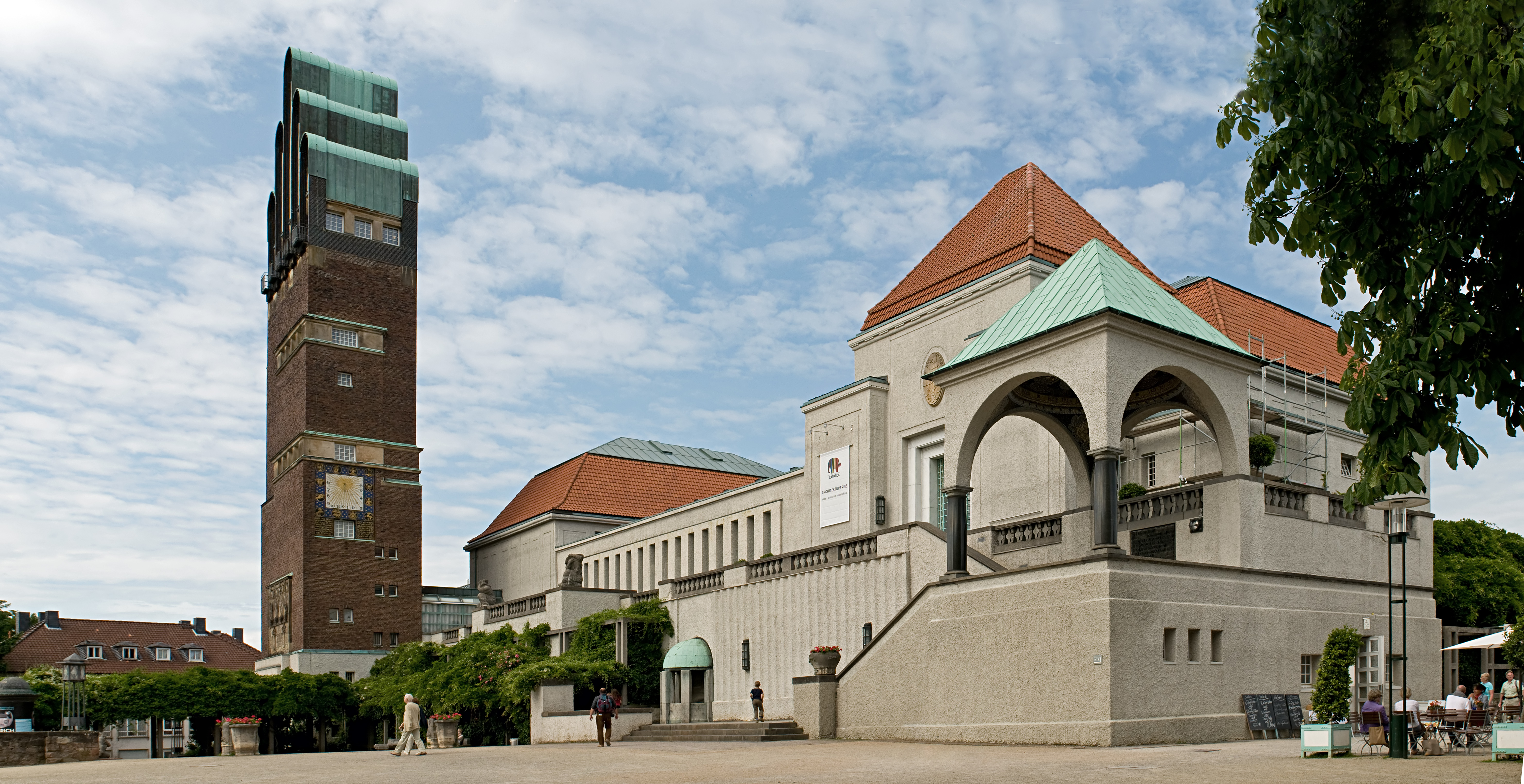
Hochzeitsturm und Ausstellungshalle auf der Mathildenhöhe in Darmstadt

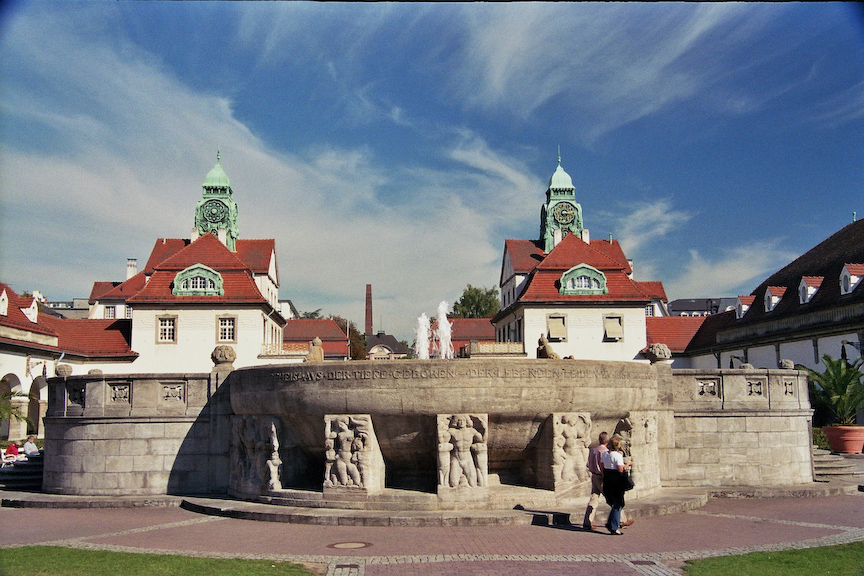
Sprudelhof in Bad Nauheim

Großherzog Ernst Ludwig war ein großer Förderer der bildenden Kunst und – im Gegensatz zu den meisten seiner Standesgenossen, etwa Kaiser Wilhelm II. – auch moderner Kunst, insbesondere des Jugendstils. Als Enkel der Königin Viktoria hatte er sich bei Besuchen in England mit dem Arts and Crafts Movement vertraut gemacht. 1899 berief er sieben junge Künstler, die in Darmstadt eine Künstlerkolonie bildeten. Er ließ auf der Mathildenhöhe durch den Architekten Joseph Maria Olbrich ein Ateliergebäude errichten, außerdem hatten die Künstler die Möglichkeit, sich eigene Wohnhäuser zu bauen. Neben Olbrich waren das u. a. Peter Behrens, Hans Christiansen und Ludwig Habich. Zwischen 1901 und 1914 fanden vier Ausstellungen zur Kunst des Jugendstils auf der Mathildenhöhe statt. In Bad Nauheim entstand – überwiegend durch diese Künstler – ein einzigartiges Ensemble von Kur-Anlagen: Sprudelhof, Trinkkuranlage, Badehäuser, Parks und die Maschinenzentrale nebst Wäscherei. Da dieses Ensemble heute auch in seinen Details noch weitgehend erhalten ist, prägt es das Stadtbild und macht es zu einem außerordentlichen Gesamtkunstwerk der Zeit um 1910.

### Sprache

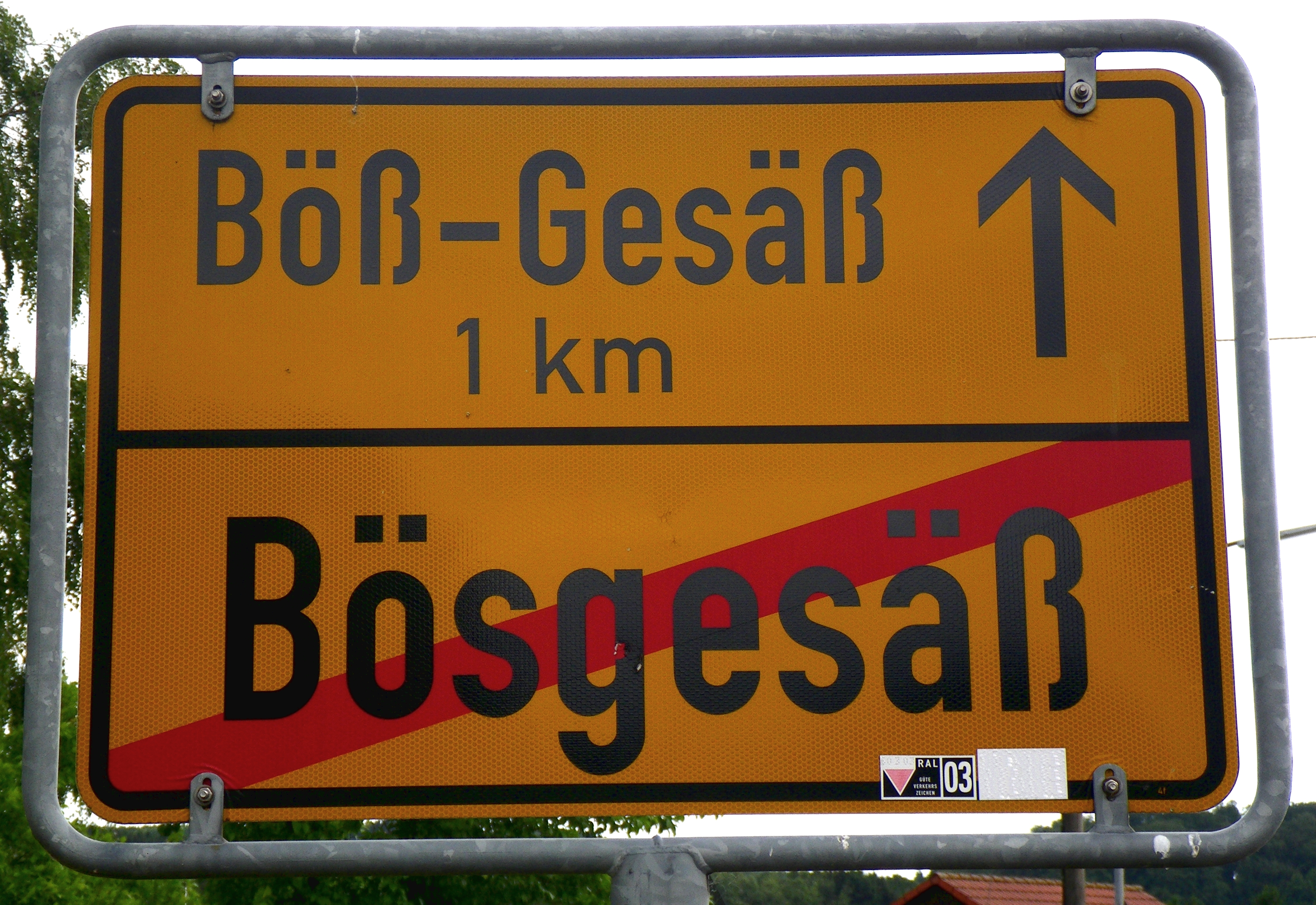
Noch heute hat die „Rechtschreibgrenze“ Auswirkungen: Ortsausgangsschild von Bösgesäß („Preußisch-Bösgesäß“) mit dem Hinweis auf das „1 km“ entfernte Böß-Gesäß („Hessisch-Bösgesäß“)

Eine bis heute nachwirkende Bedeutung hat der Umstand, dass das Großherzogtum Hessen bis Anfang des 20. Jahrhunderts andere Rechtschreibregeln als die benachbarten Länder Preußen und Bayern anwendete. Aus dieser abweichenden Schreibung ergab sich auch für zusammengesetzte Ortsnamen im Großherzogtum eine abweichende Schreibung mit Bindestrich. Daran ist bis heute ihre frühere Zugehörigkeit zum Großherzogtum zu erkennen. In Preußen wurde zum 1. Januar 1903 die vom Preußischen Ministerium der geistlichen, Unterrichts- und Medizinalangelegenheiten neu standardisierte Rechtschreibung für alle preußischen Behörden eingeführt. Da in der Preußisch-Hessischen Eisenbahngemeinschaft die Regeln der Preußischen Staatseisenbahnen galten, wurden zusammengesetzte Bahnhofsbezeichnungen nun ohne Bindestrich geschrieben, abweichend von der Schreibung der Ortsnamen, z. B. „Bahnhof Groß Gerau“ und „Groß-Gerau“ oder „Bahnhof Hohensülzen“ und „Hohen-Sülzen“.

### Hessisches Landesmuseum

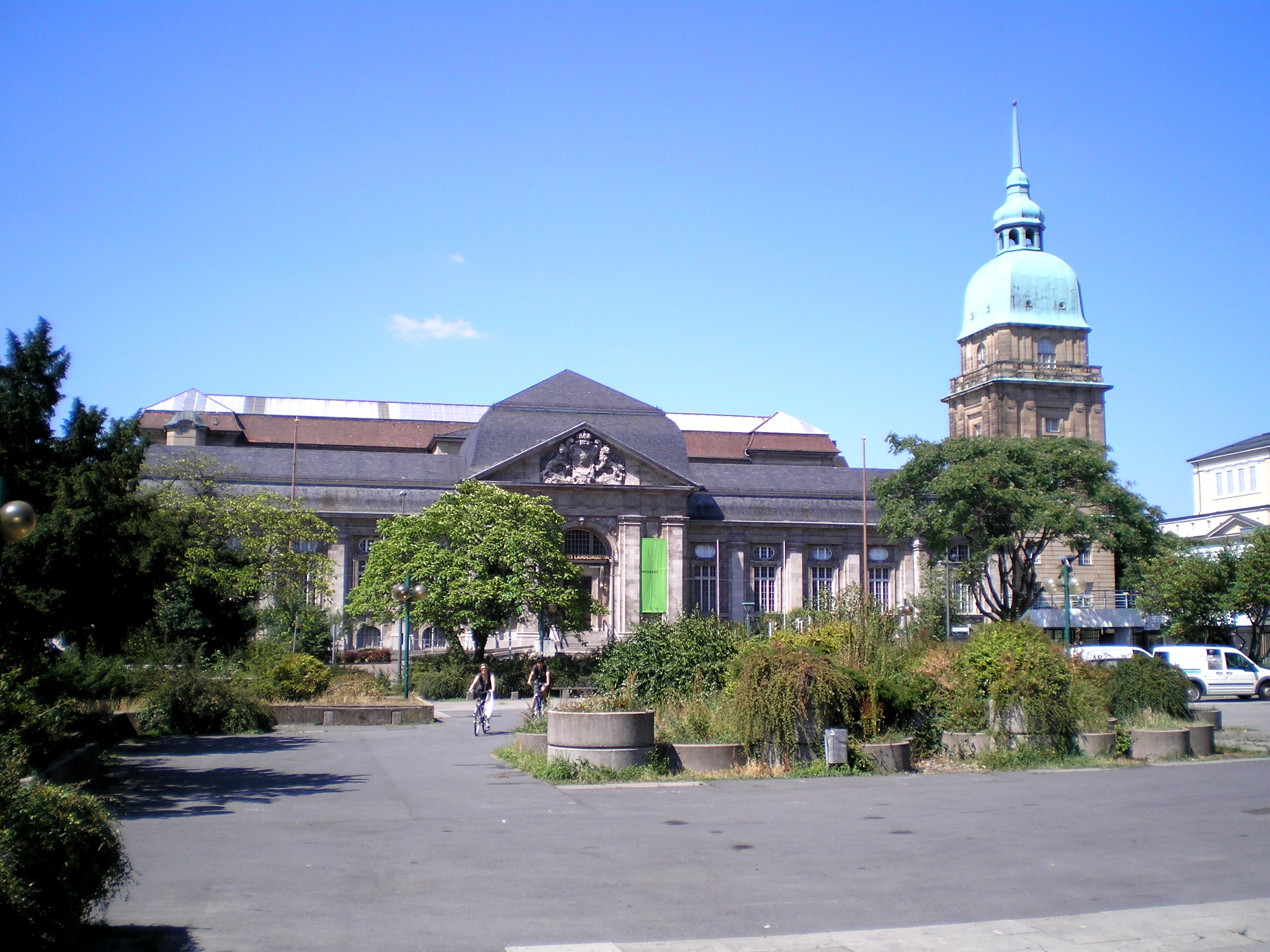
Hessisches Landesmuseum Darmstadt

Das Hessische Landesmuseum geht auf eine Stiftung von Großherzog Ludewig I. aus dem Jahr 1820 zurück, der seine Kunst- und Naturaliensammlung dem Staat schenkte. Die Sammlung war seit dem 17. Jahrhundert von den Landgrafen von Hessen-Darmstadt kontinuierlich aufgebaut worden und konnten in den Folgejahren durch Ankäufe und Schenkungen bedeutend erweitert werden. Zunächst im Schloss untergebracht, wurde deshalb ein eigenes Gebäude zunehmend erforderlich. 1897 wurde auf Veranlassung von Großherzog Ernst Ludwig dem Architekten Alfred Messel, der sich in Berlin mit Ideen zur Planung eines Idealmuseums profiliert hatte, der Auftrag erteilt. Das Museum konnte 1906 seiner Bestimmung übergeben werden.

### Hochschulen
Aus dem Bestand der ehemaligen Landgrafschaft Hessen-Darmstadt wurde die nach ihrem Gründer benannte Ludwigs-Universität (latinisiert „Ludoviciana“) in Gießen übernommen, die nun Landesuniversität war.
1877 wurde der Polytechnischen Schule zu Darmstadt der Titel Technische Hochschule zu Darmstadt verliehen, die so zur zweiten Hochschule des Landes wurde (heute: Technische Universität Darmstadt). 1899 wurde ihr das Promotionsrecht zuerkannt.